# Xylophanes
Genre
Le genre Xylophanes regroupe des lépidoptères (papillons) de la famille des Sphingidae, de la sous-famille des Macroglossinae, de la tribu des Macroglossini, de la sous-tribu des Choerocampina. 

## Systématique
- Le  genre Xylophanes a été décrit par l'entomologiste allemand Jakob Hübner en 1819[1].
- L'espèce type pour le genre est Xylophanes anubus (Cramer, 1777).

### Synonymie
- Deilonche Grote, 1886[2]
- Dilonche Kirby, 1897
- Isoples Hübner, 1819

### Taxonomie
Liste des espèces
- Xylophanes acrus Rothschild & Jordan, 1910
- Xylophanes adalia (Druce, 1881)
- Xylophanes aglaor (Boisduval, 1875)
- Xylophanes amadis (Stoll, 1782)
- Xylophanes anubus (Cramer, 1777)
- Xylophanes aristor (Boisduval, 1879)
- Xylophanes belti (Druce, 1878)
- Xylophanes bilineata Gehlen, 1928
- Xylophanes blanca Eitschberger, 2001
- Xylophanes ceratomioides (Grote & Robinson, 1868)
- Xylophanes chiron (Drury, 1773)
- Xylophanes clarki Ramsden, 1921
- Xylophanes colinae Haxaire, 194
- Xylophanes columbiana Clark, 1935
- Xylophanes cosmius Rothschild & Jordan, 1906
- Xylophanes crotonis (Walker, 1856)
- Xylophanes cyrene (Druce, 1881)
- Xylophanes damocrita (Druce, 1894)
- Xylophanes depuiseti (Boisduval, 1875)
- Xylophanes docilis (Butler, 1875)
- Xylophanes dolius Rothschild & Jordan, 1906
- Xylophanes elara (Druce, 1878)
- Xylophanes epaphus (Boisduval, 1875)
- Xylophanes eumedon (Boisduval, 1875)
- Xylophanes falco (Walker, 1856)
- Xylophanes fassli (Gehlen, 1928)
- Xylophanes fernandezi Chacin, Clavijo & De Marmerls, 1996
- Xylophanes ferotinus Gehlen, 1930
- Xylophanes fosteri Rothschild & Jordan, 1906
- Xylophanes fusimacula (R. Felder, 1874)
- Xylophanes germen (Schaus, 1890)
- Xylophanes godmani (Druce, 1882)
- Xylophanes guianensis (Rothschild, 1894)
- Xylophanes gundlachii (Herrich-Schäffer, 1863)
- Xylophanes hannemanni Closs, 1917
- Xylophanes haxairei Cadiou, 1985
- Xylophanes hydrata Rothschild & Jordan, 1903
- Xylophanes indistincta Closs, 1915
- Xylophanes irrorata (Grote, 1865)
- Xylophanes isaon (Boisduval, 1875)
- Xylophanes jamaicensis Clark, 1935
- Xylophanes jordani Clark, 1916
- Xylophanes josephinae Clark, 1920
- Xylophanes juanita Rothschild & Jordan, 1903
- Xylophanes kaempferi Clark, 1931
- Xylophanes katharinae Clark, 1931
- Xylophanes kiefferi Cadiou, 1995
- Xylophanes libya (Druce, 1878)
- Xylophanes lichyi Kitching & Cadiou, 2000
- Xylophanes loelia (Druce, 1878)
- Xylophanes lissy Eitschberger, 2001
- Xylophanes macasensis Clark, 1922
- Xylophanes maculator (Boisduval, 1875)
- Xylophanes marginalis Clark, 1917
- Xylophanes media Rothschild & Jordan, 1903
- Xylophanes meridanus Rothschild & Jordan, 1910
- Xylophanes mirabilis Clark, 1916
- Xylophanes mossi Clark, 1917
- Xylophanes muelleri Clark, 1920
- Xylophanes nabuchodonosor Oberthür, 1904
- Xylophanes neoptolemus (Cramer, 1780)
- Xylophanes norfolki Kernbach, 1962
- Xylophanes ockendeni Rothschild, 1904
- Xylophanes obscurus Rothschild & Jordan, 1910
- Xylophanes pistacina (Boisduval, 1875)
- Xylophanes ploetzi (Möschler, 1876)
- Xylophanes pluto (Fabricius, 1777)
- Xylophanes porcus (Hübner, 1823)
- Xylophanes pyrrhus Rothschild & Jordan, 1906
- Xylophanes resta Rothschild & Jordan, 1903
- Xylophanes rhodina Rothschild & Jordan, 1903
- Xylophanes rhodocera (Walker, 1856)
- Xylophanes rhodochlora (Rothschild & Jordan, 1903)
- Xylophanes rhodotus Rothschild, 1904
- Xylophanes robinsonii (Grote, 1863)
- Xylophanes rothschildi (Dognin, 1895)
- Xylophanes rufescens (Rothschild, 1894)
- Xylophanes sarae Haxaire, 1989
- Xylophanes schausi (Rothschild, 1894)
- Xylophanes schreiteri Clark 1920
- Xylophanes schwartzi Haxaire, 1991
- Xylophanes staudingeri (Rothschild, 1894)
- Xylophanes suana (Druce, 1889)
- Xylophanes tersa (Linnaeus, 1771)
- Xylophanes thyelia (Linnaeus, 1758)
- Xylophanes titana (Druce, 1878)
- Xylophanes turbata (Edwards, 1887)
- Xylophanes tyndarus (Boisduval, 1875)
- Xylophanes undata Rothschild & Jordan, 1903
- Xylophanes xylobotes (Burmeister, 1872)
- Xylophanes zurcheri (Druce, 1894)

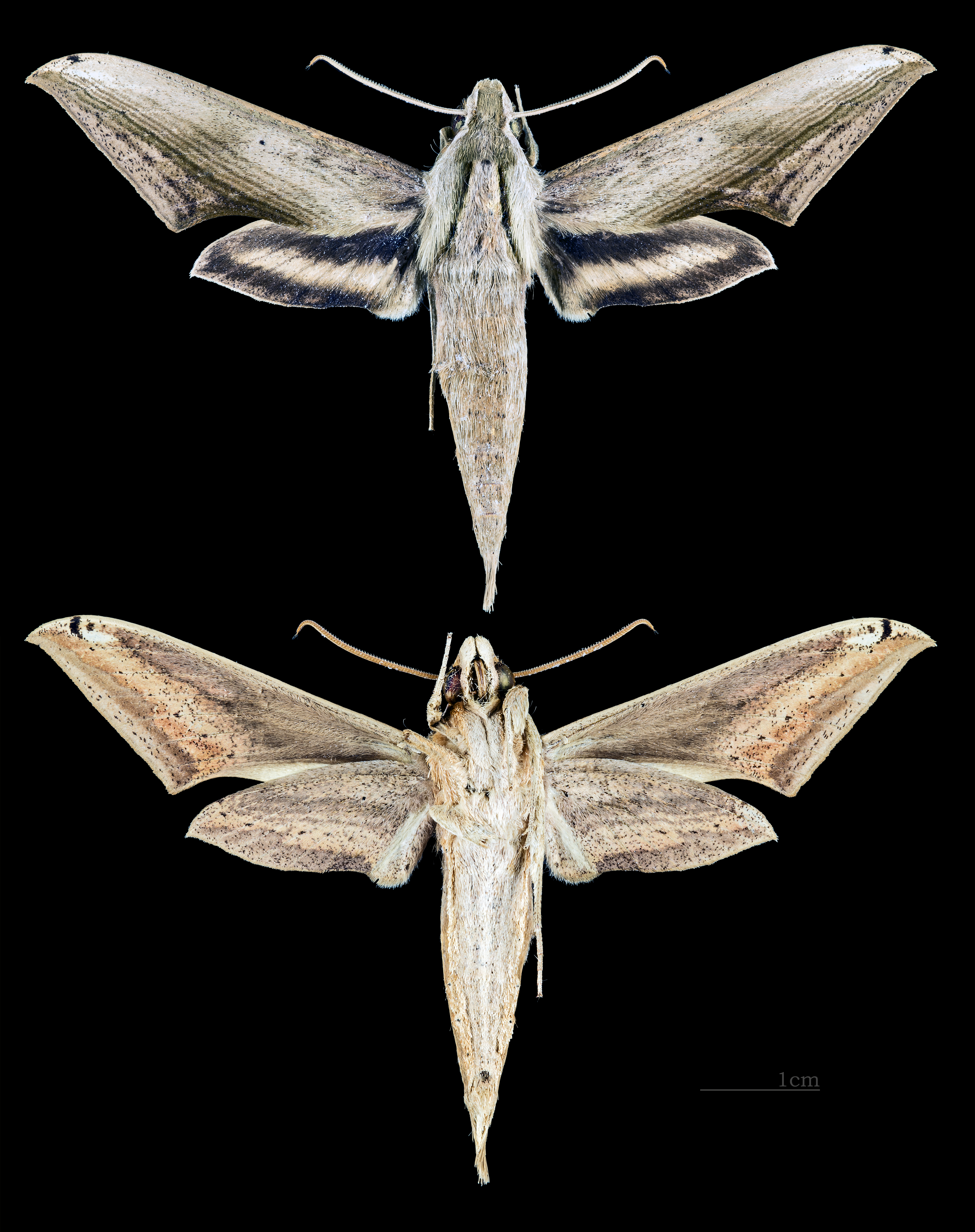
Xylophanes aglaor
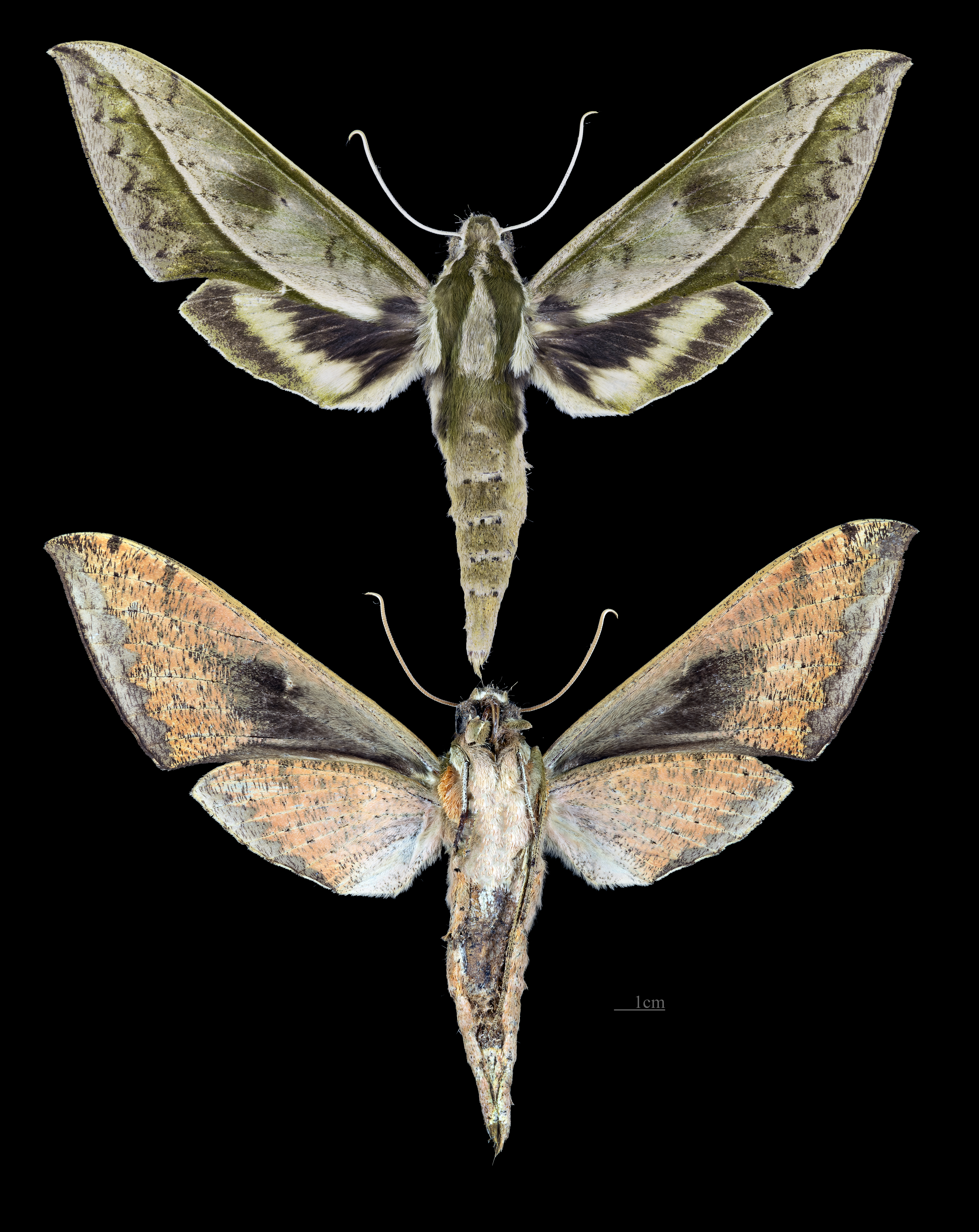
Xylophanes amadis
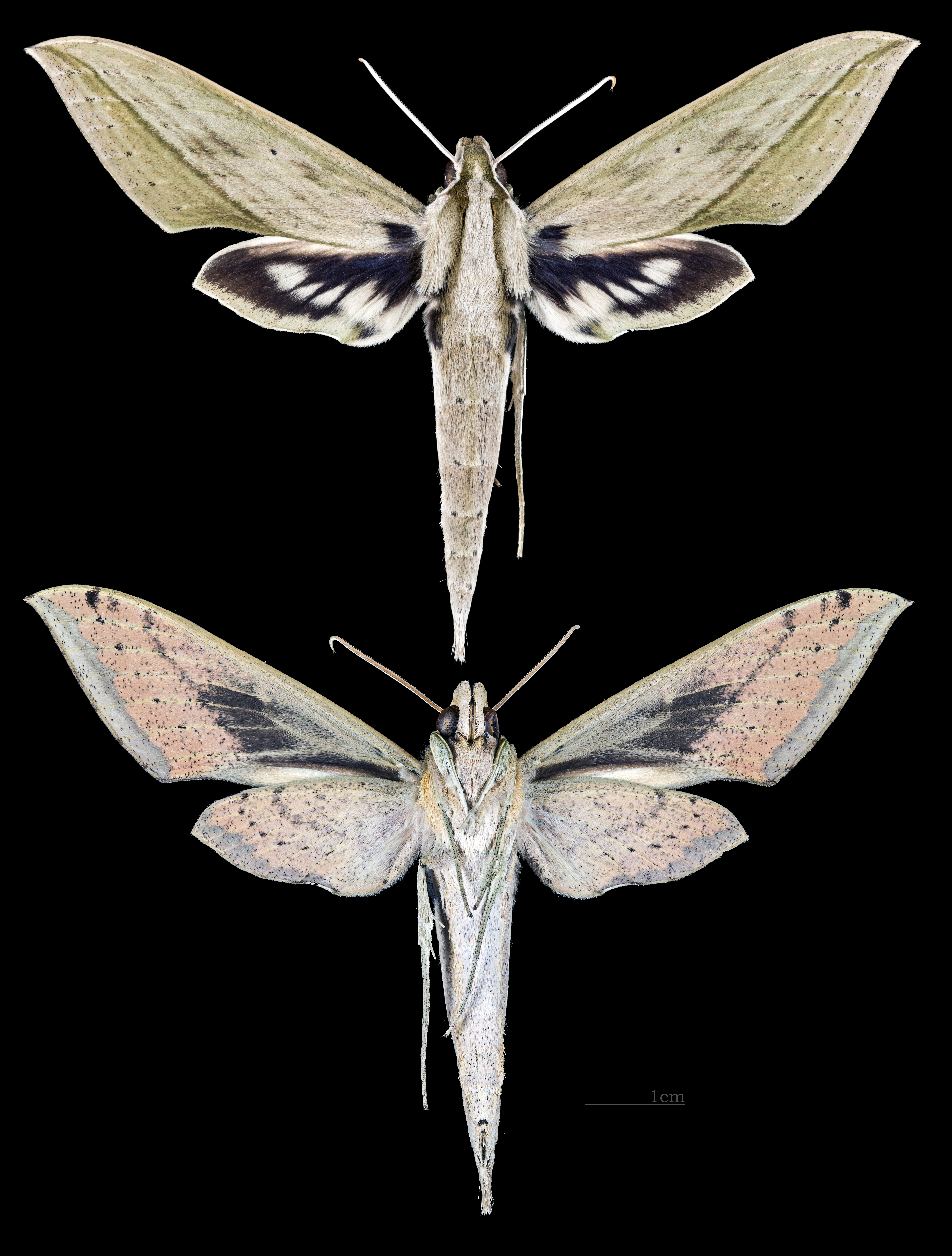
Xylophanes anubus
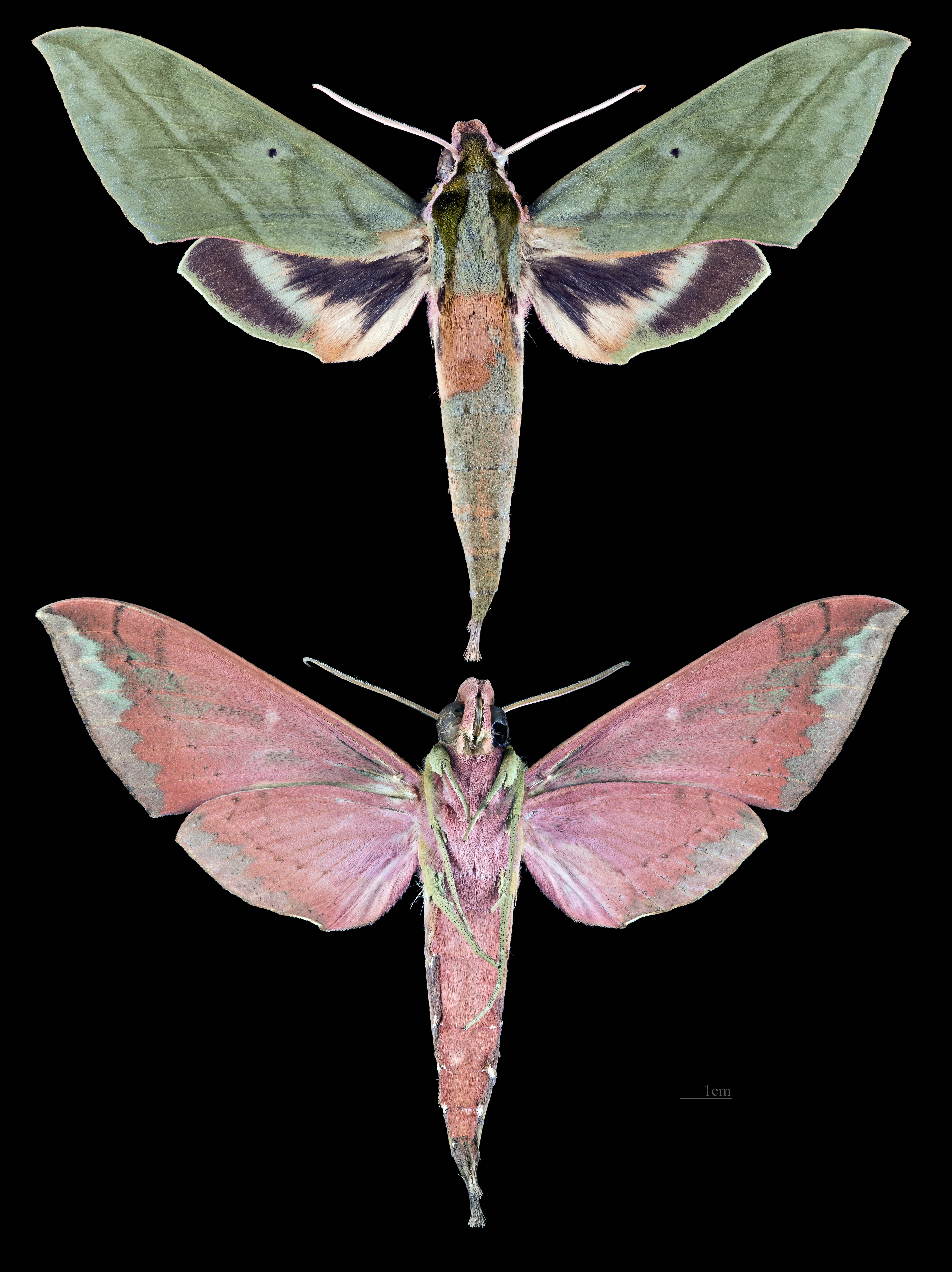
Xylophanes belti
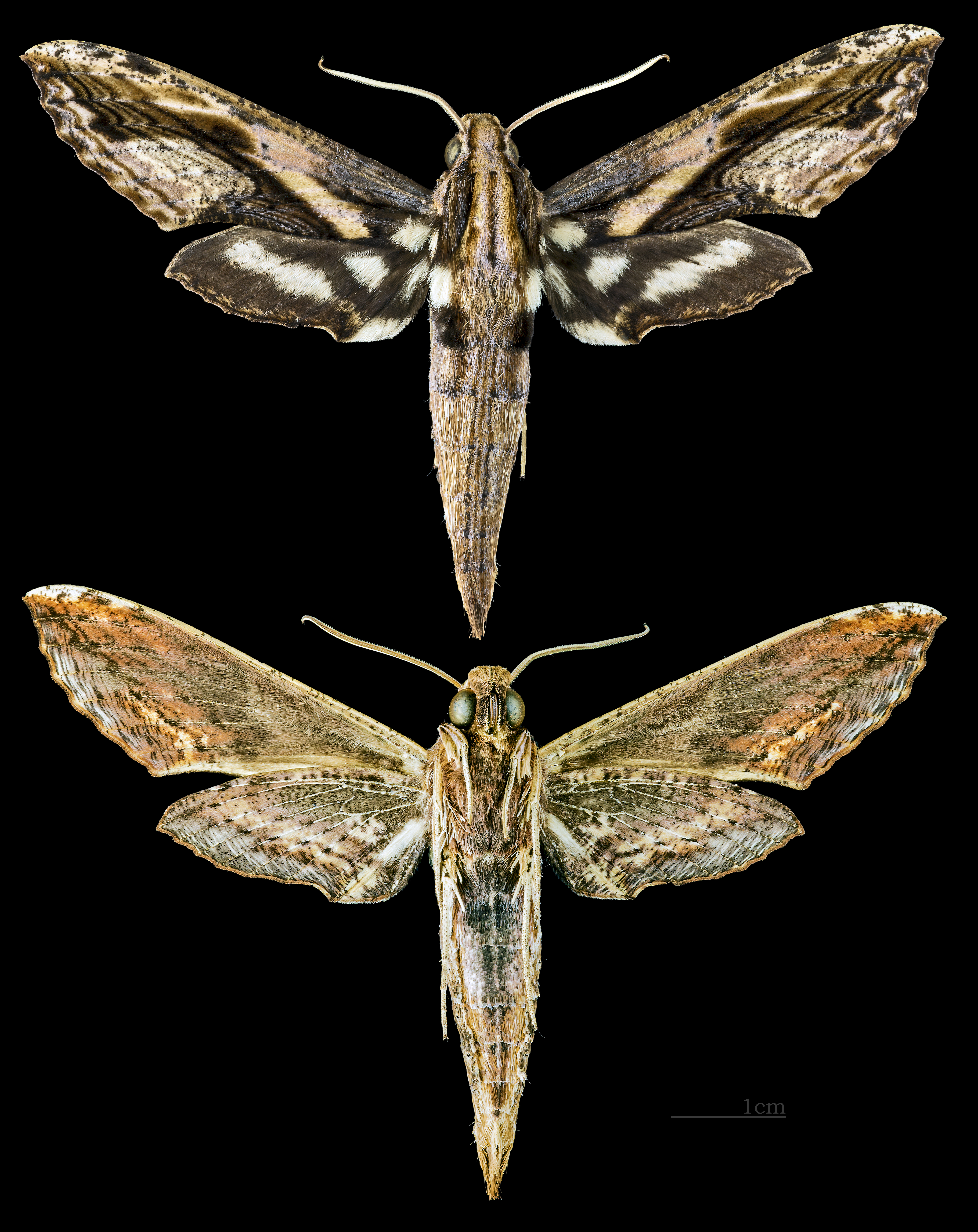
Xylophanes ceratomioides
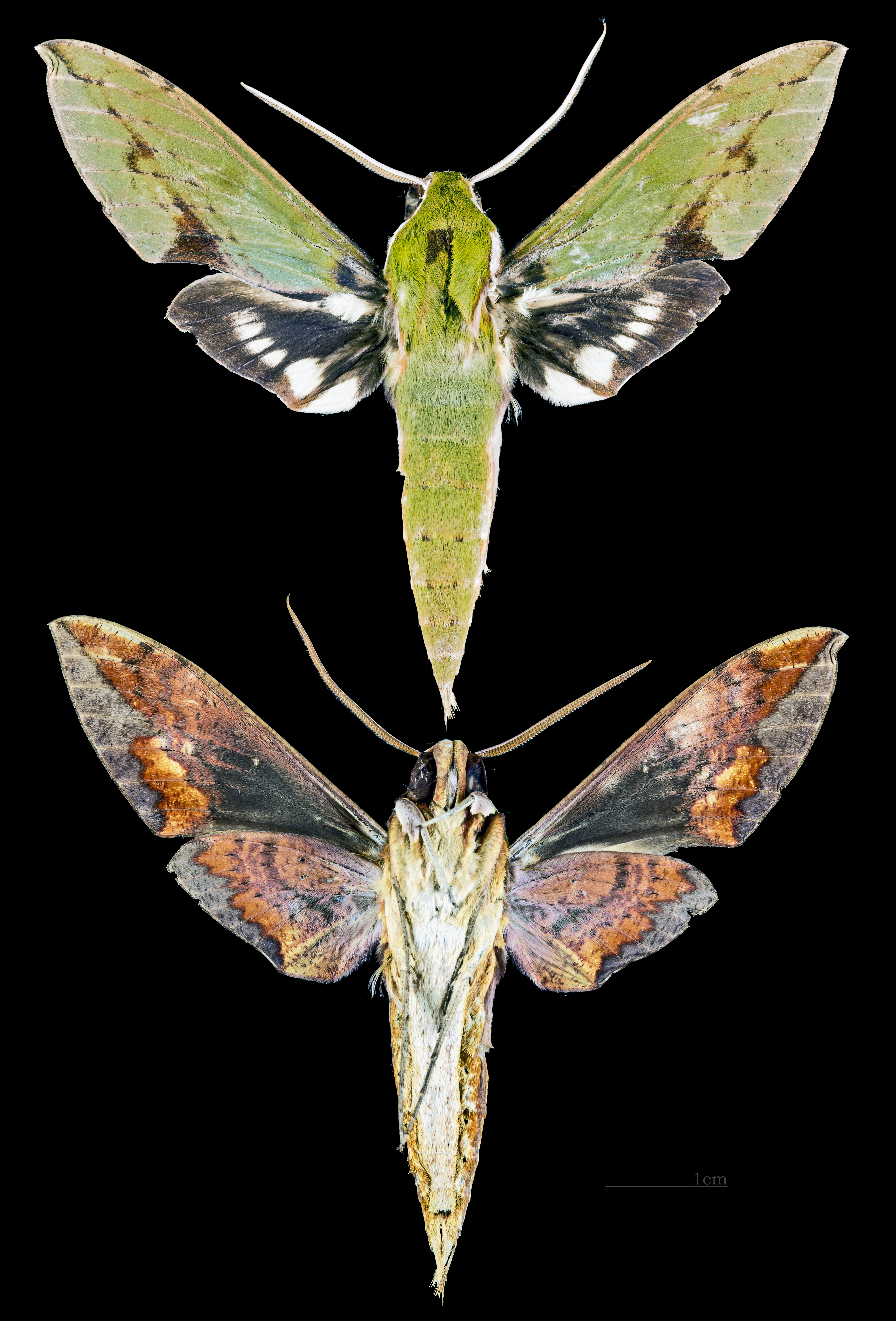
Xylophanes chiron
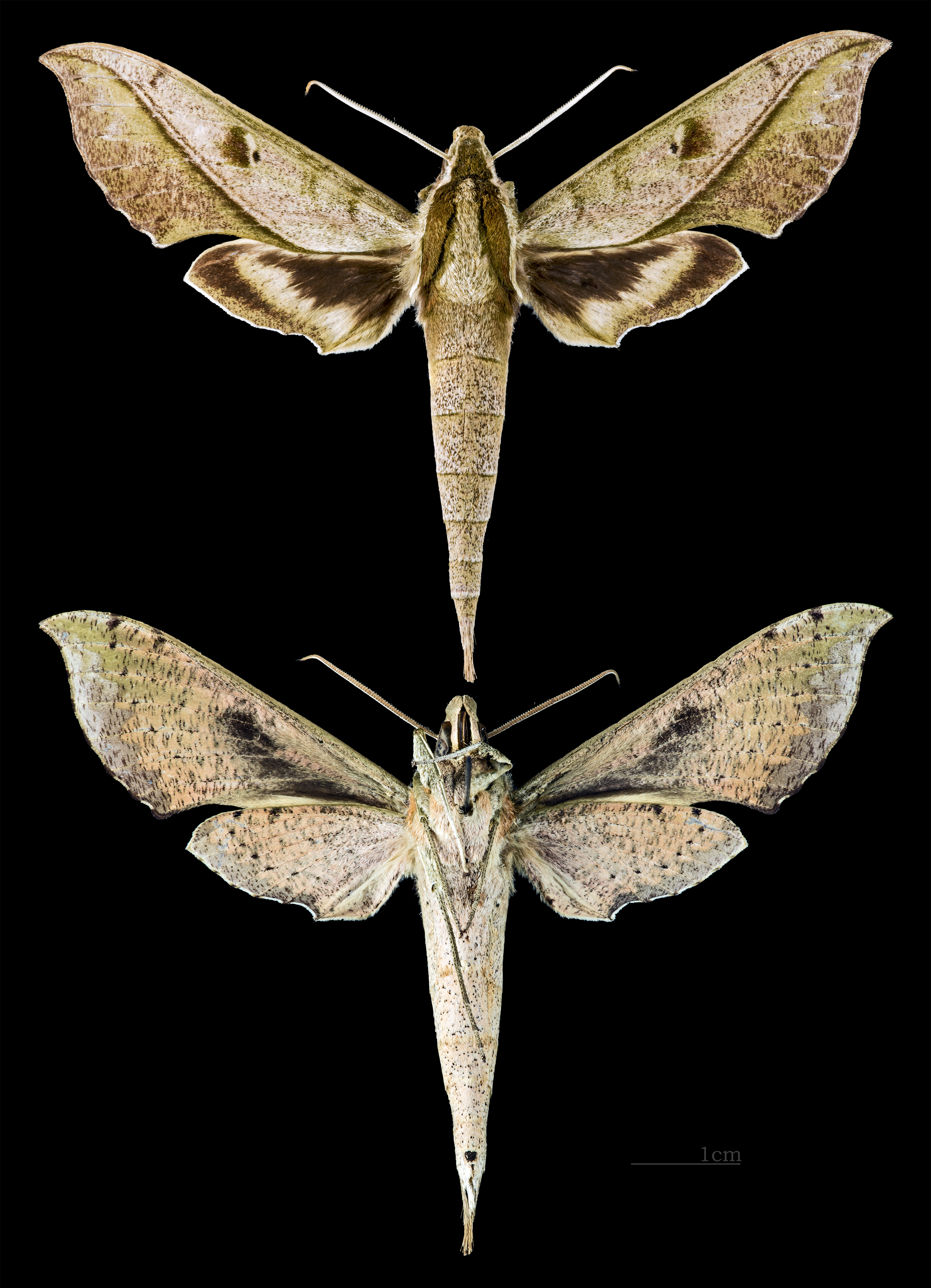
Xylophanes cosmius
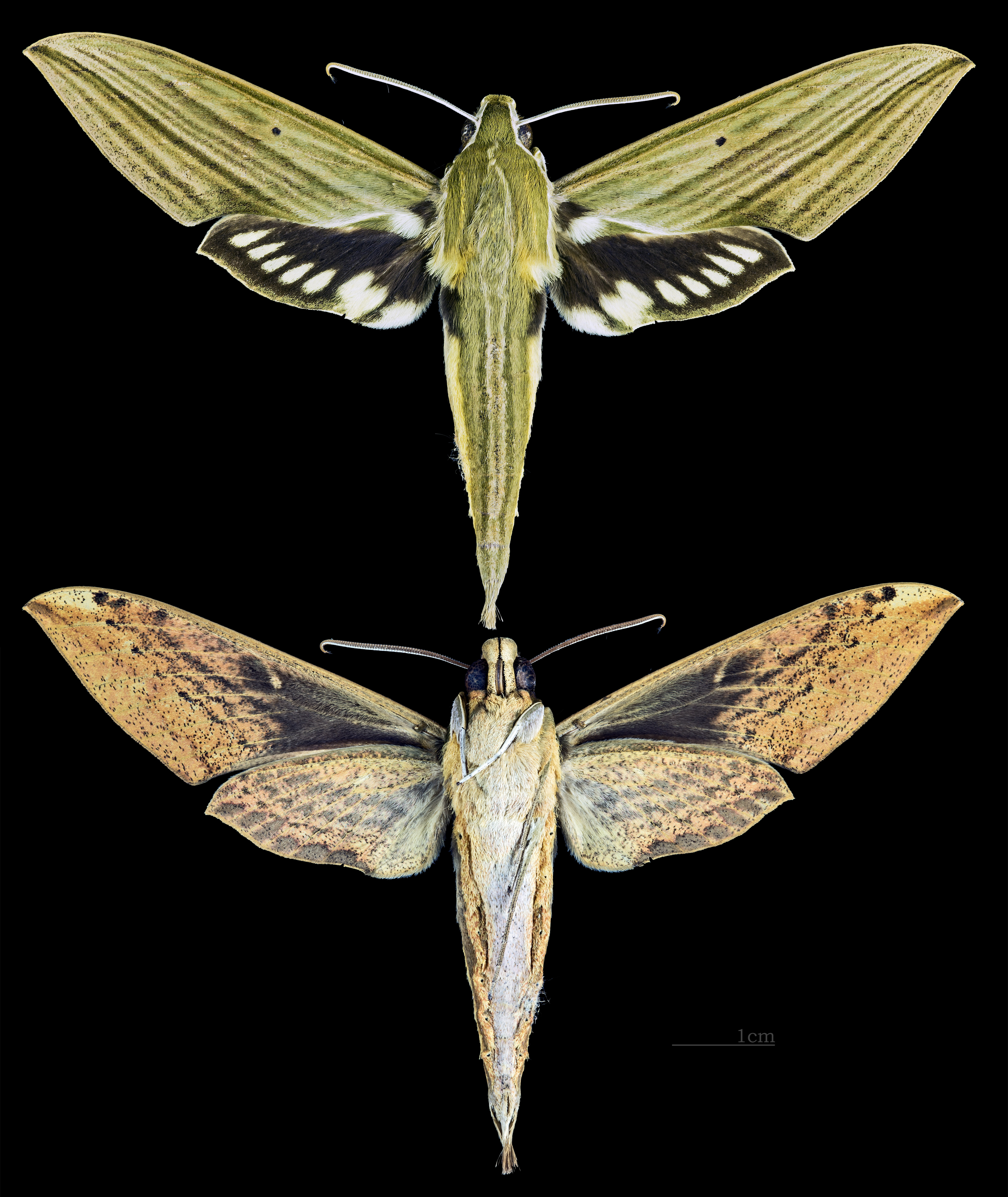
Xylophanes crotonis
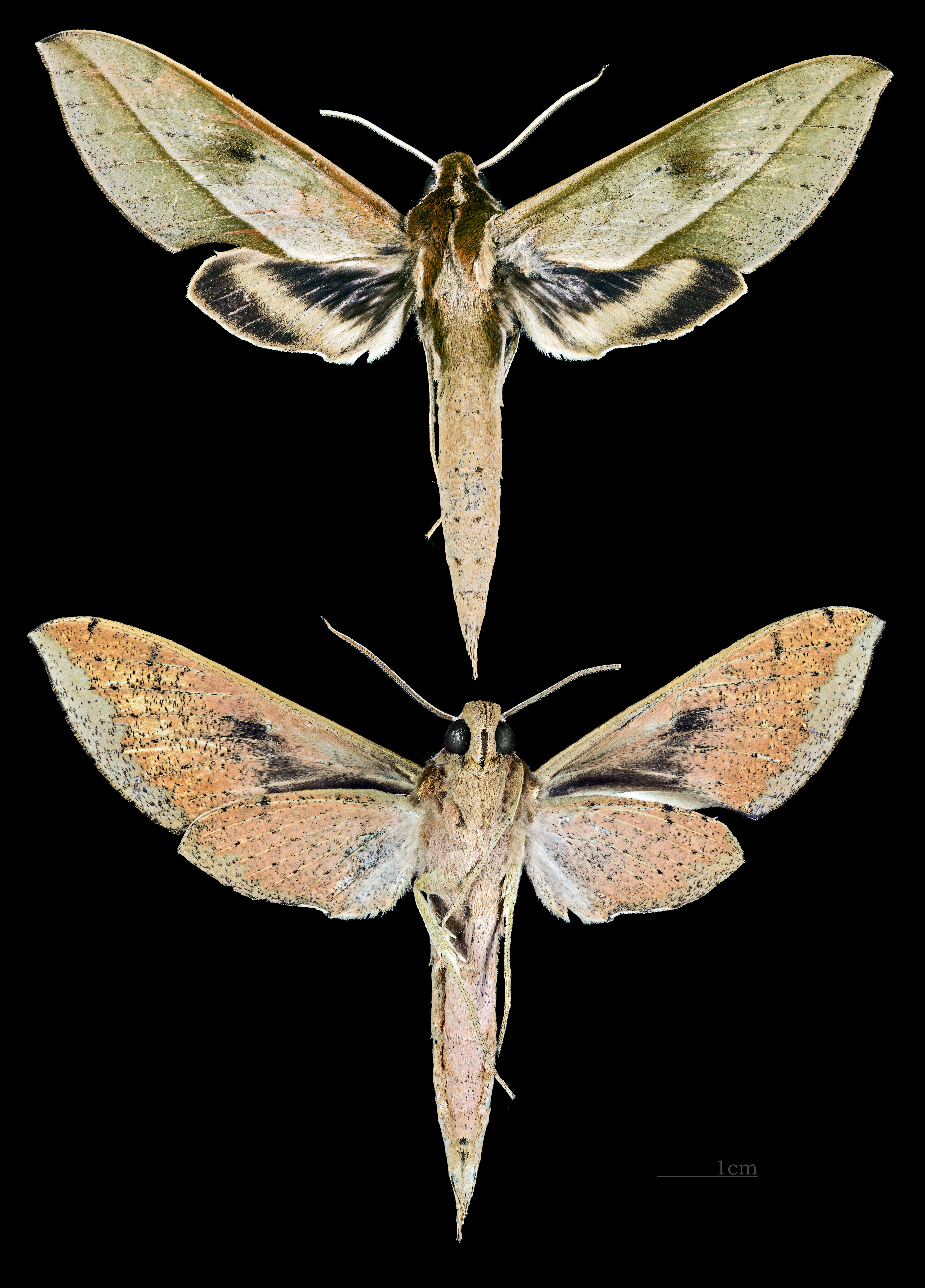
Xylophanes cyrene
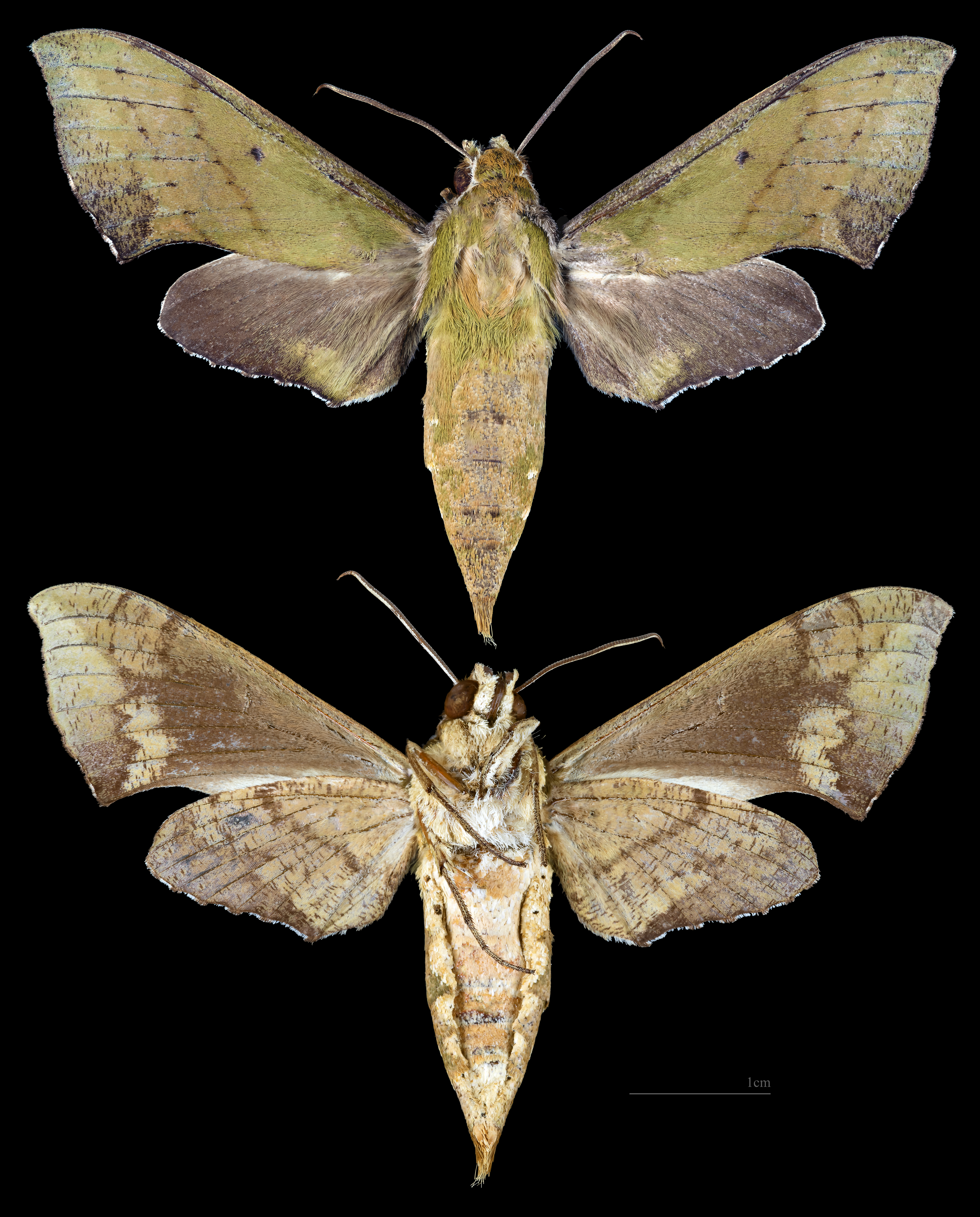
Xylophanes depuiseti
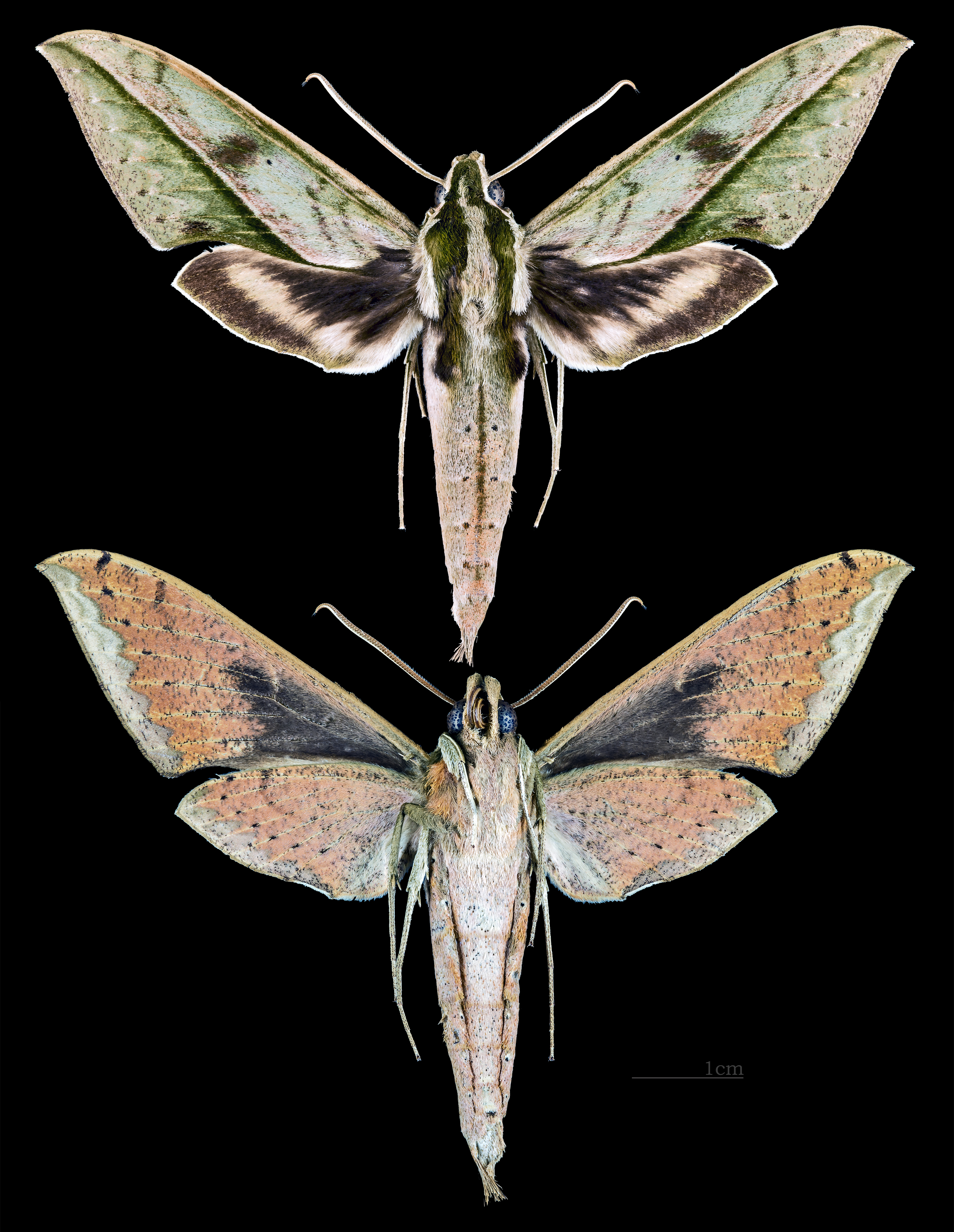
Xylophanes docilis
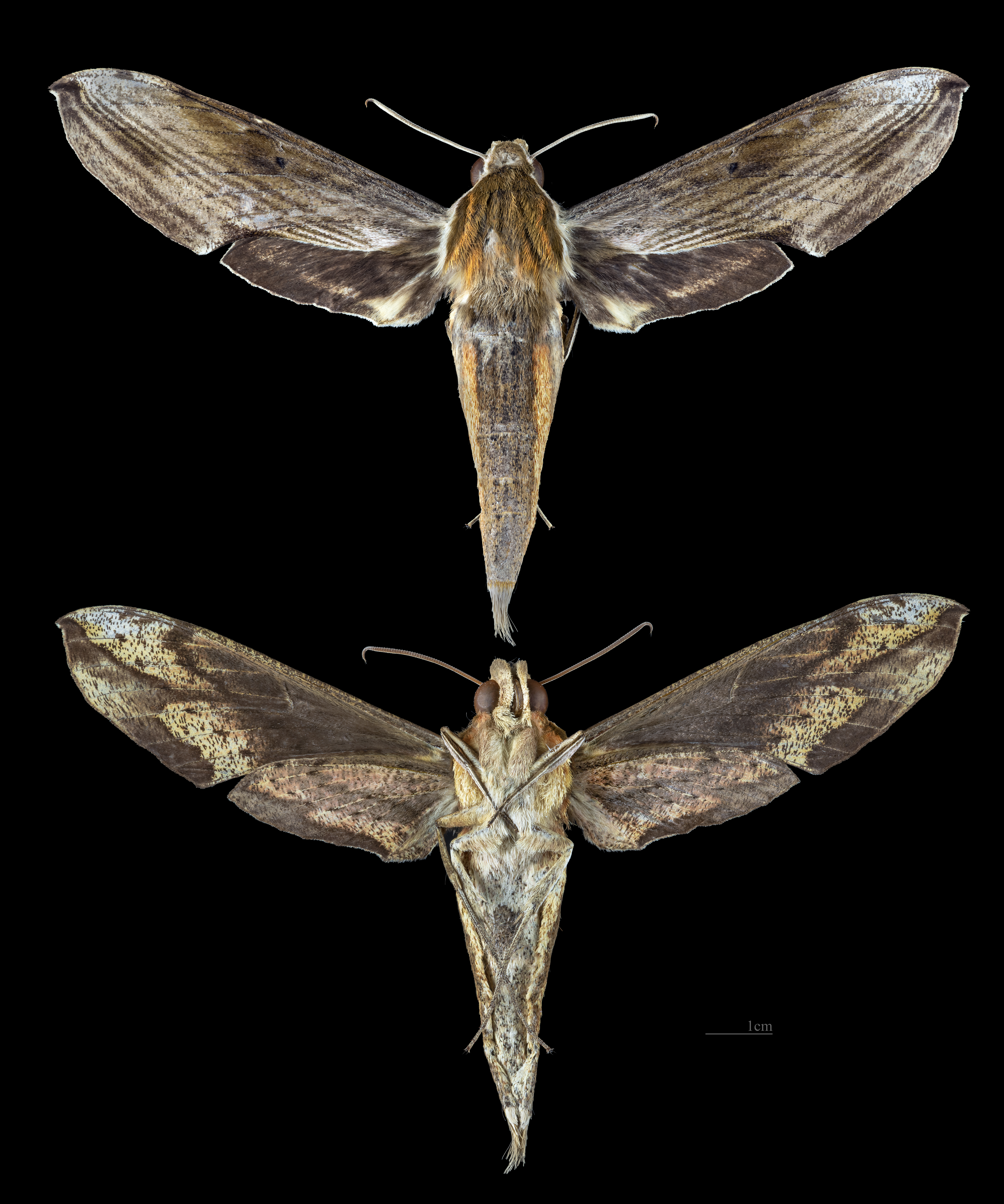
Xylophanes dolius
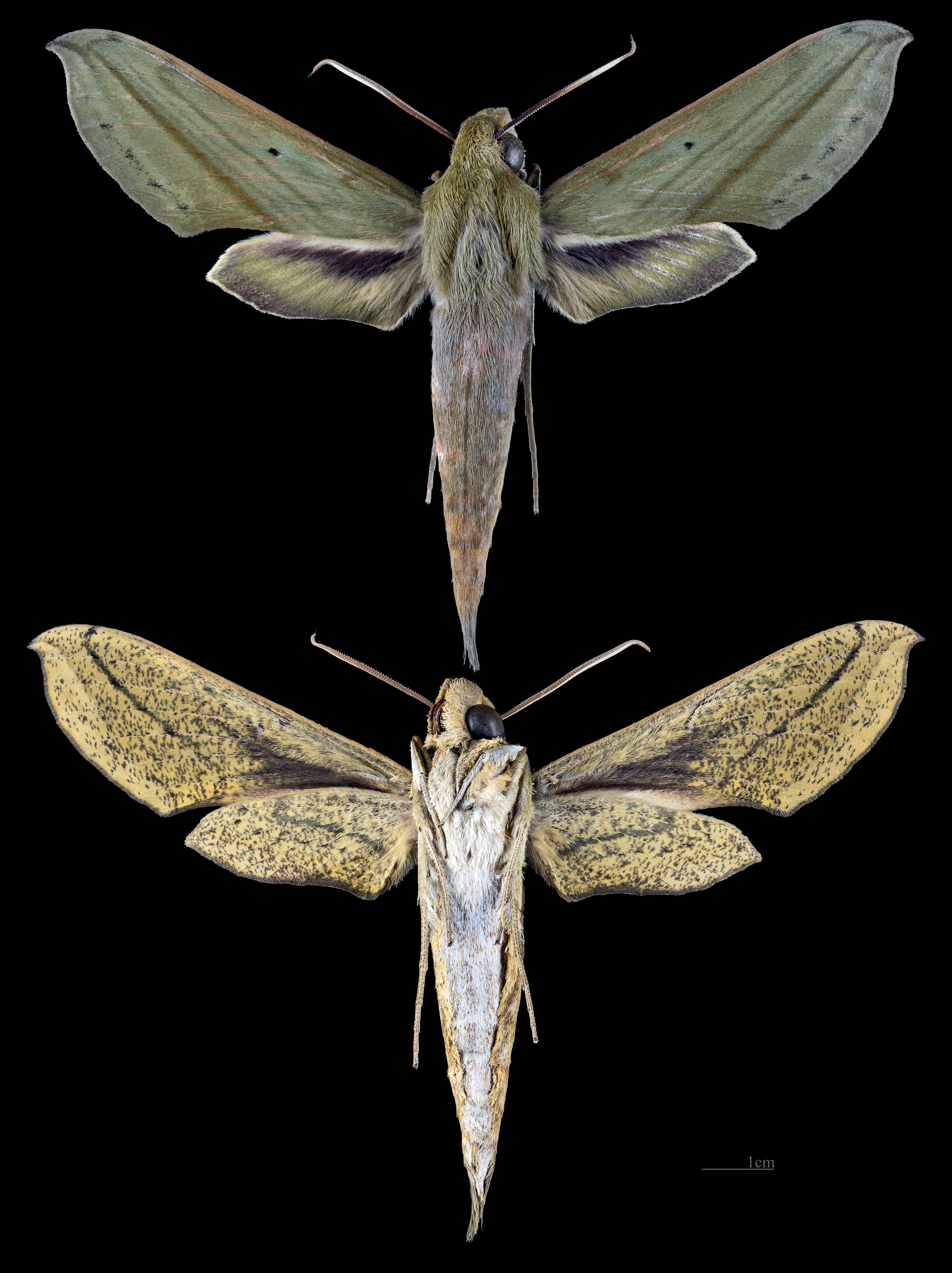
Xylophanes elara
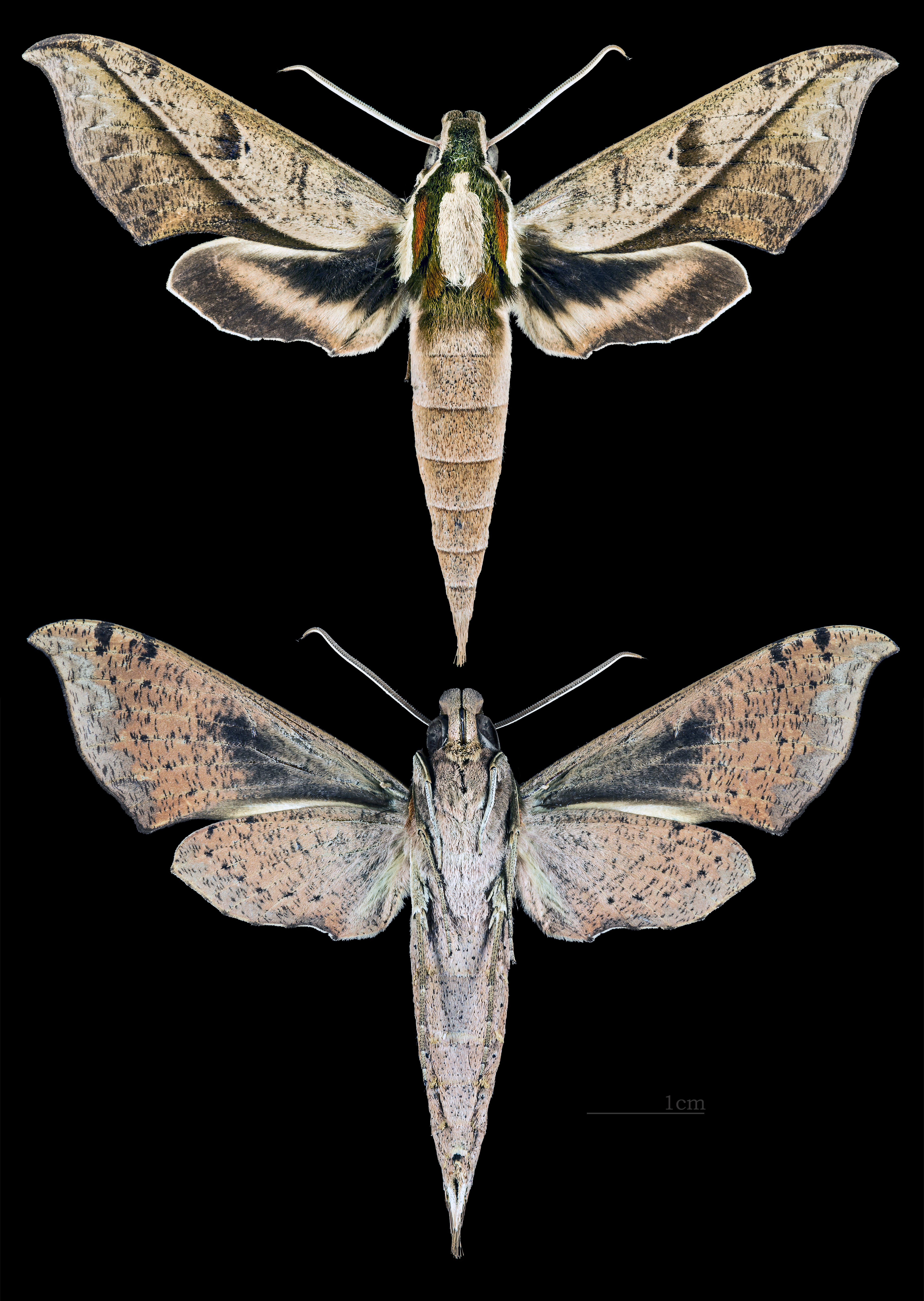
Xylophanes epaphus
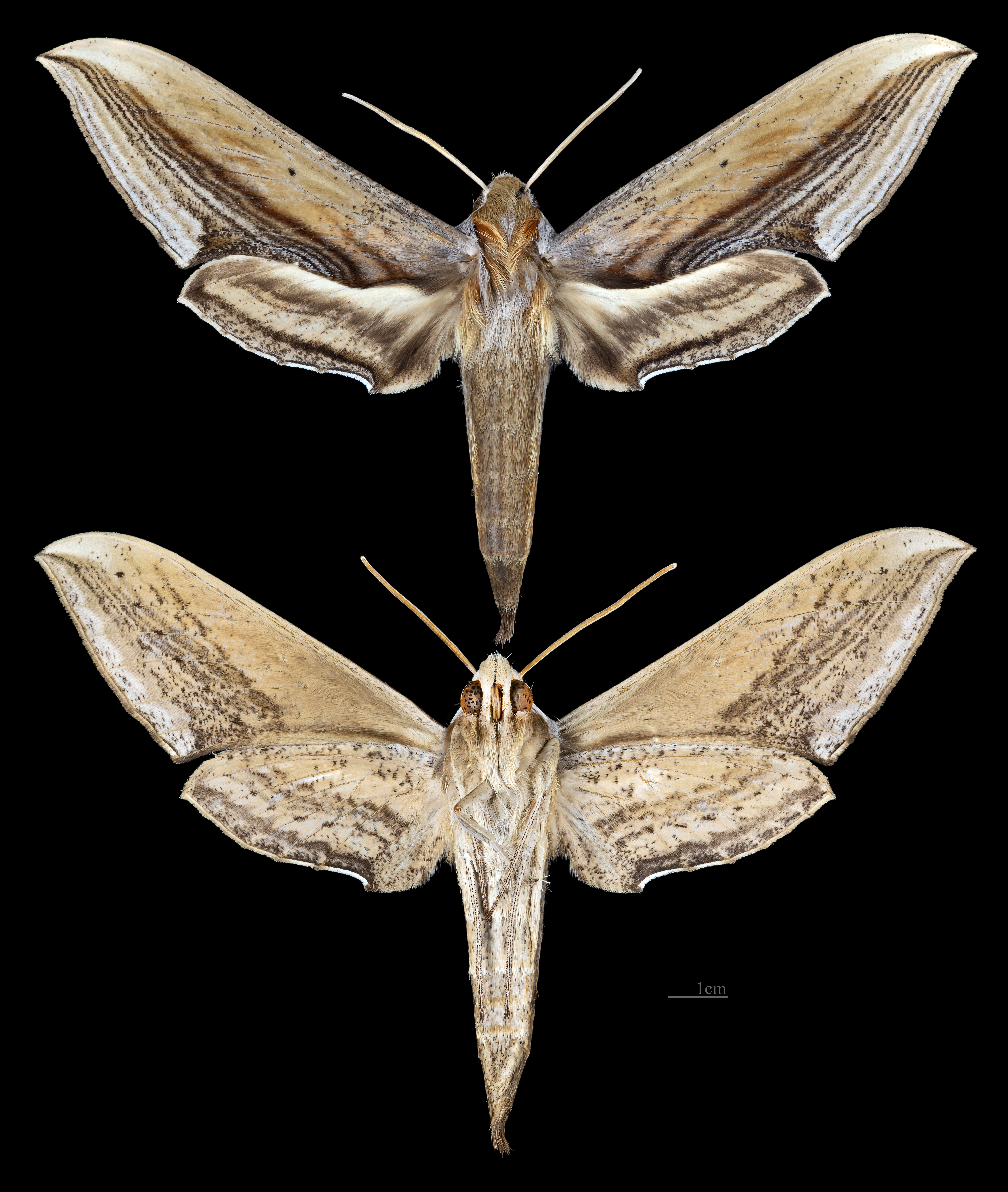
Xylophanes falco
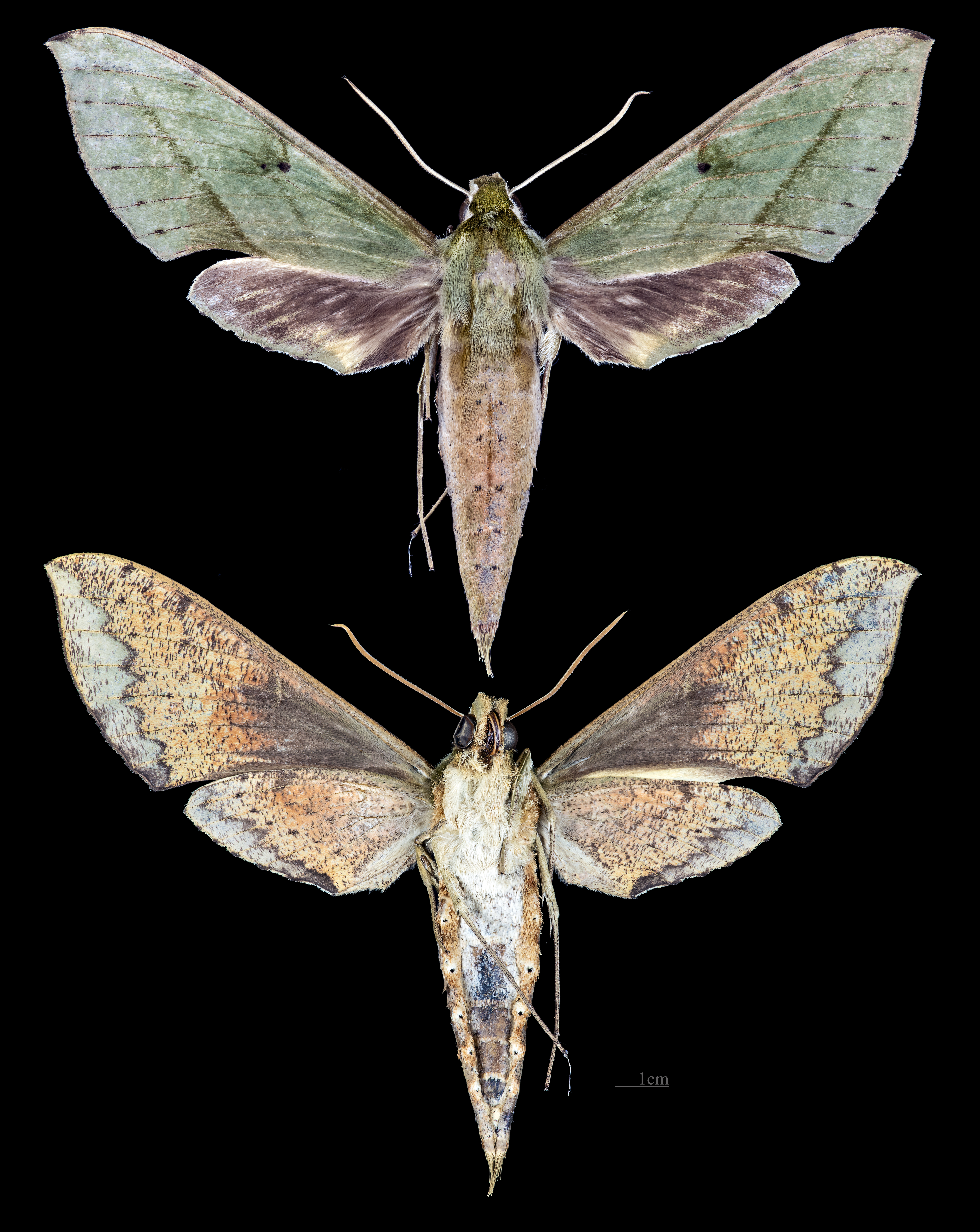
Xylophanes fassli
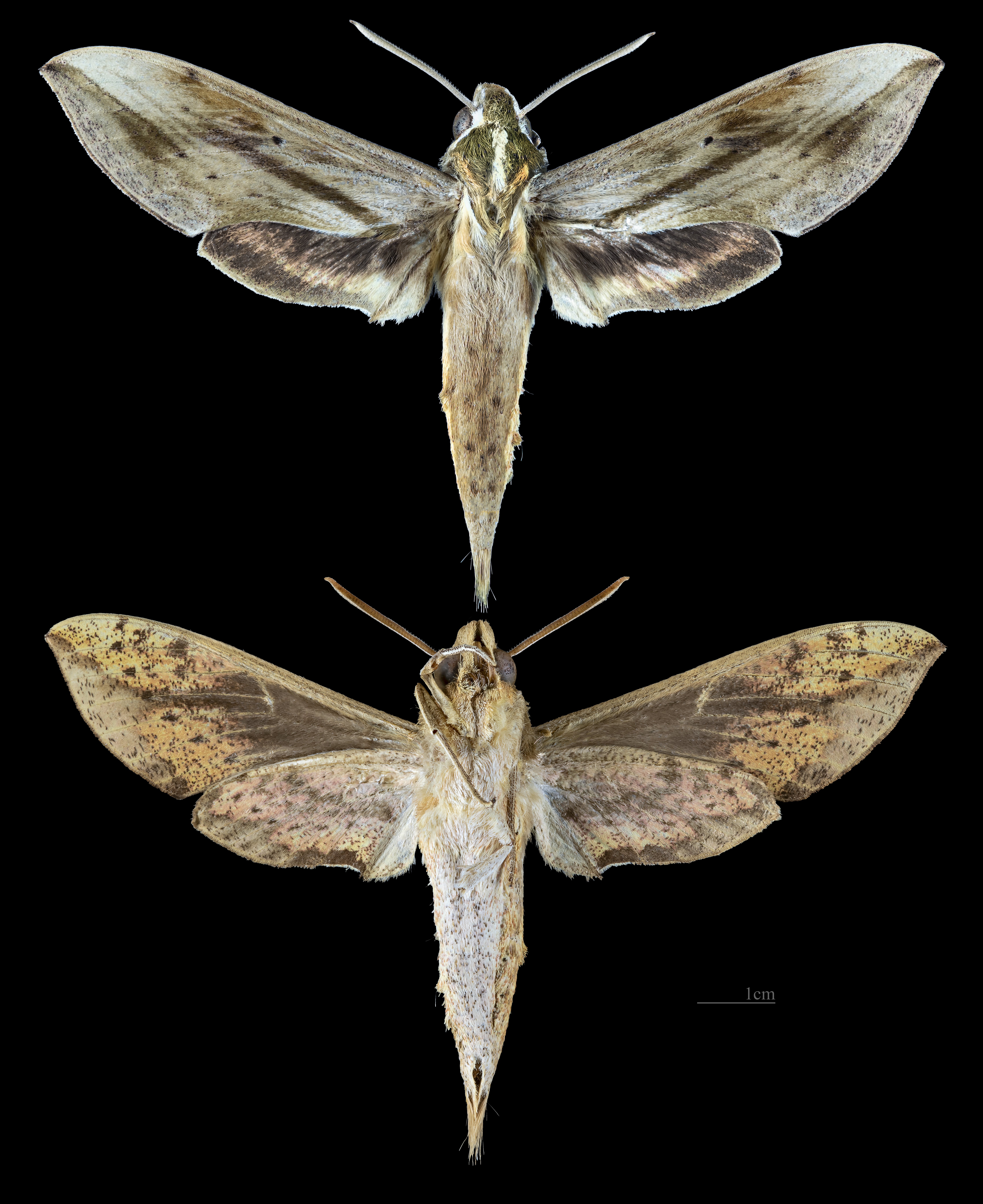
Xylophanes fosteri
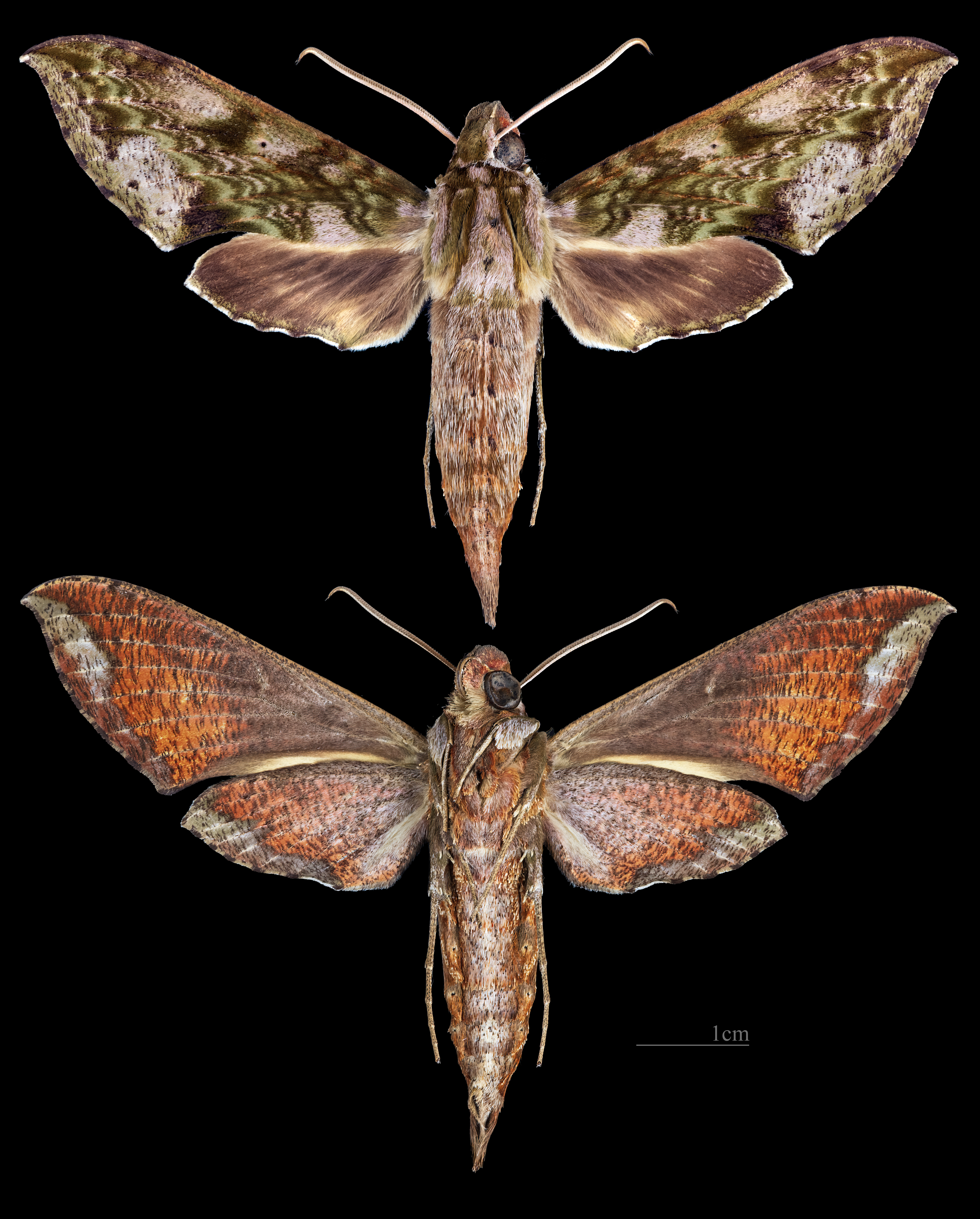
Xylophanes fusimacula'
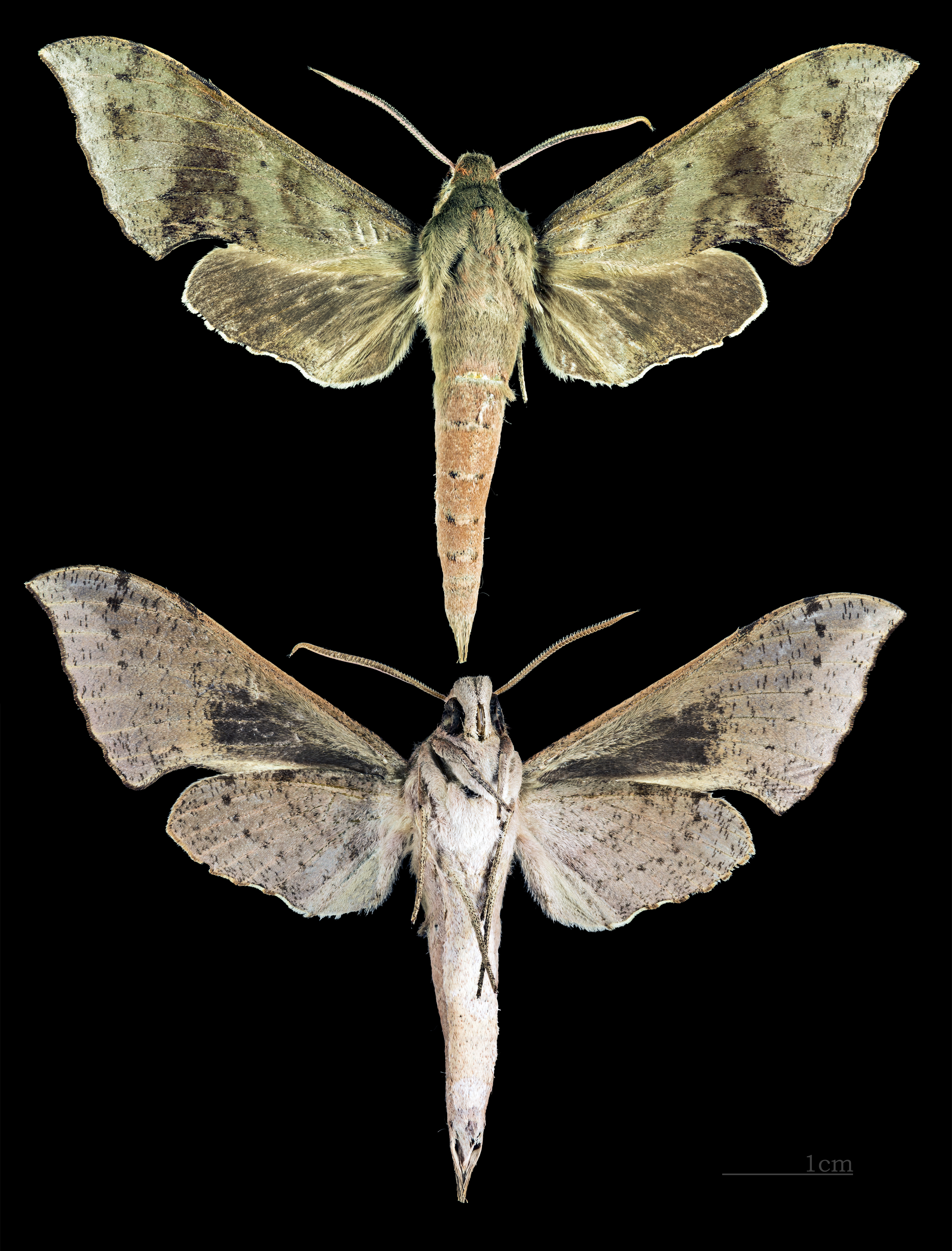
Xylophanes germen
Xylophanes guianensis
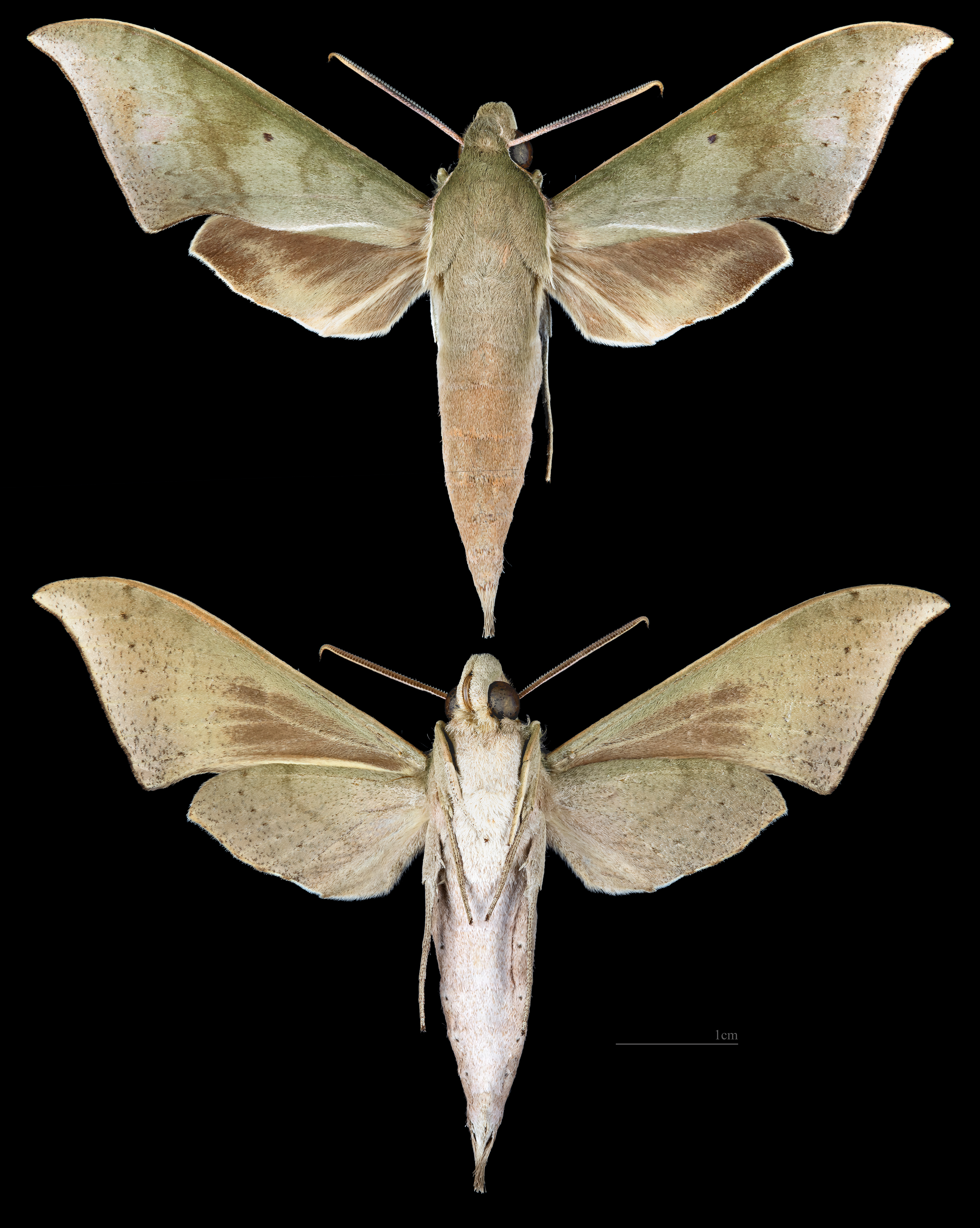
Xylophanes hannemanni
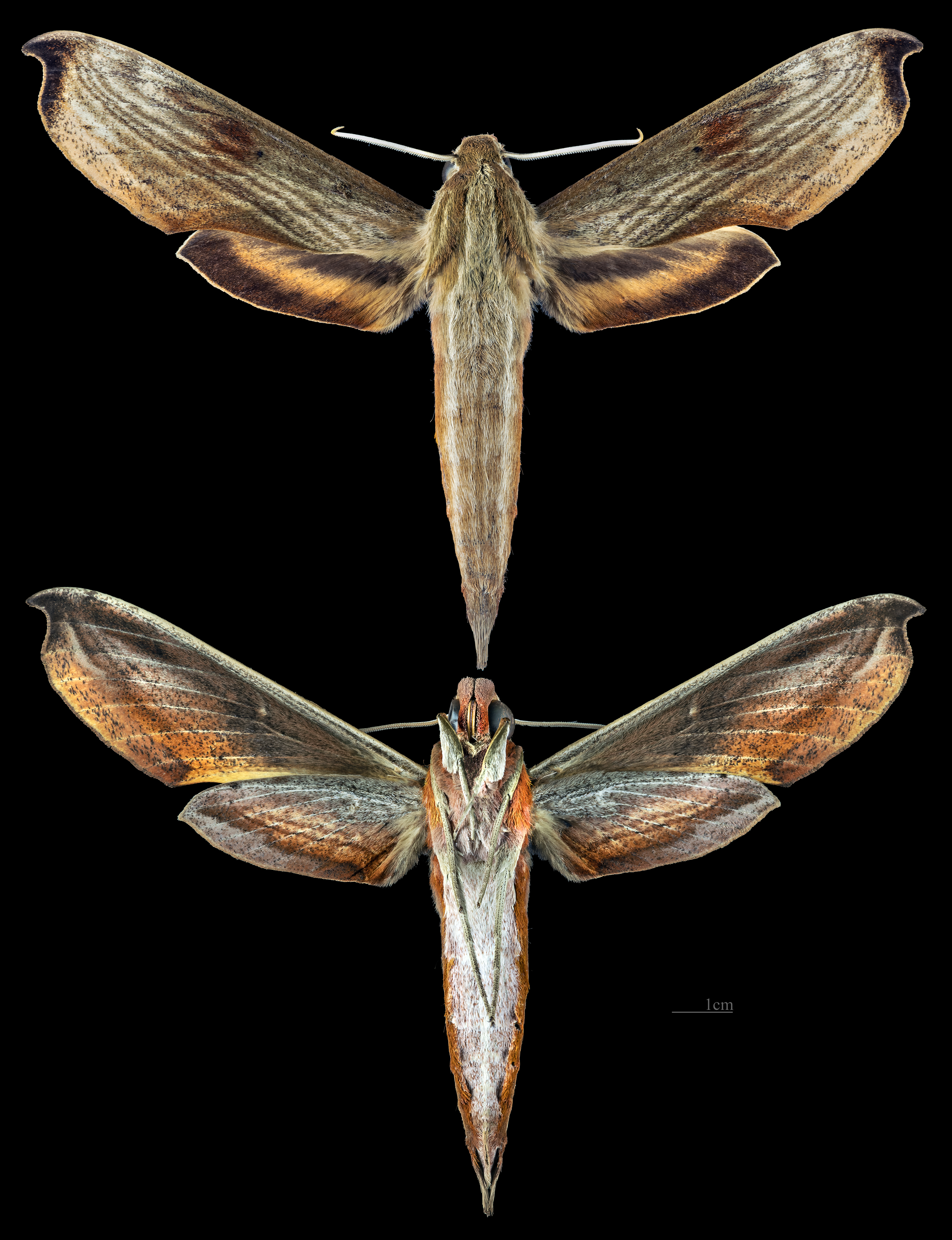
Xylophanes haxairei
Xylophanes hydrata
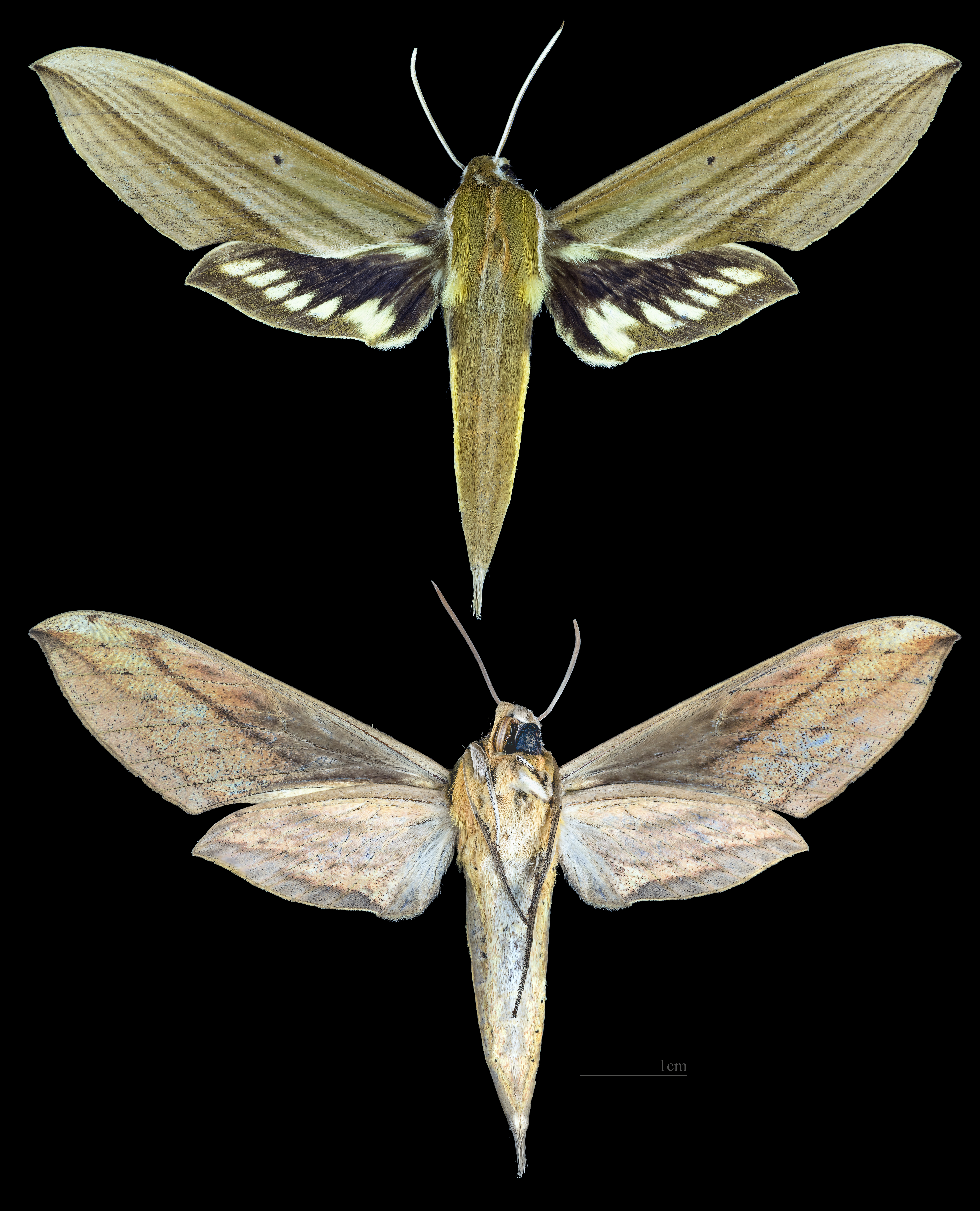
Xylophanes indistincta
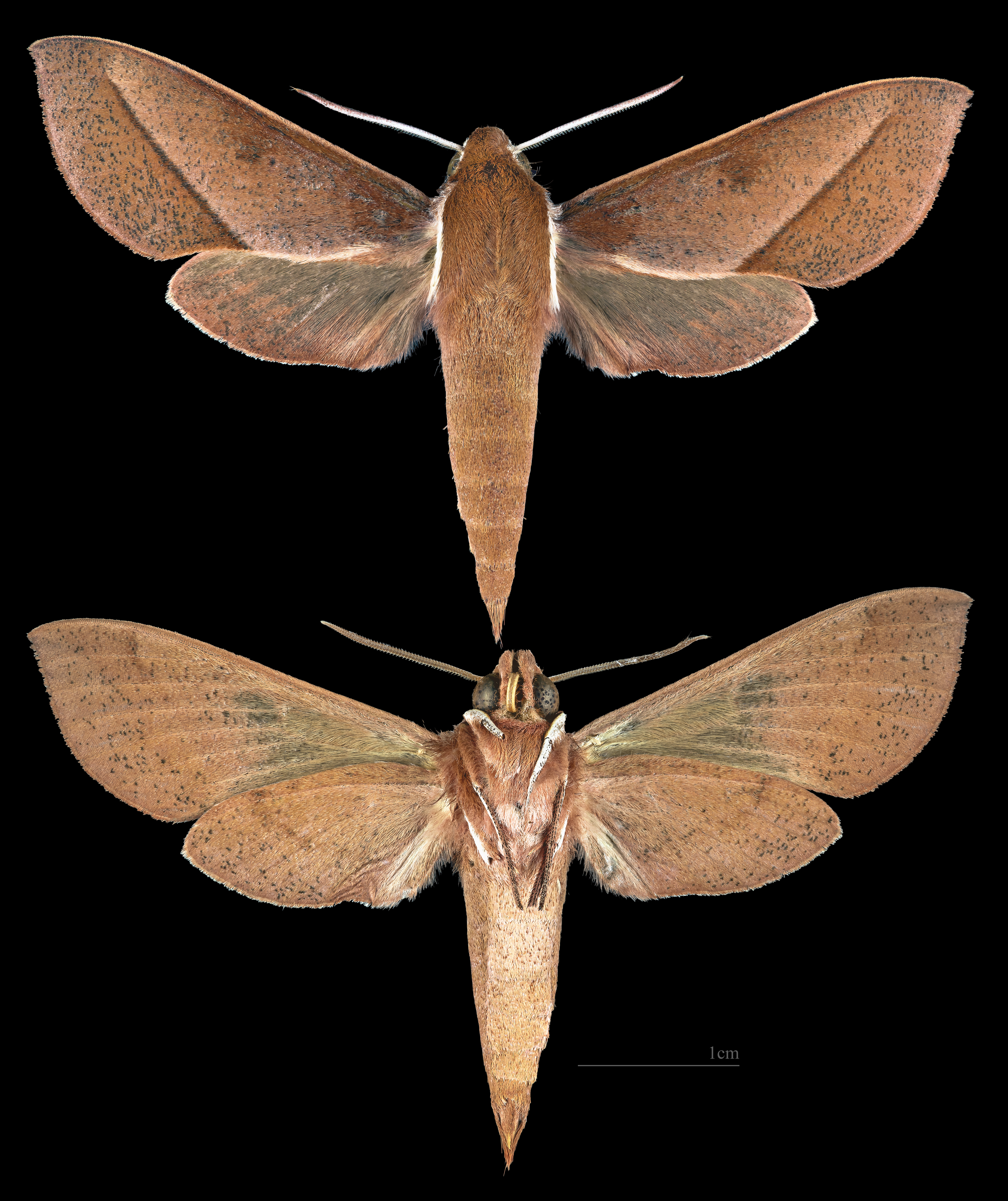
Xylophanes irrorata
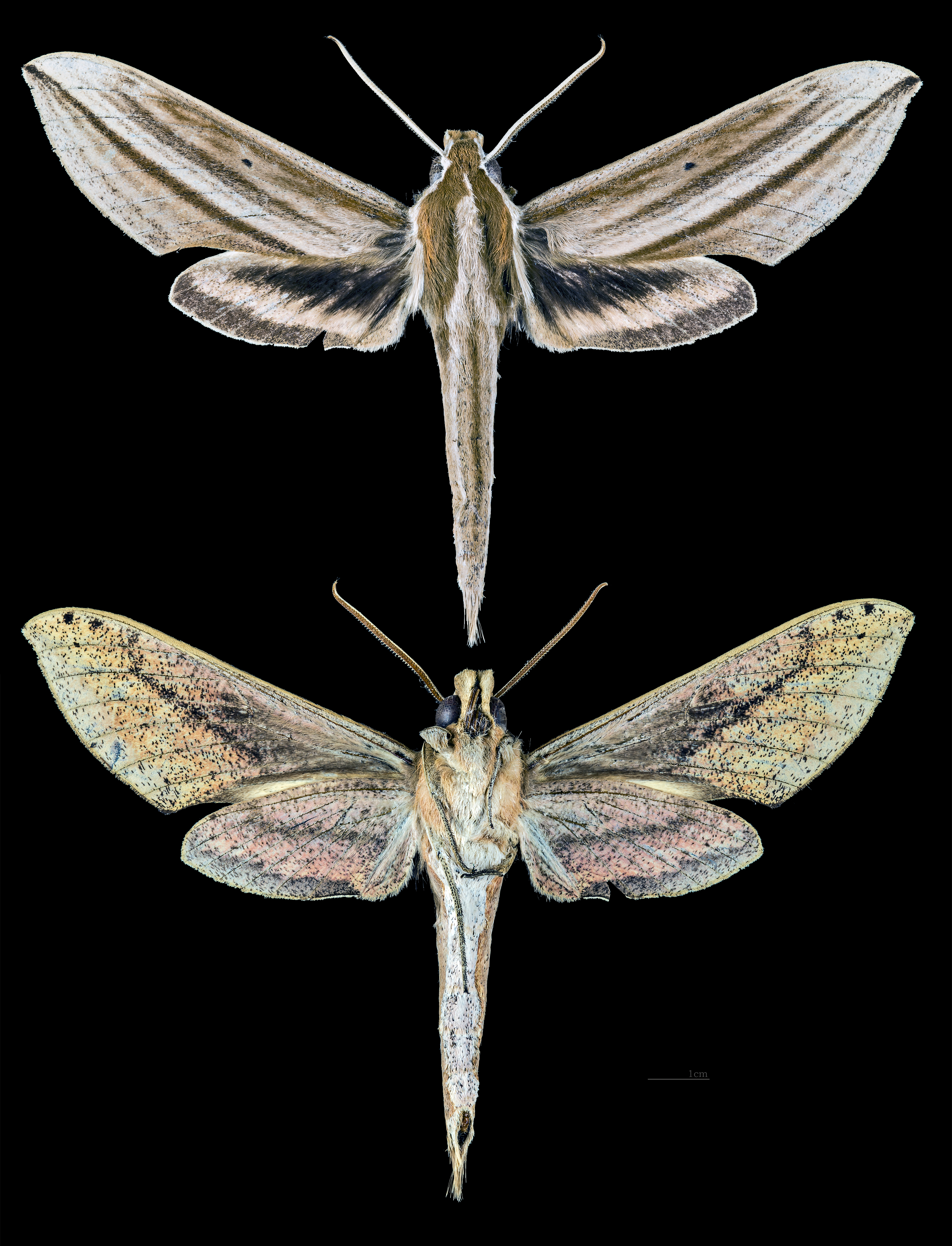
Xylophanes isaon
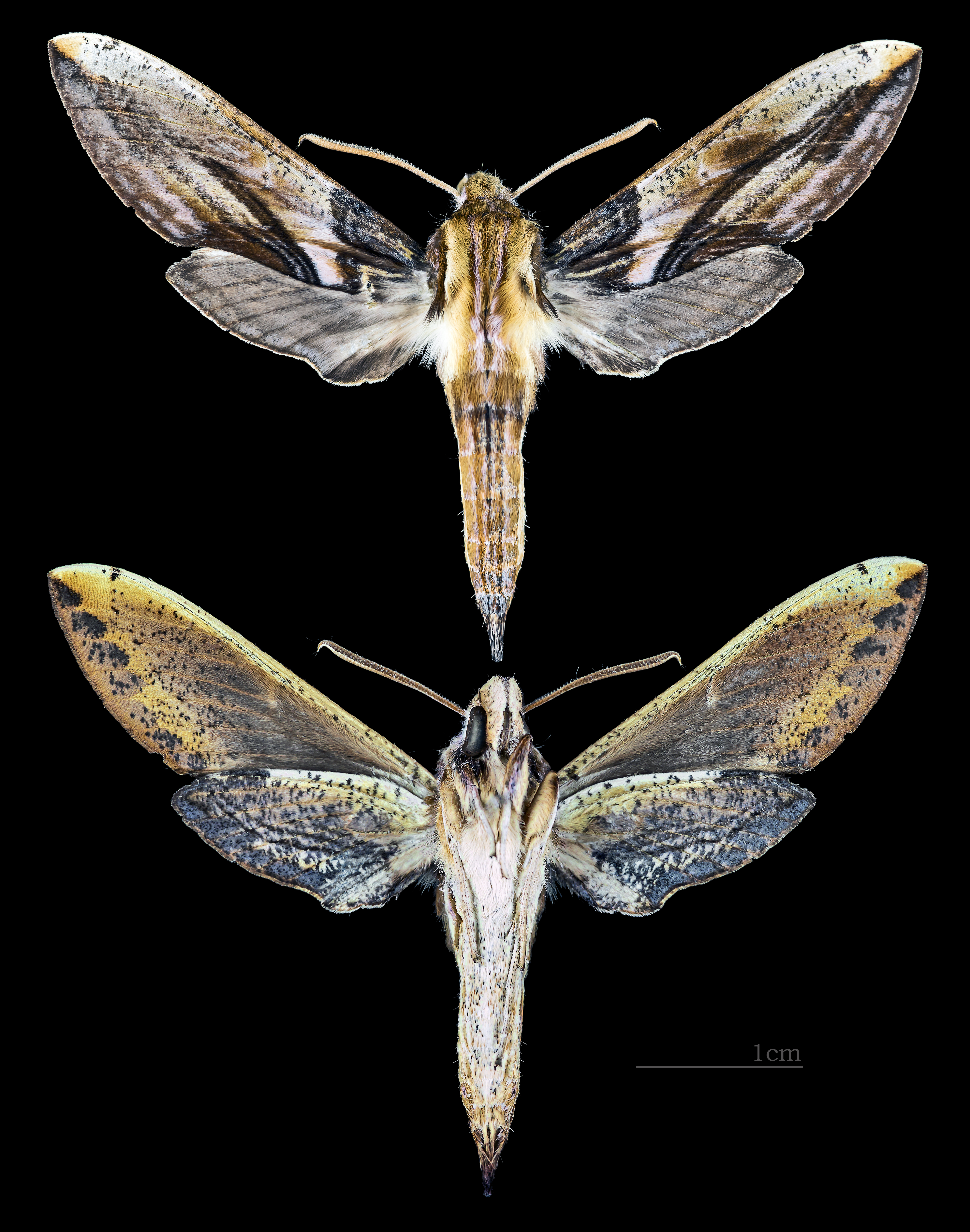
Xylophanes jordani
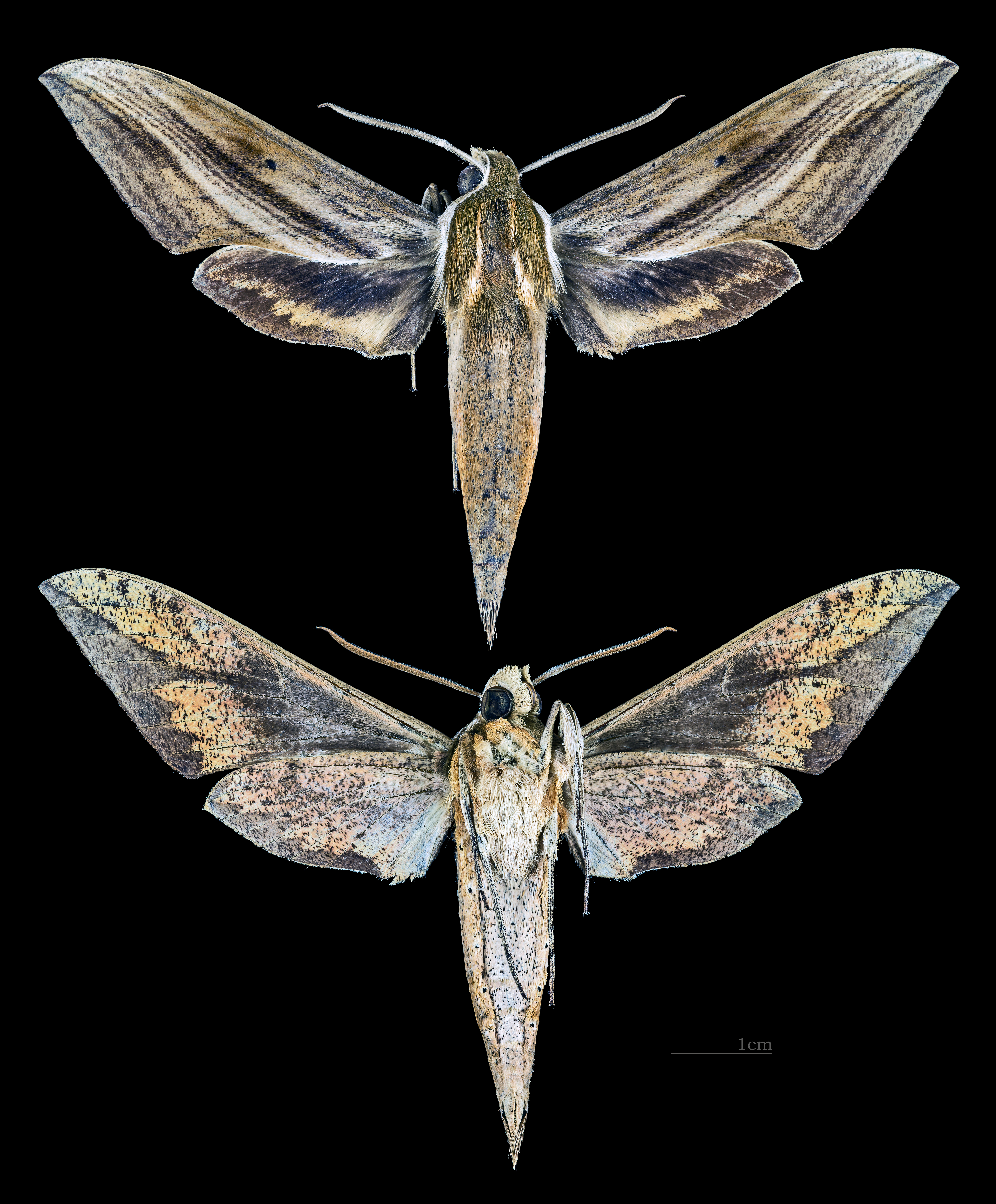
Xylophanes josephinae
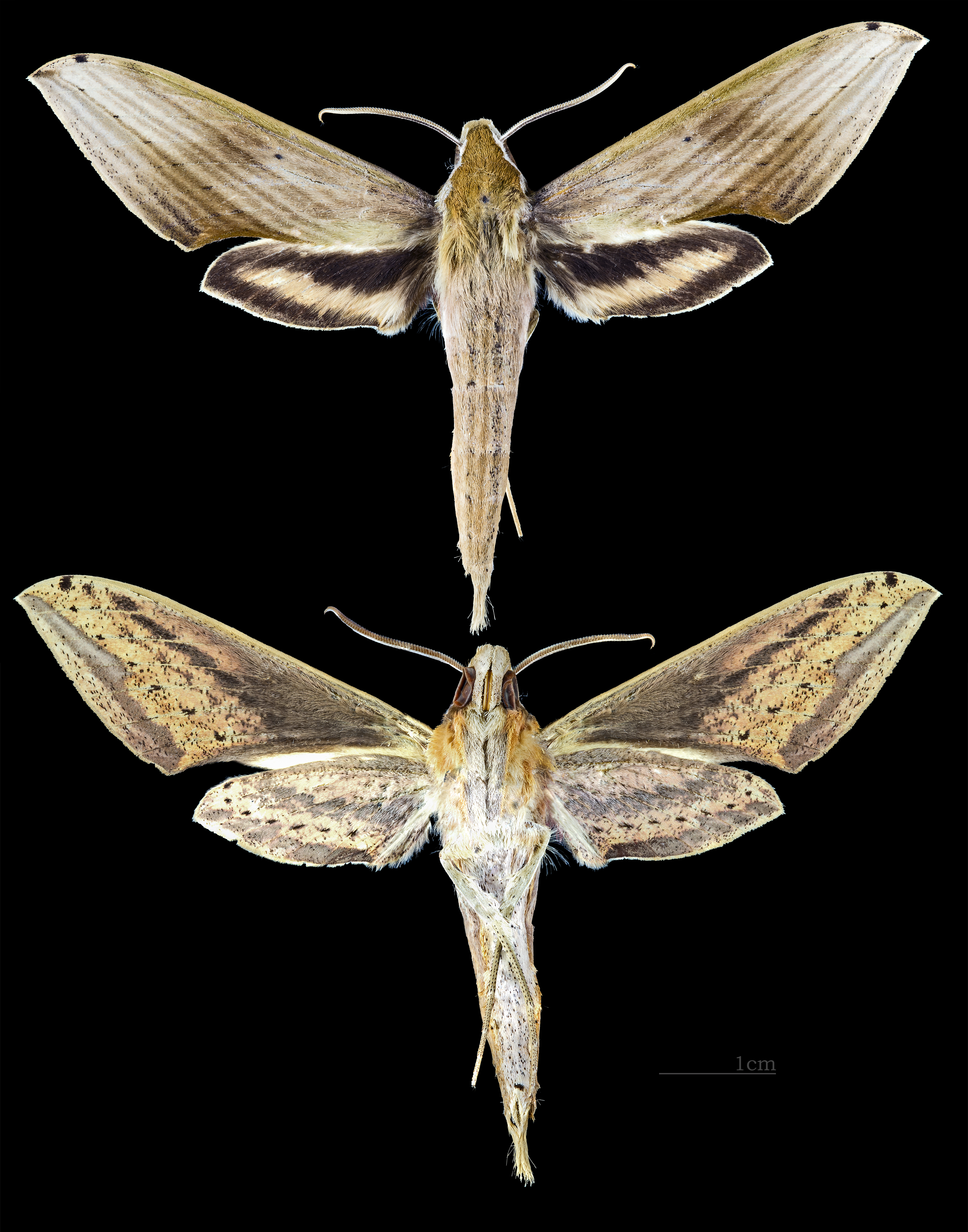
Xylophanes libya
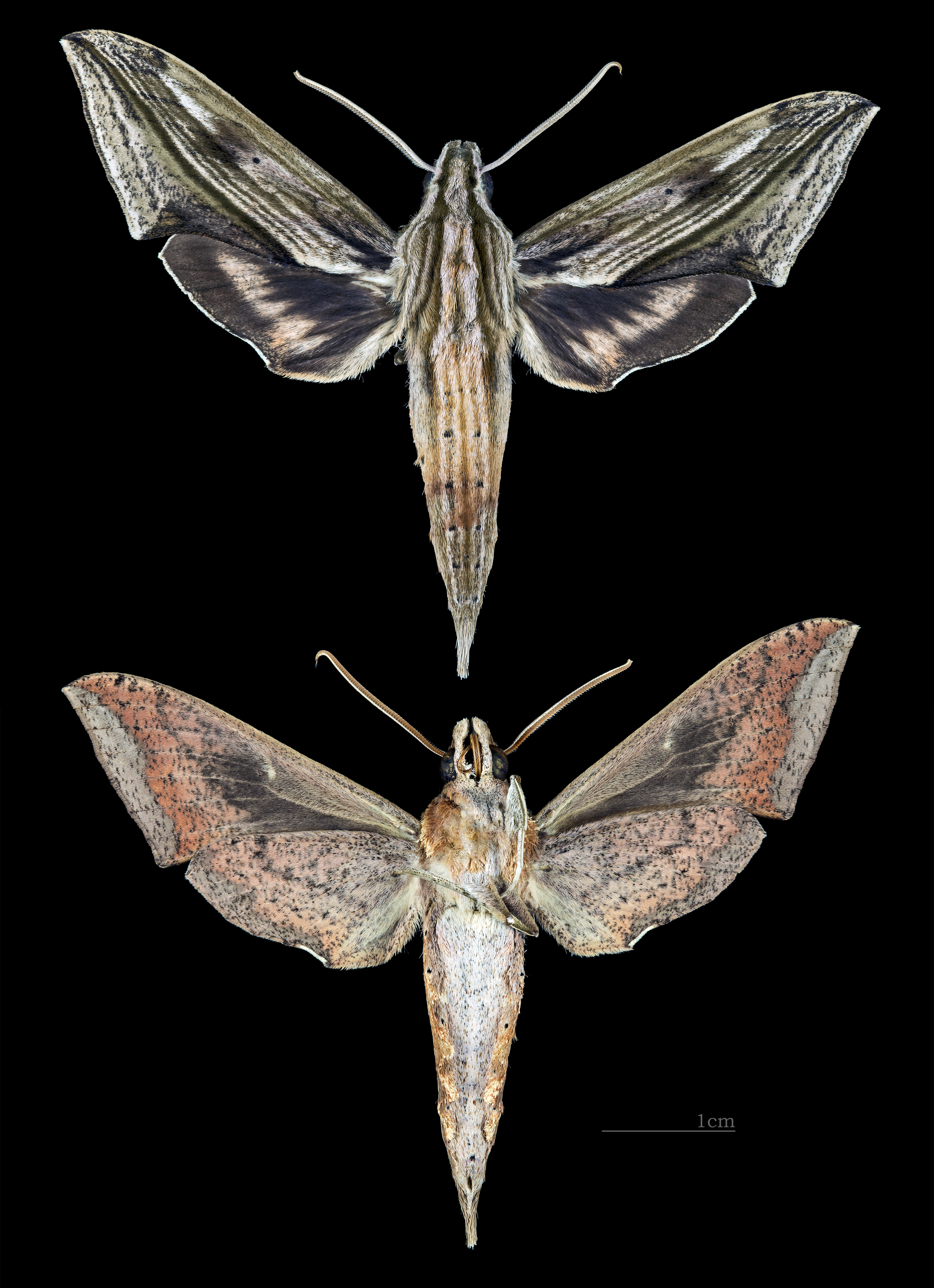
Xylophanes lichyi
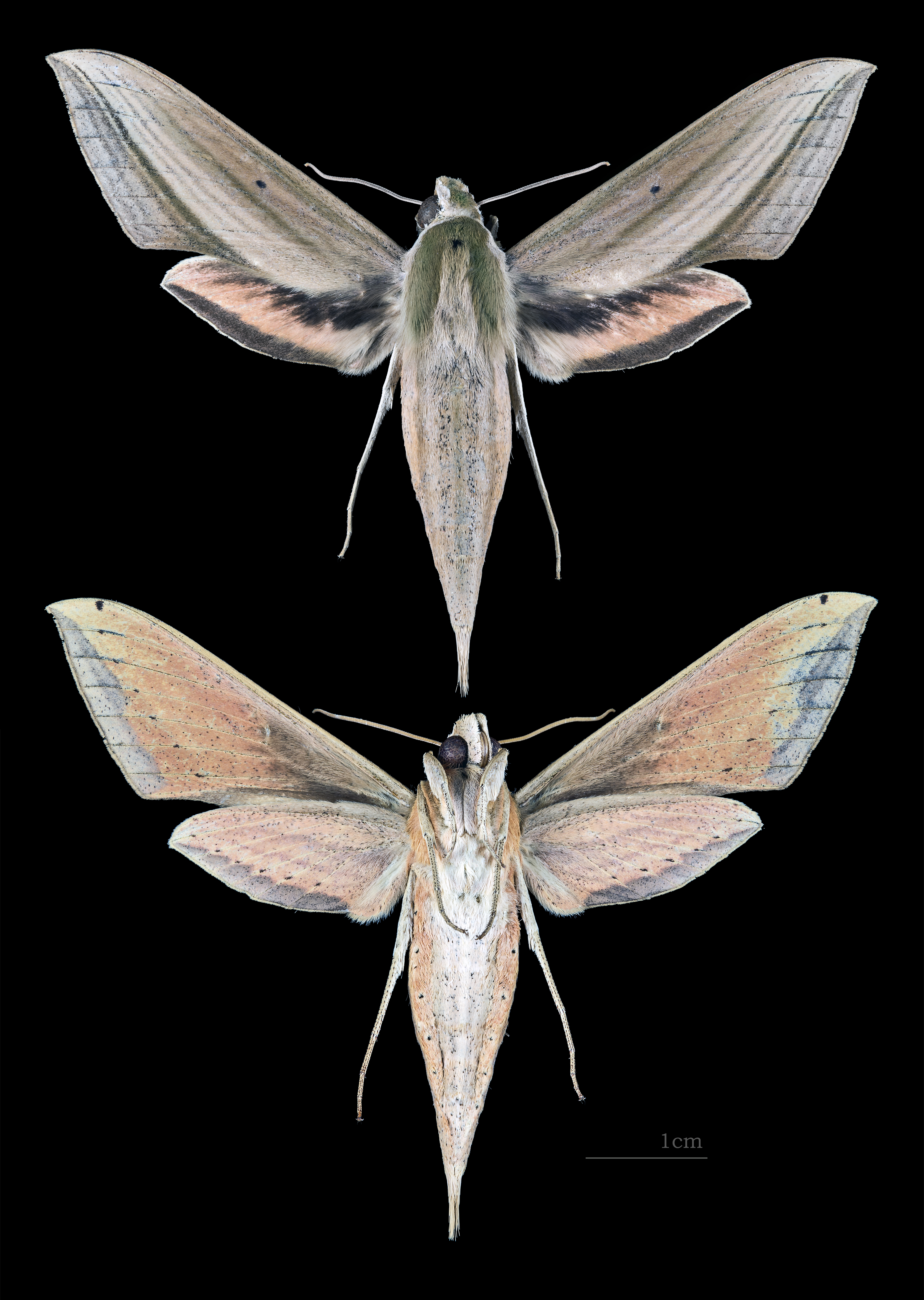
Xylophanes loelia
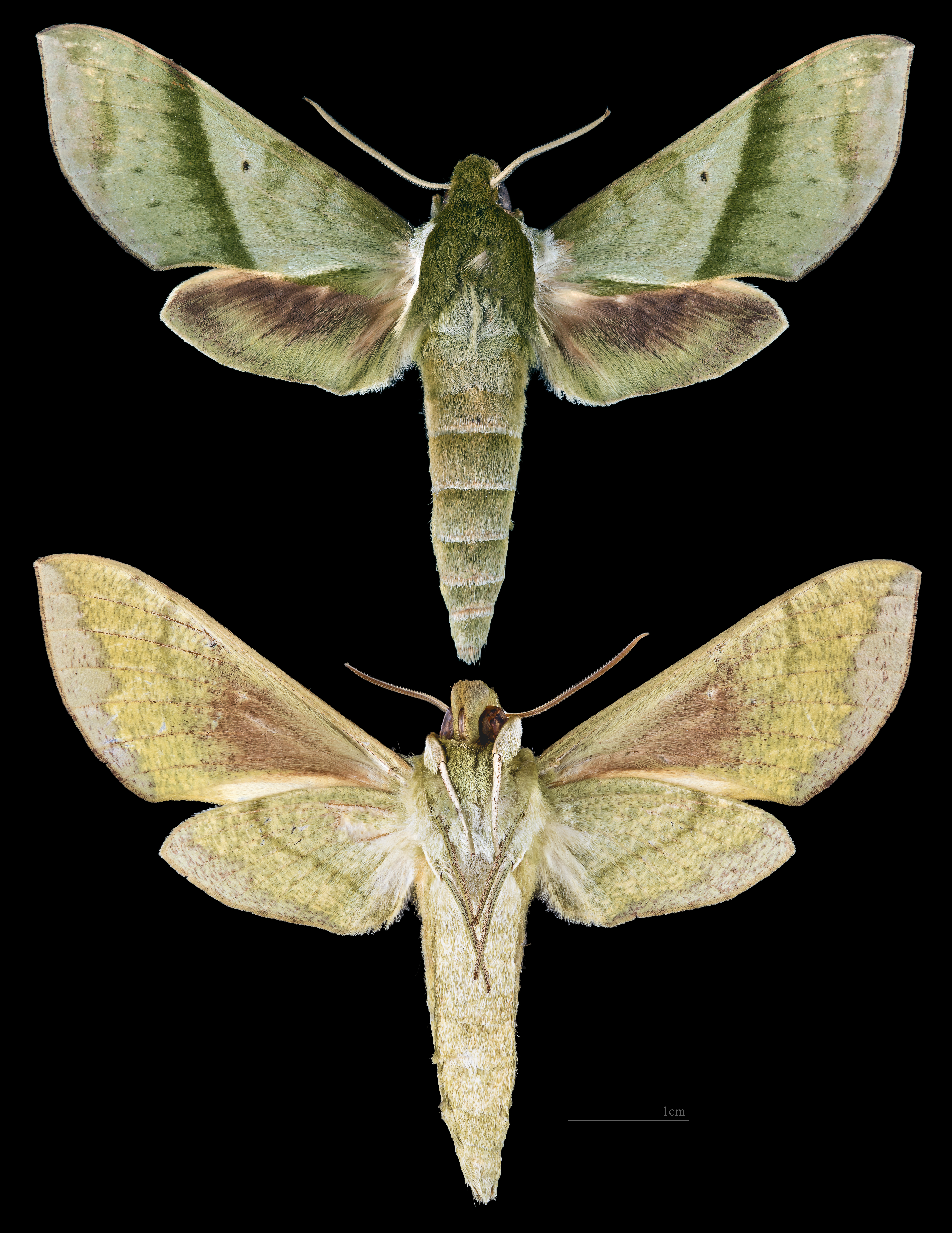
Xylophanes marginalis
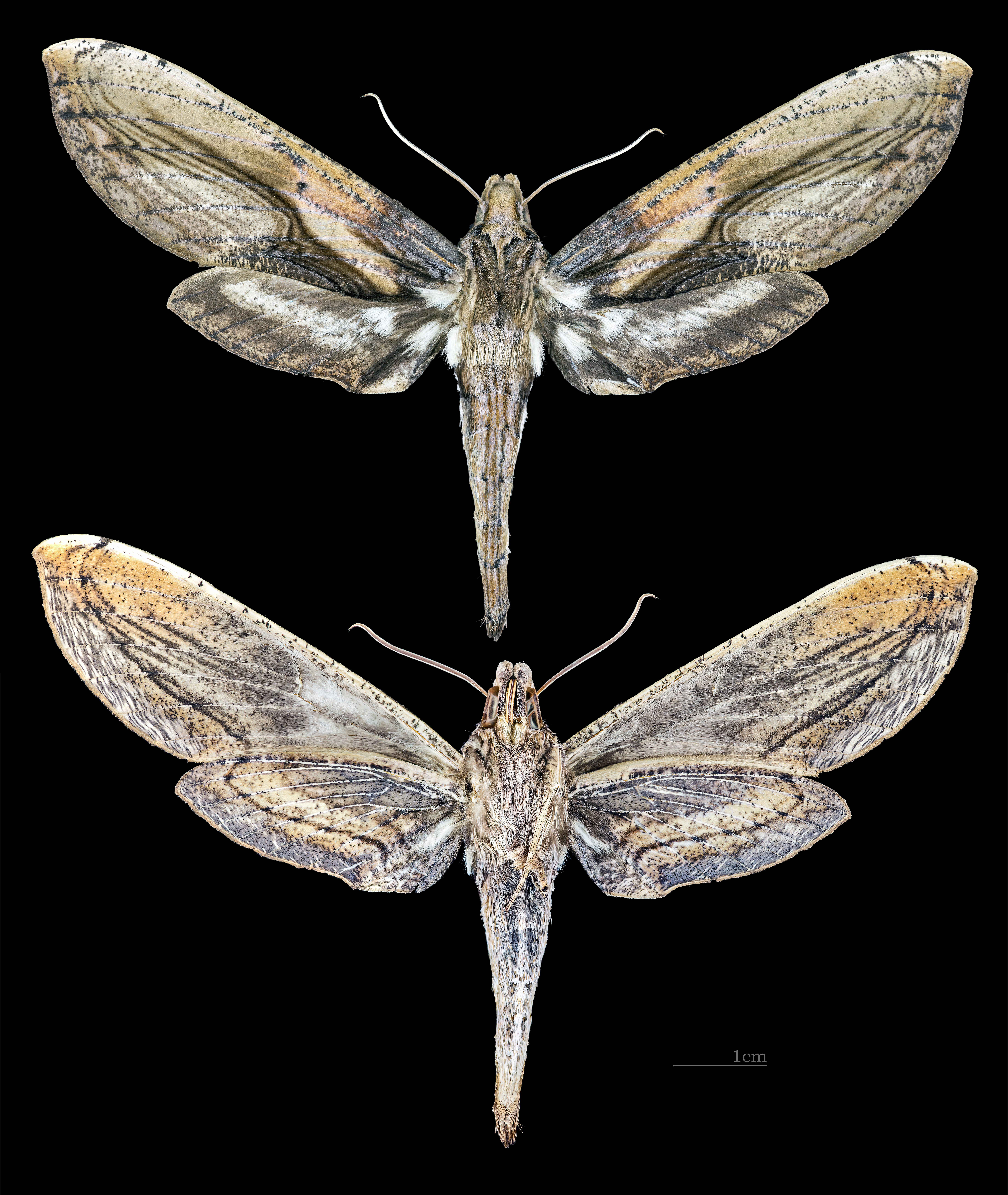
Xylophanes media
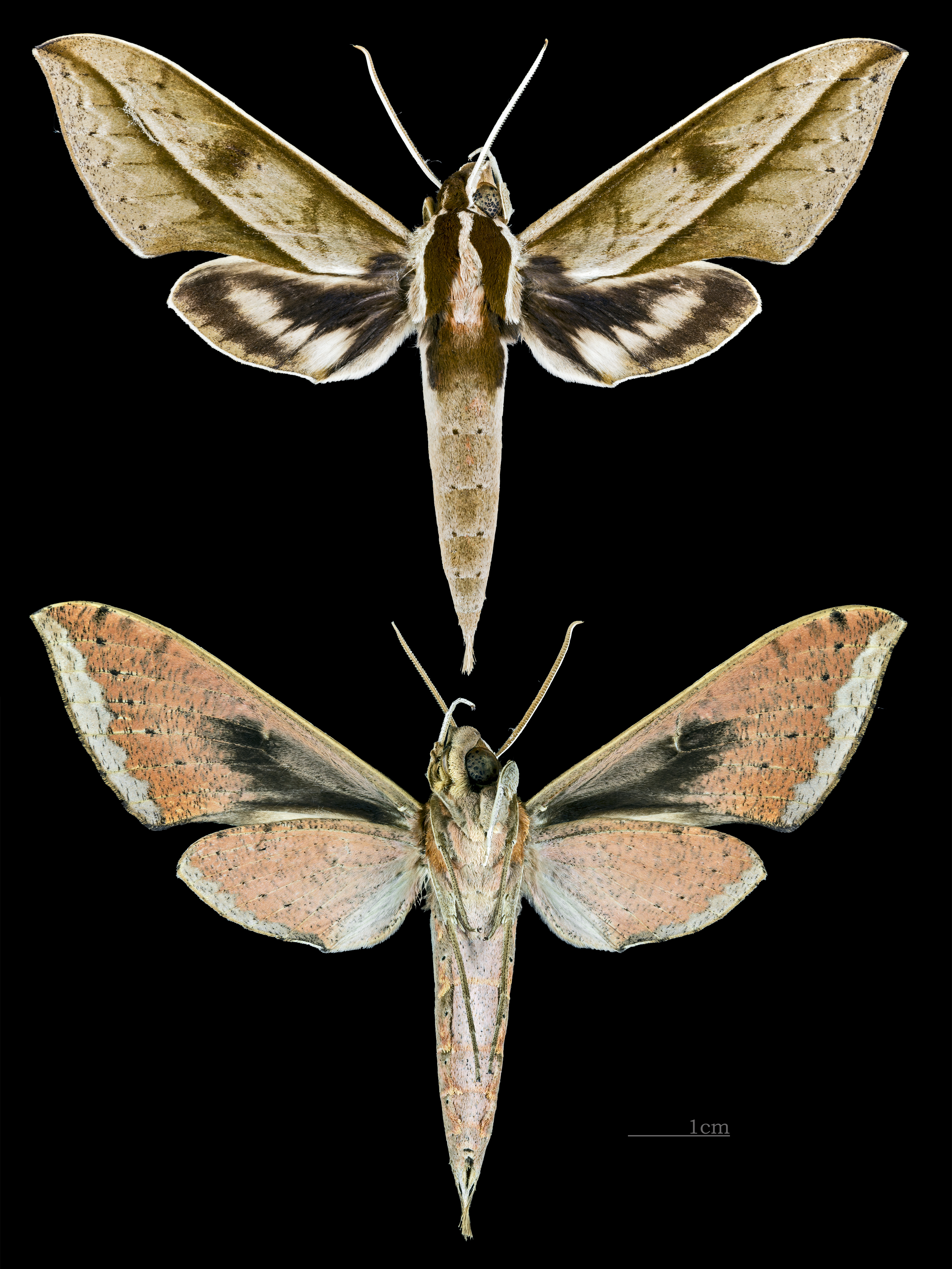
Xylophanes meridanus
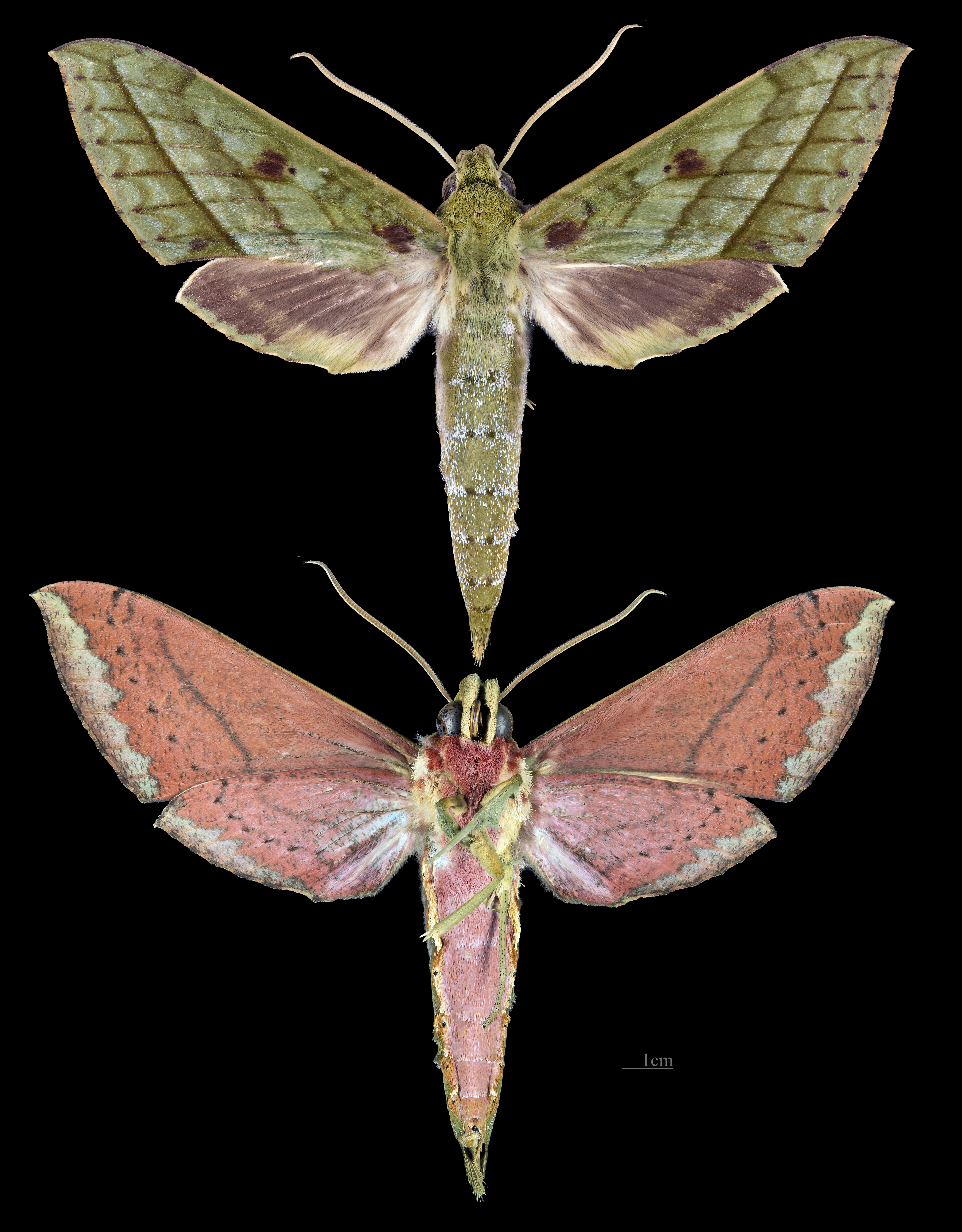
Xylophanes mirabilis
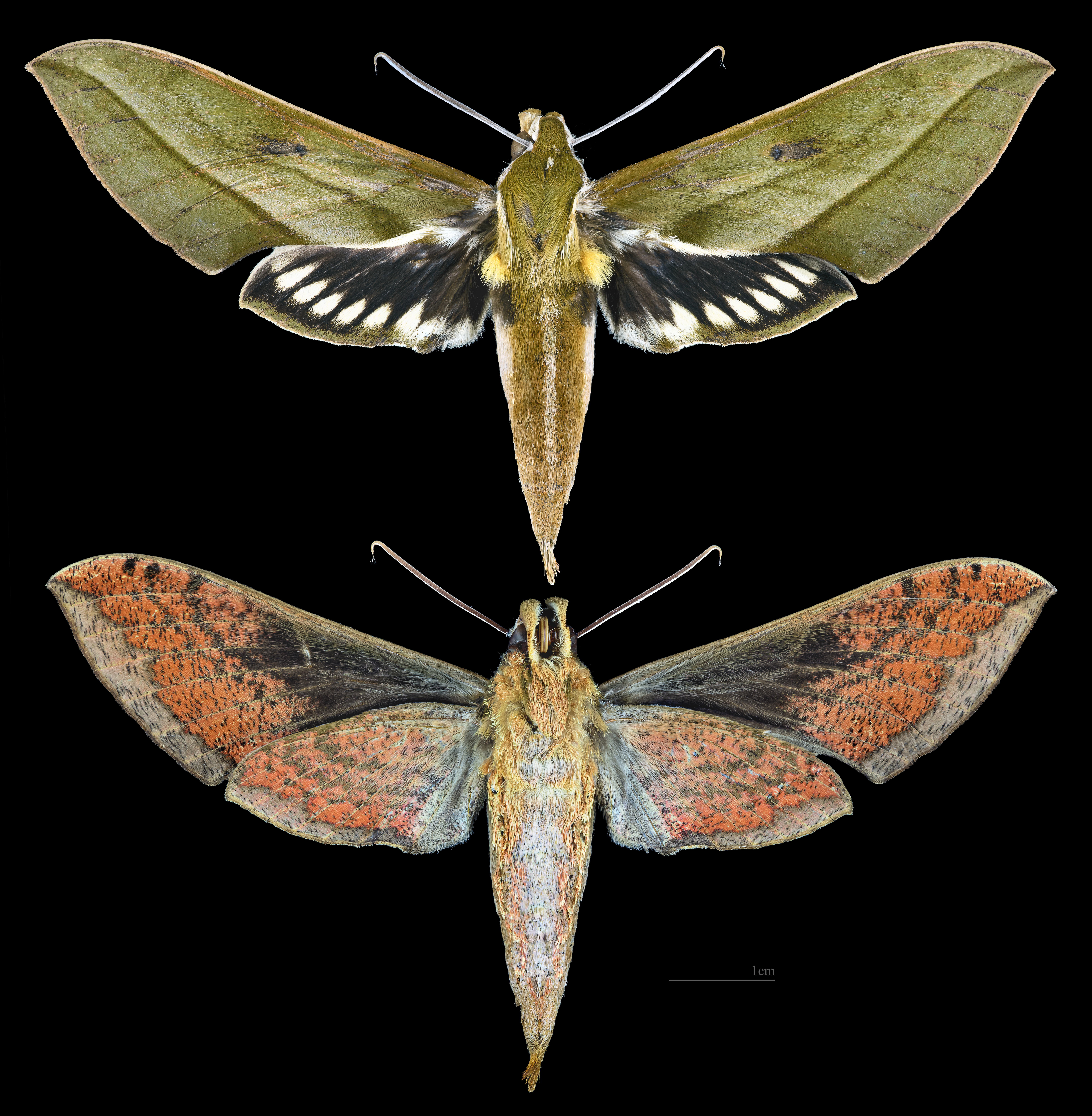
Xylophanes nabuchodonosor
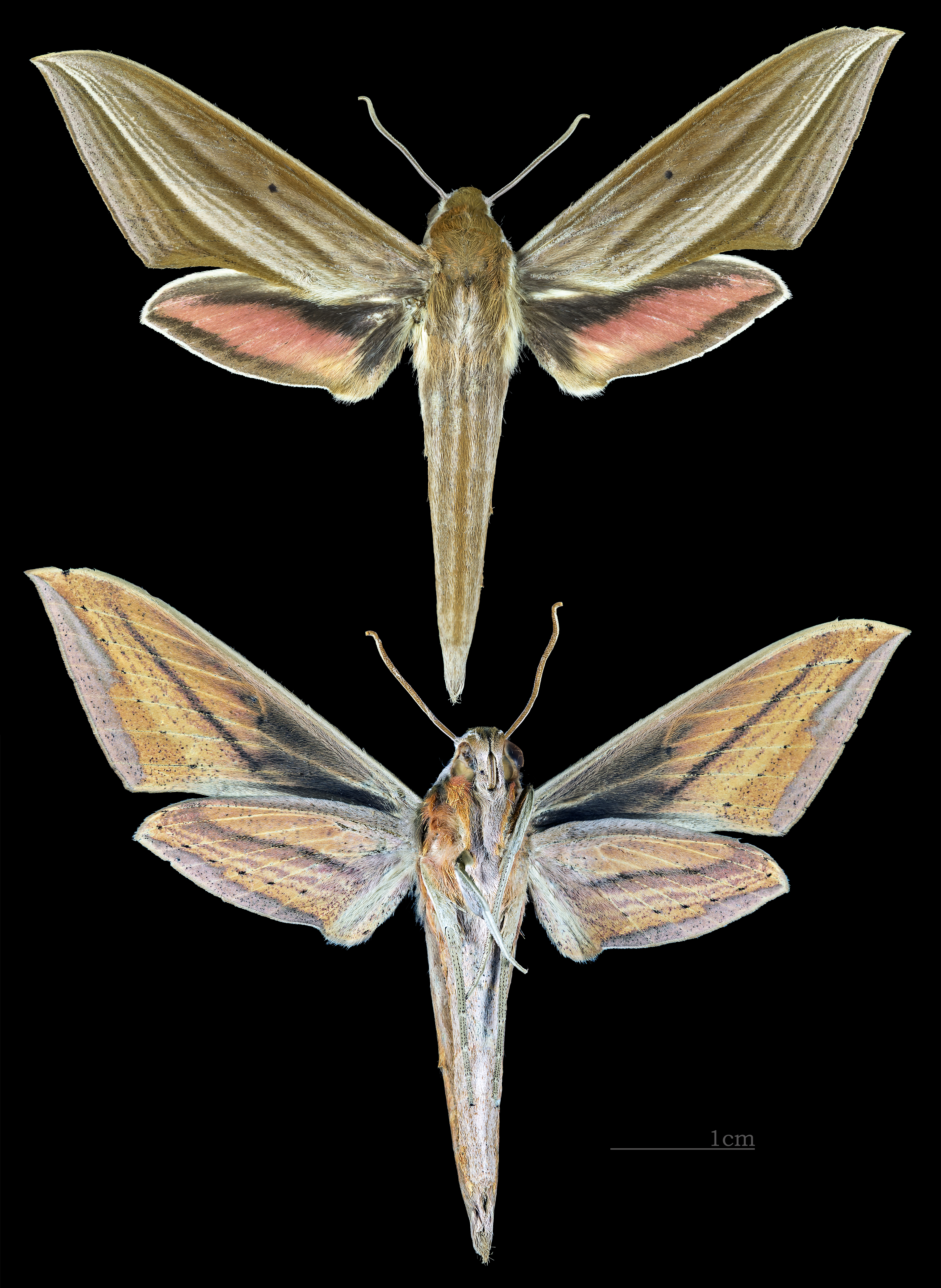
Xylophanes neoptolemus
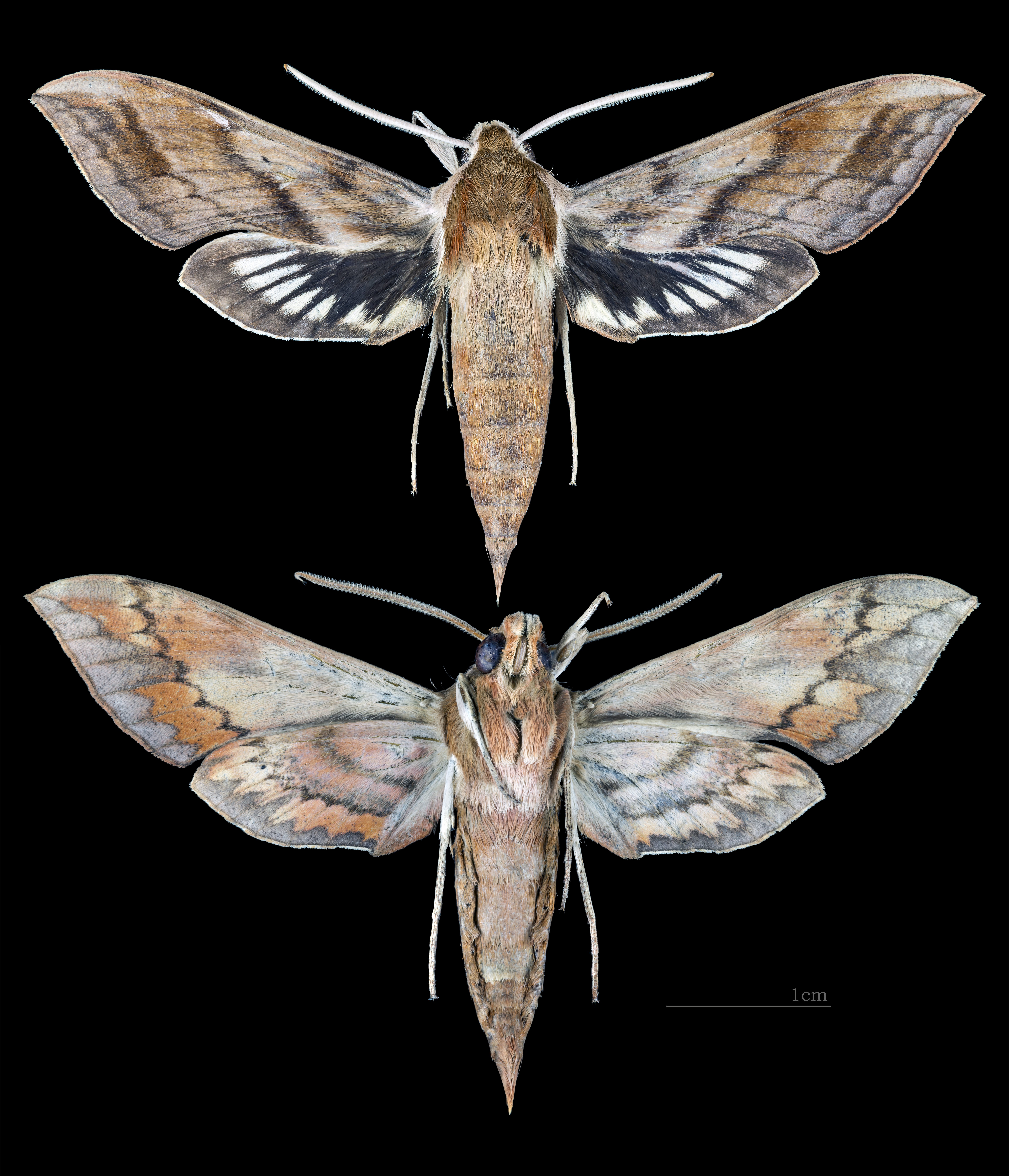
Xylophanes norfolki
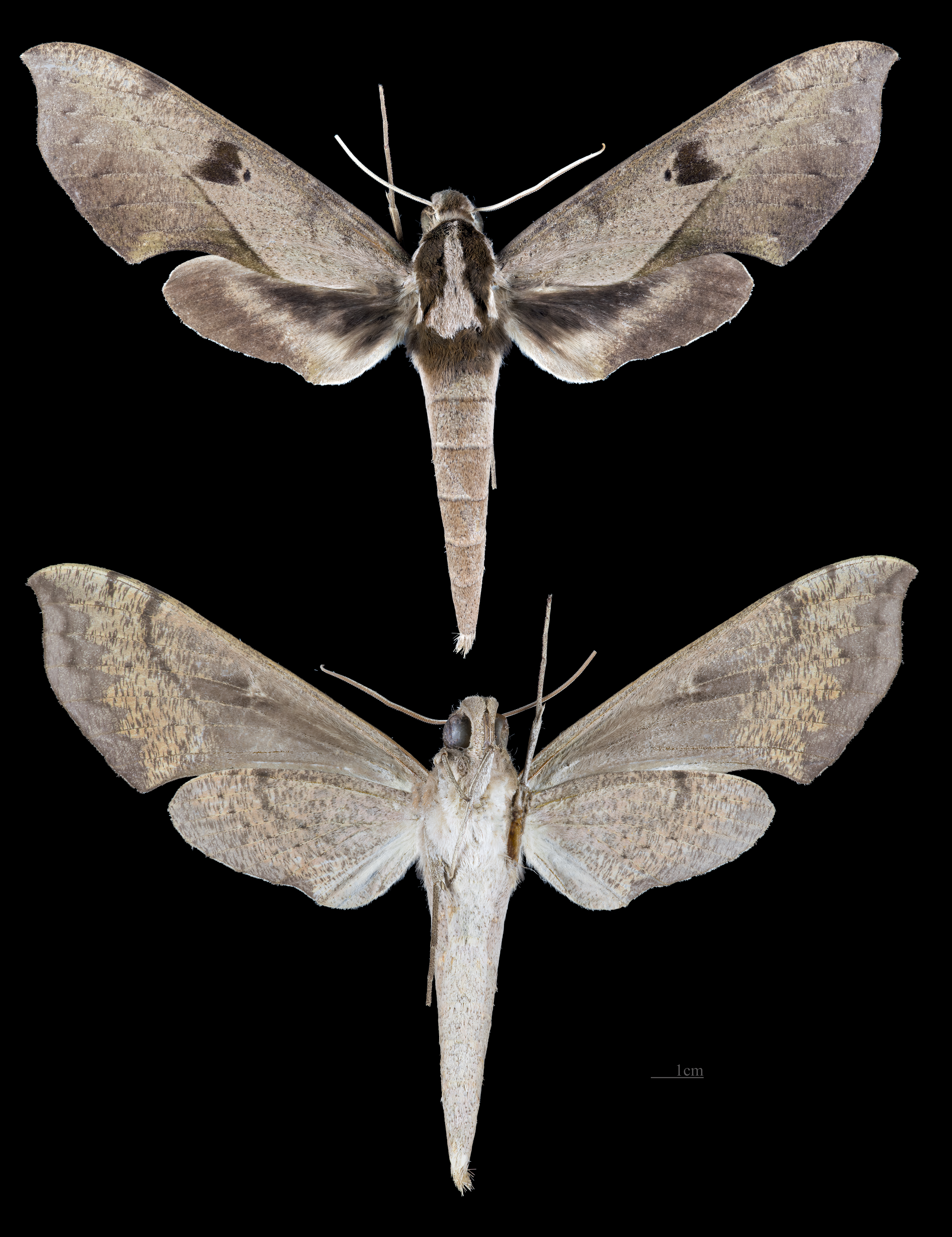
Xylophanes obscurus
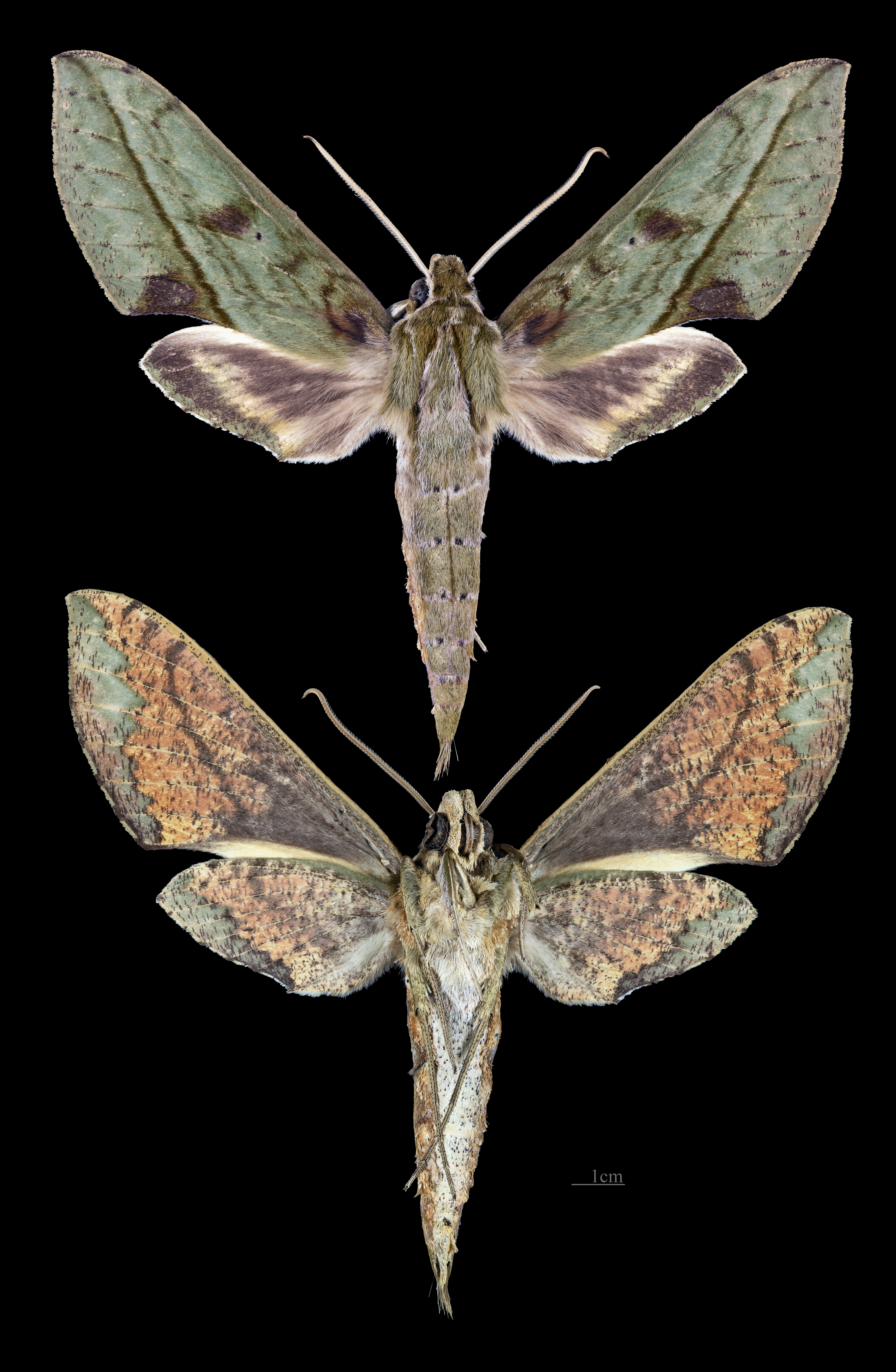
Xylophanes ockendeni
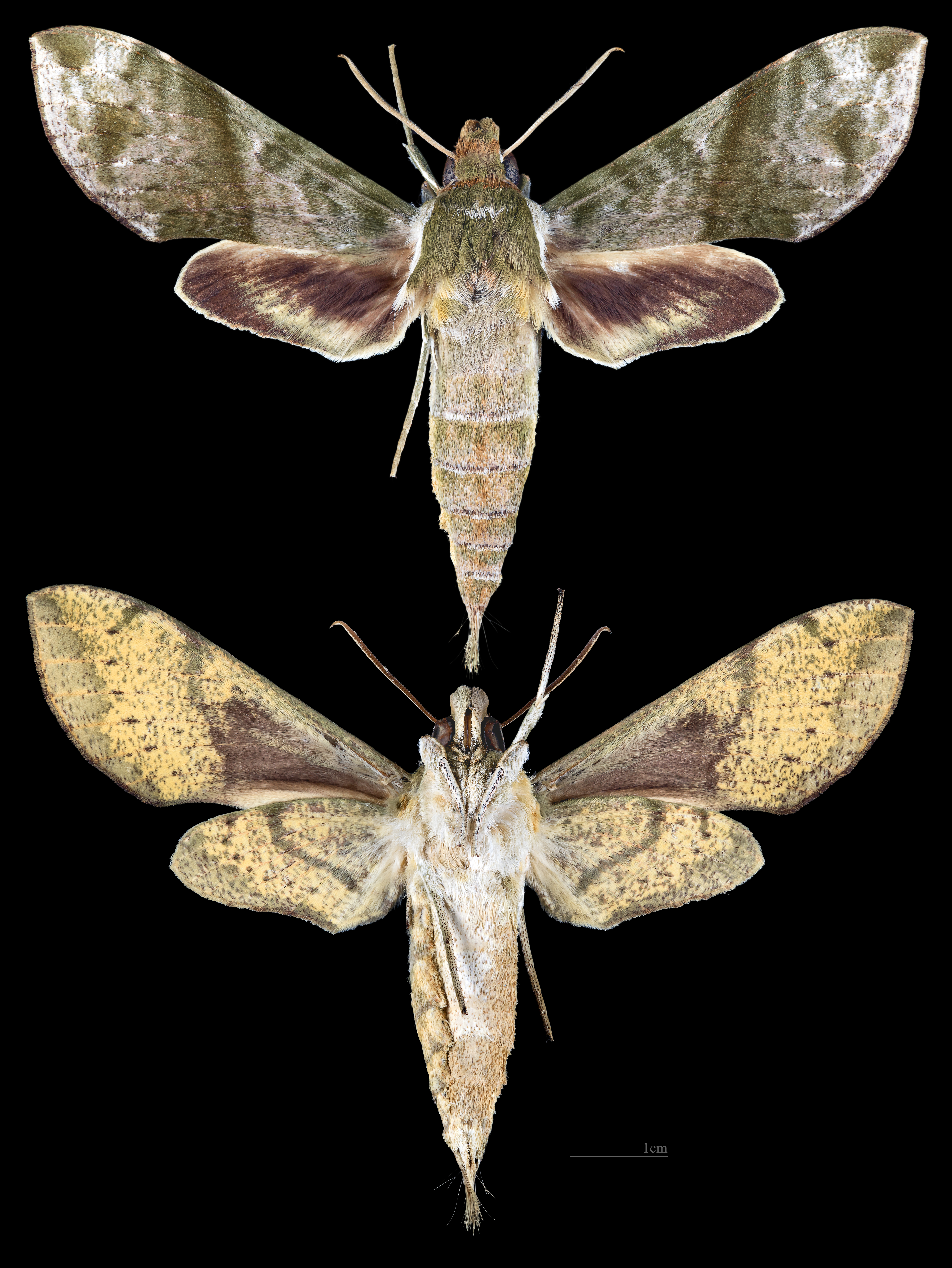
Xylophanes pistacina
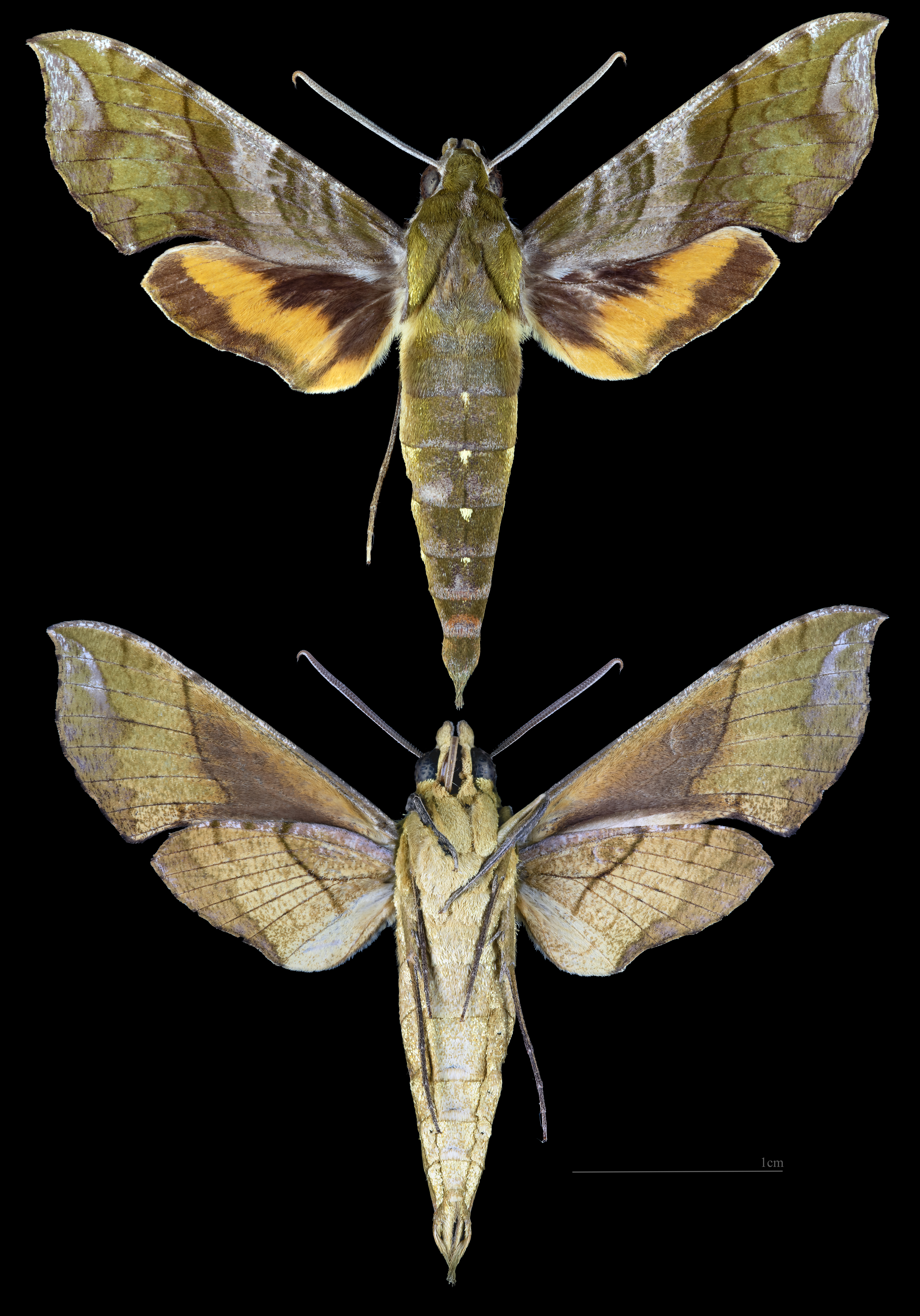
Xylophanes pluto
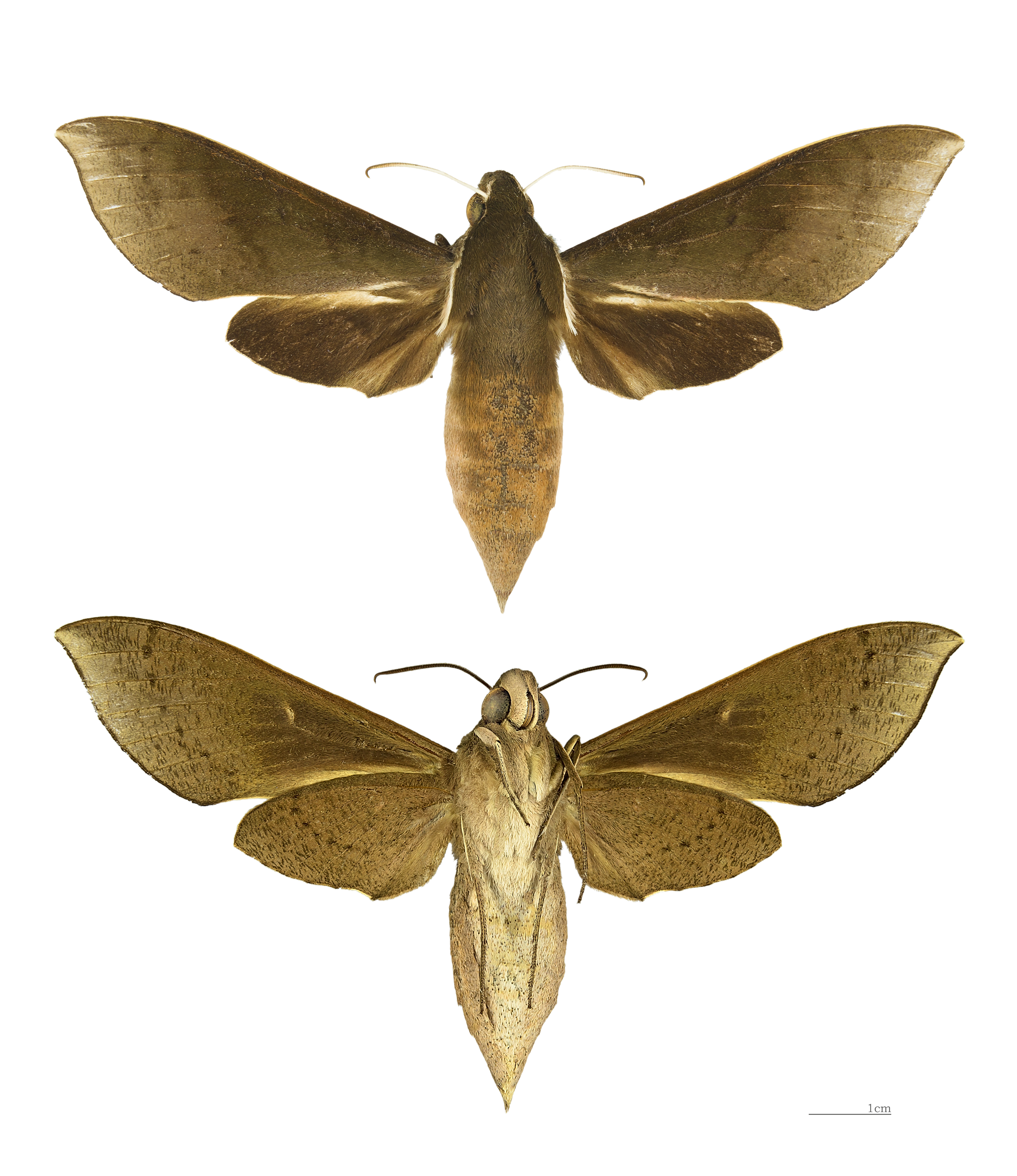
Xylophanes porcus
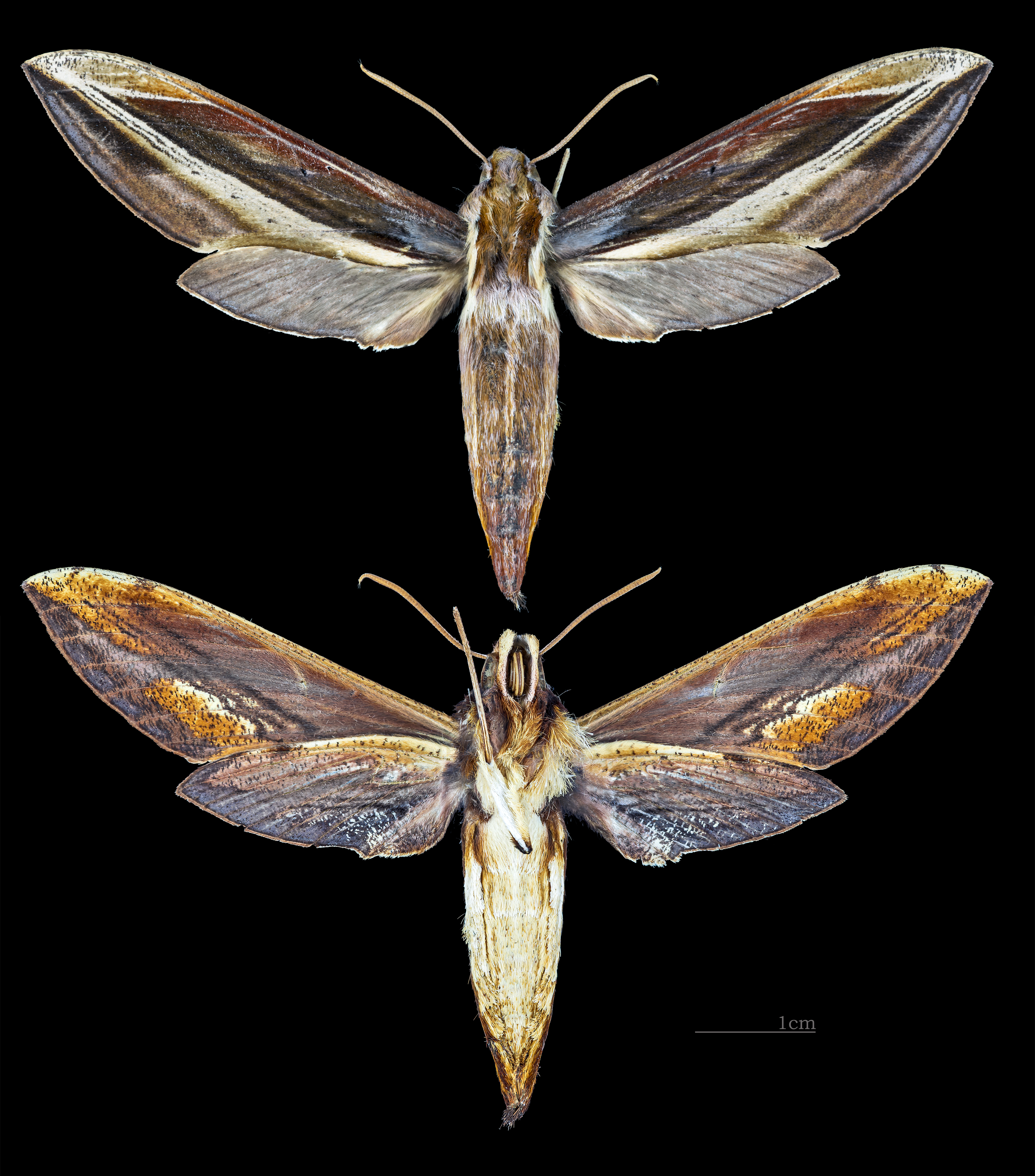
Xylophanes pyrrhus
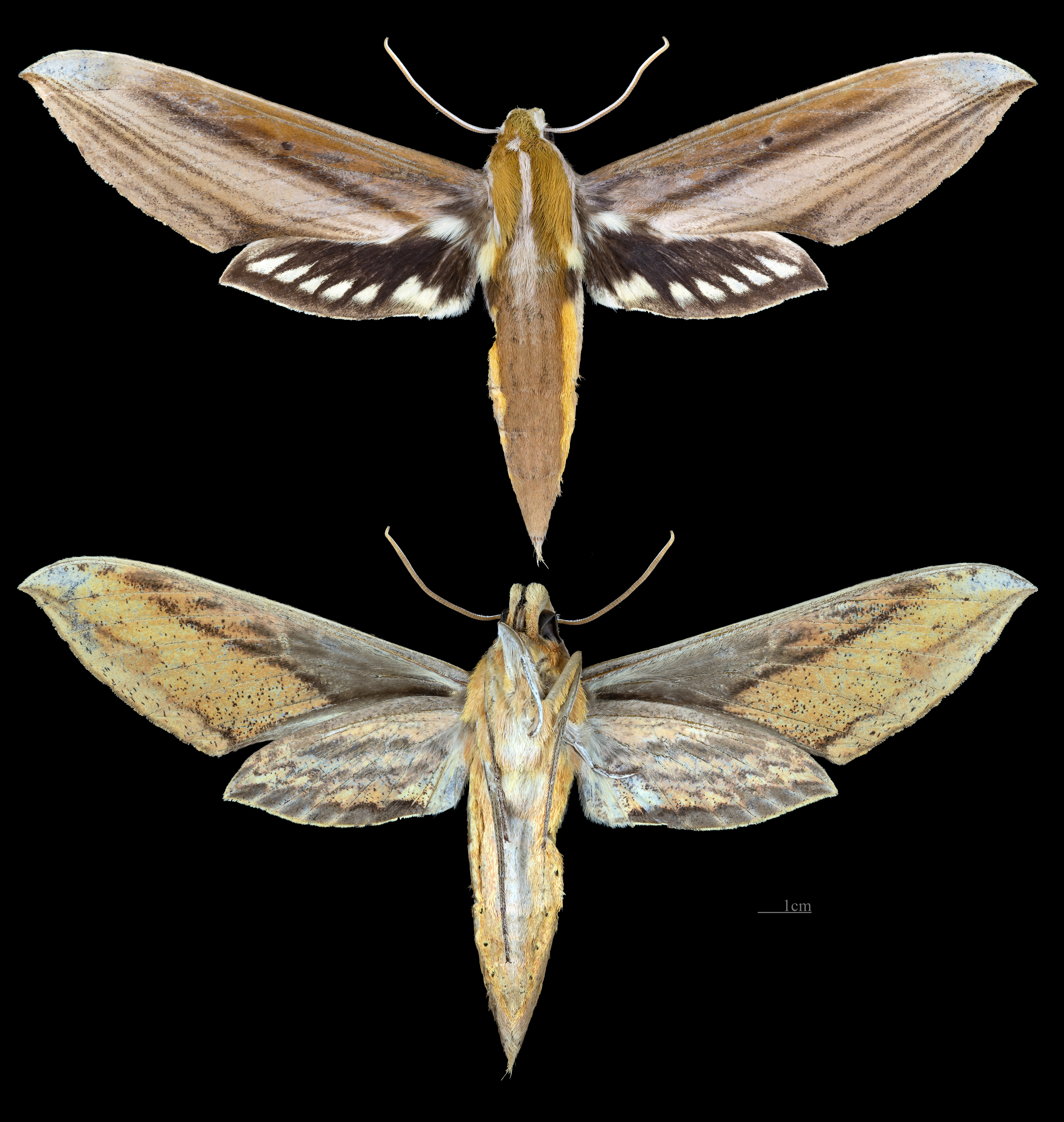
Xylophanes resta
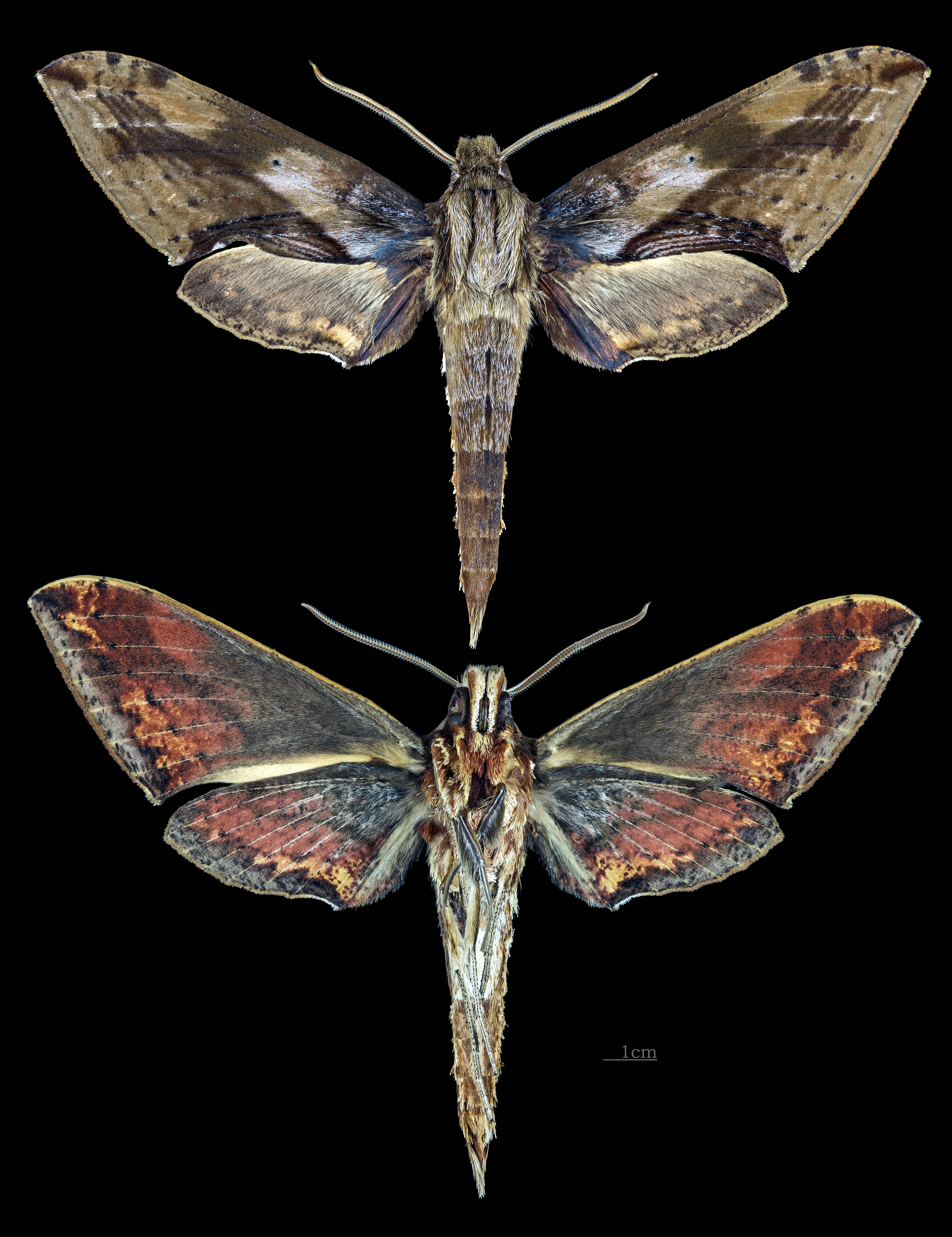
Xylophanes rhodina
Xylophanes rhodochlora
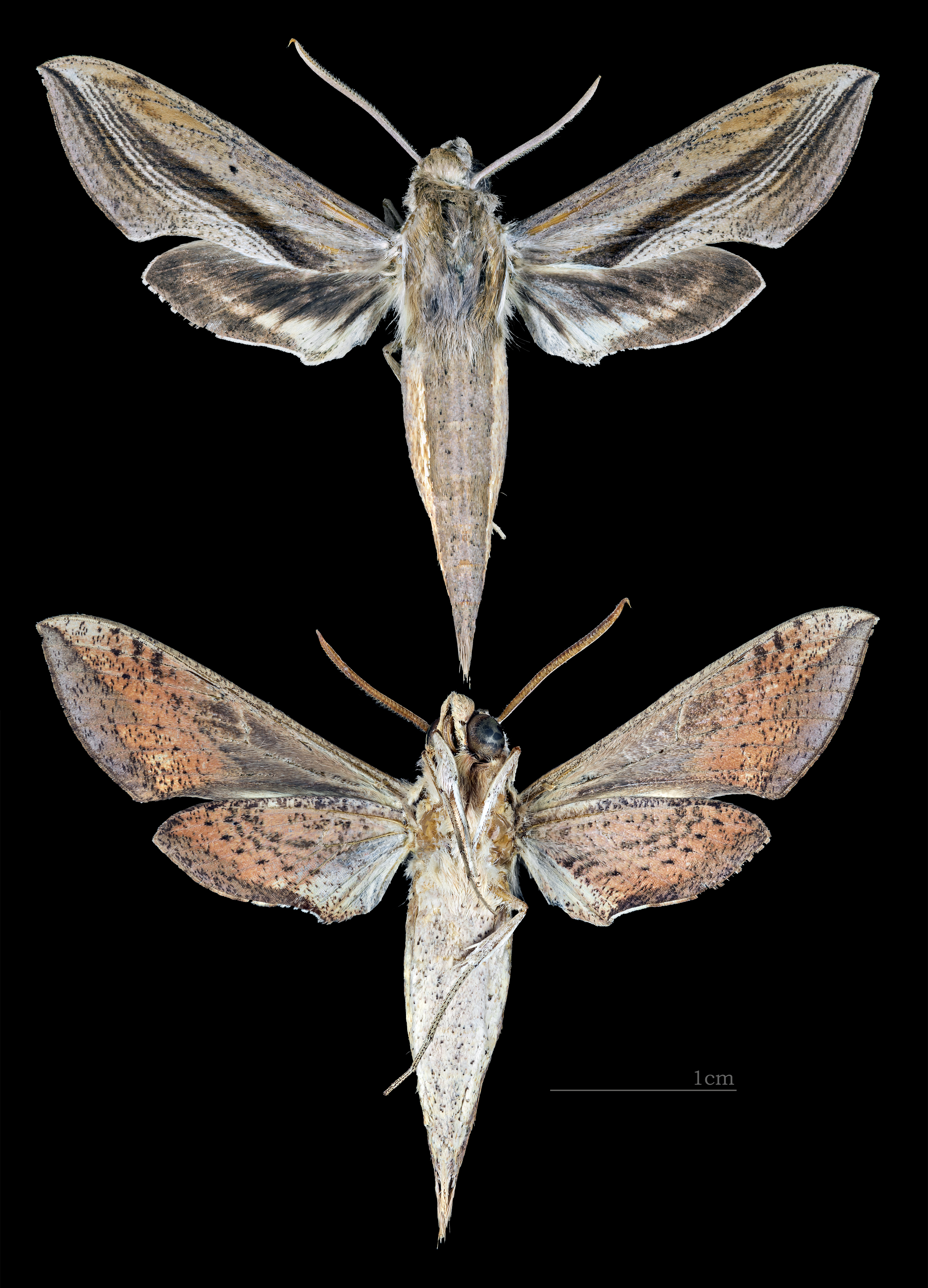
Xylophanes robinsonii
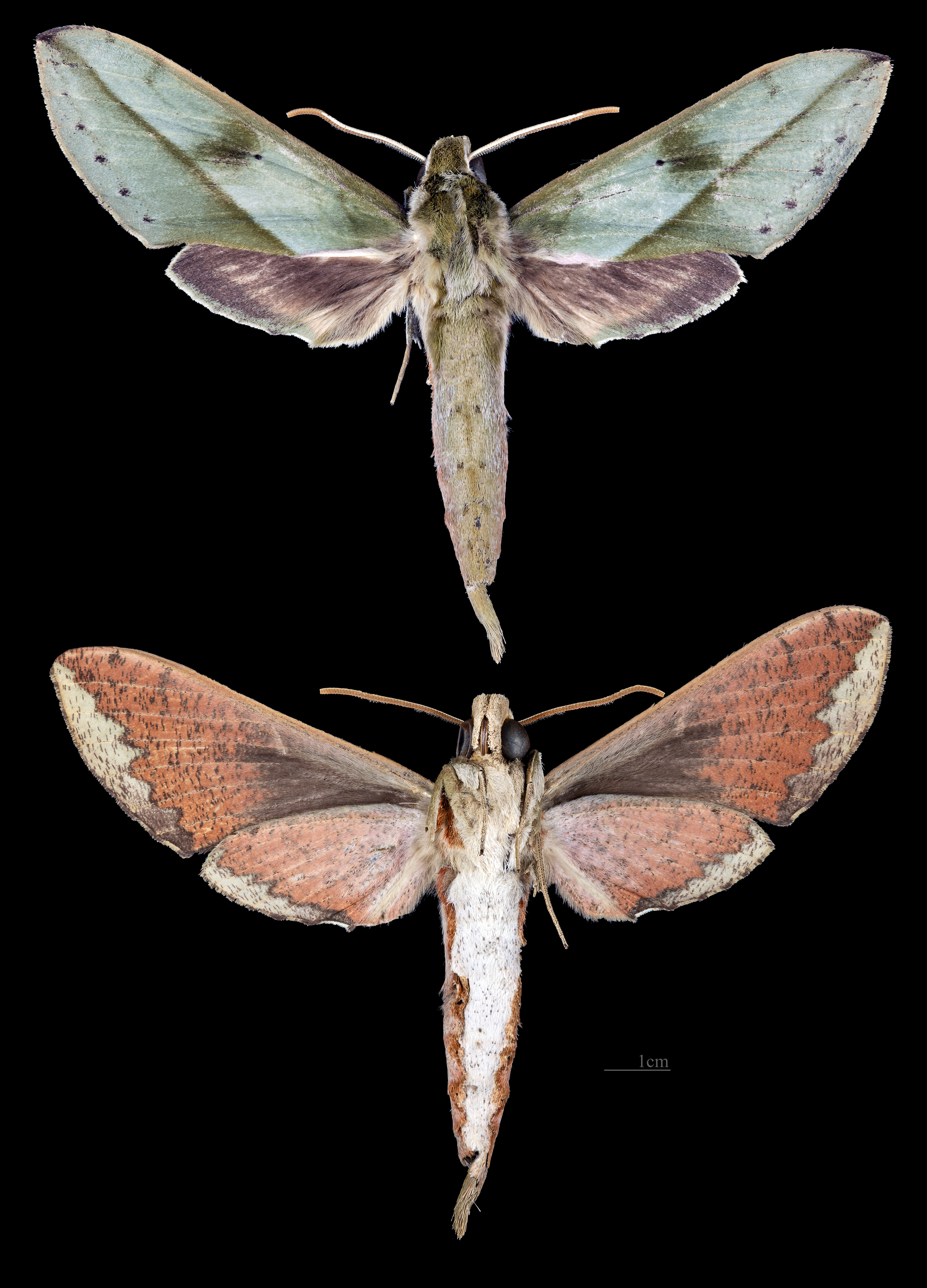
Xylophanes rothschildi
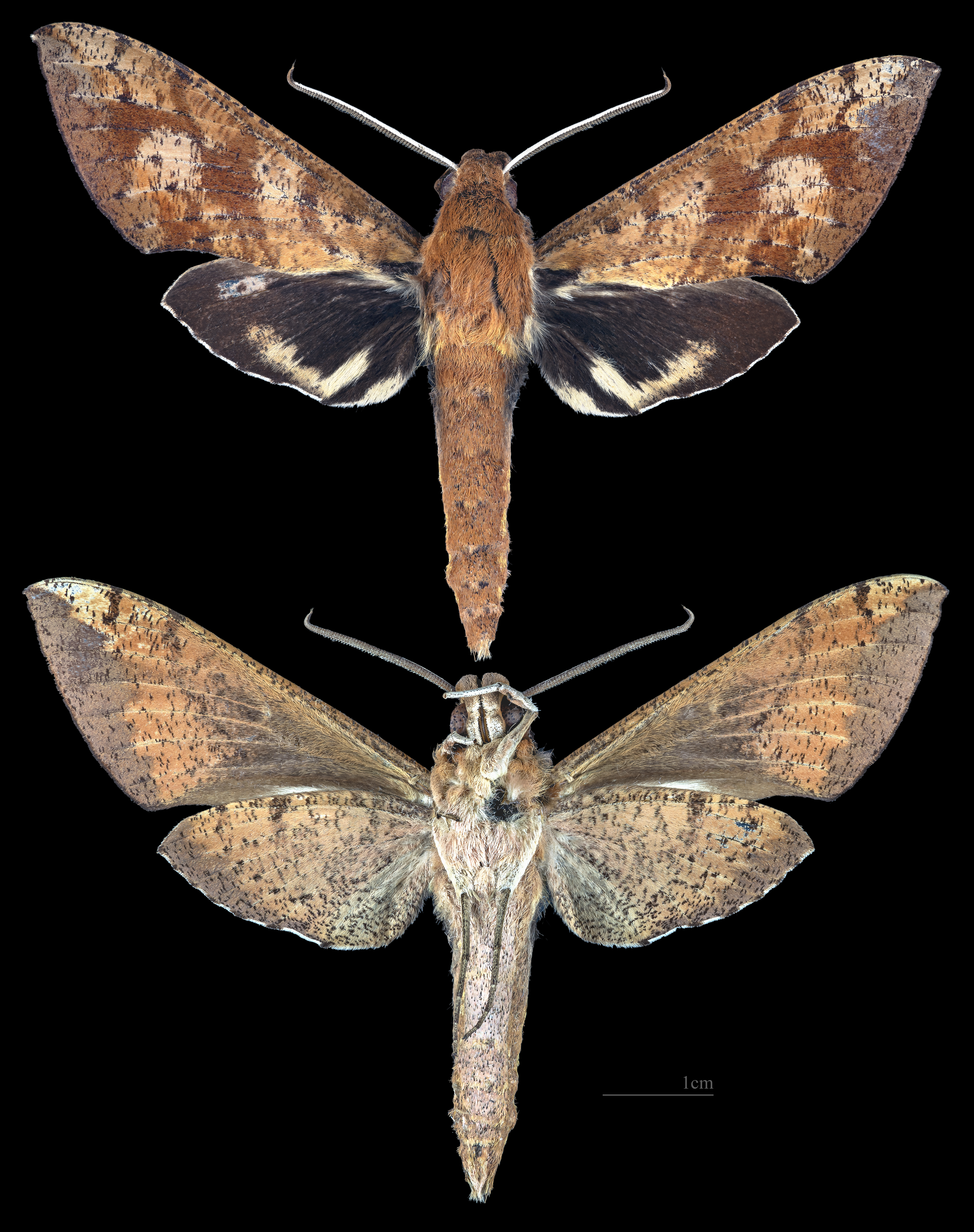
Xylophanes rufescens
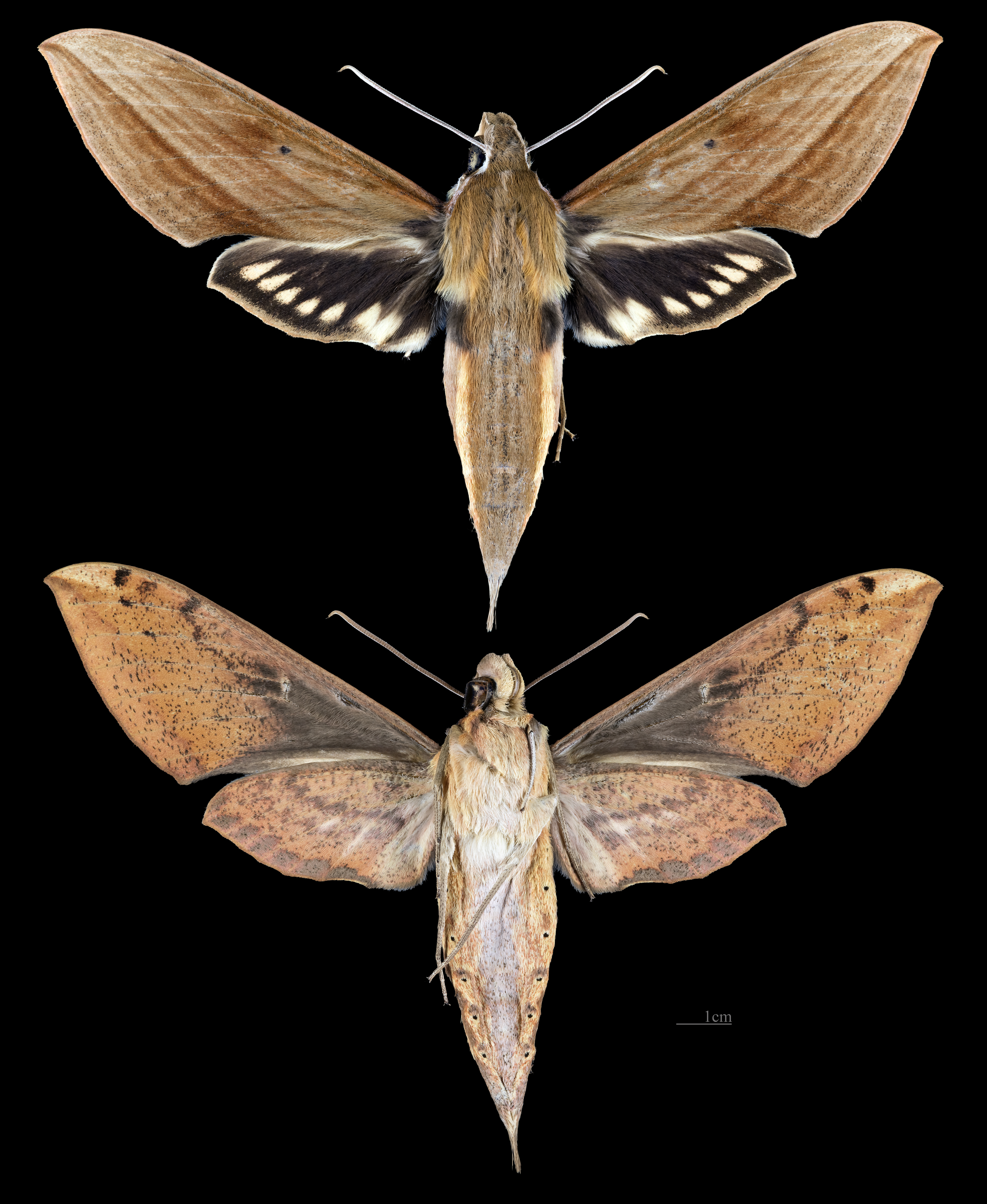
Xylophanes sarae
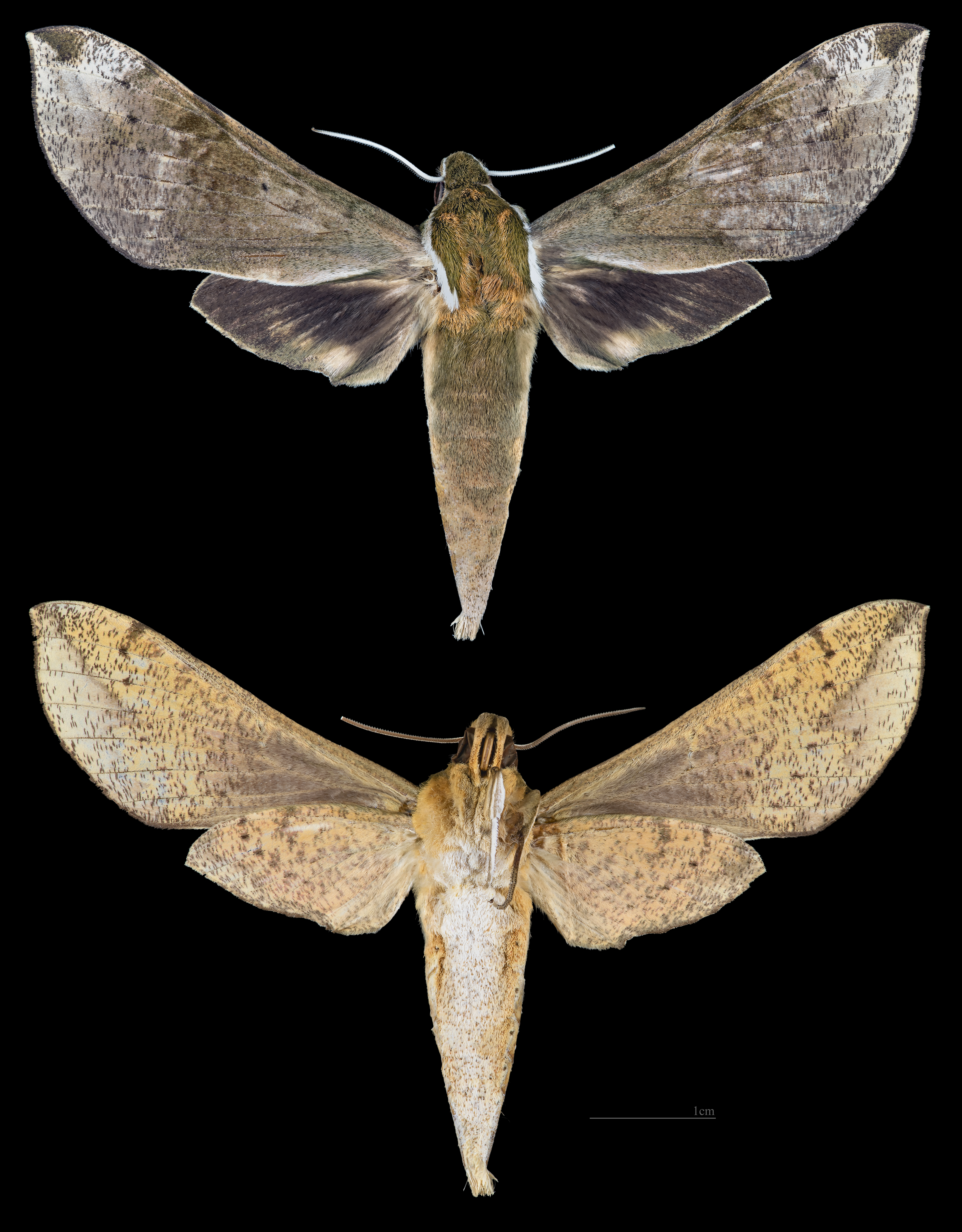
Xylophanes schausi
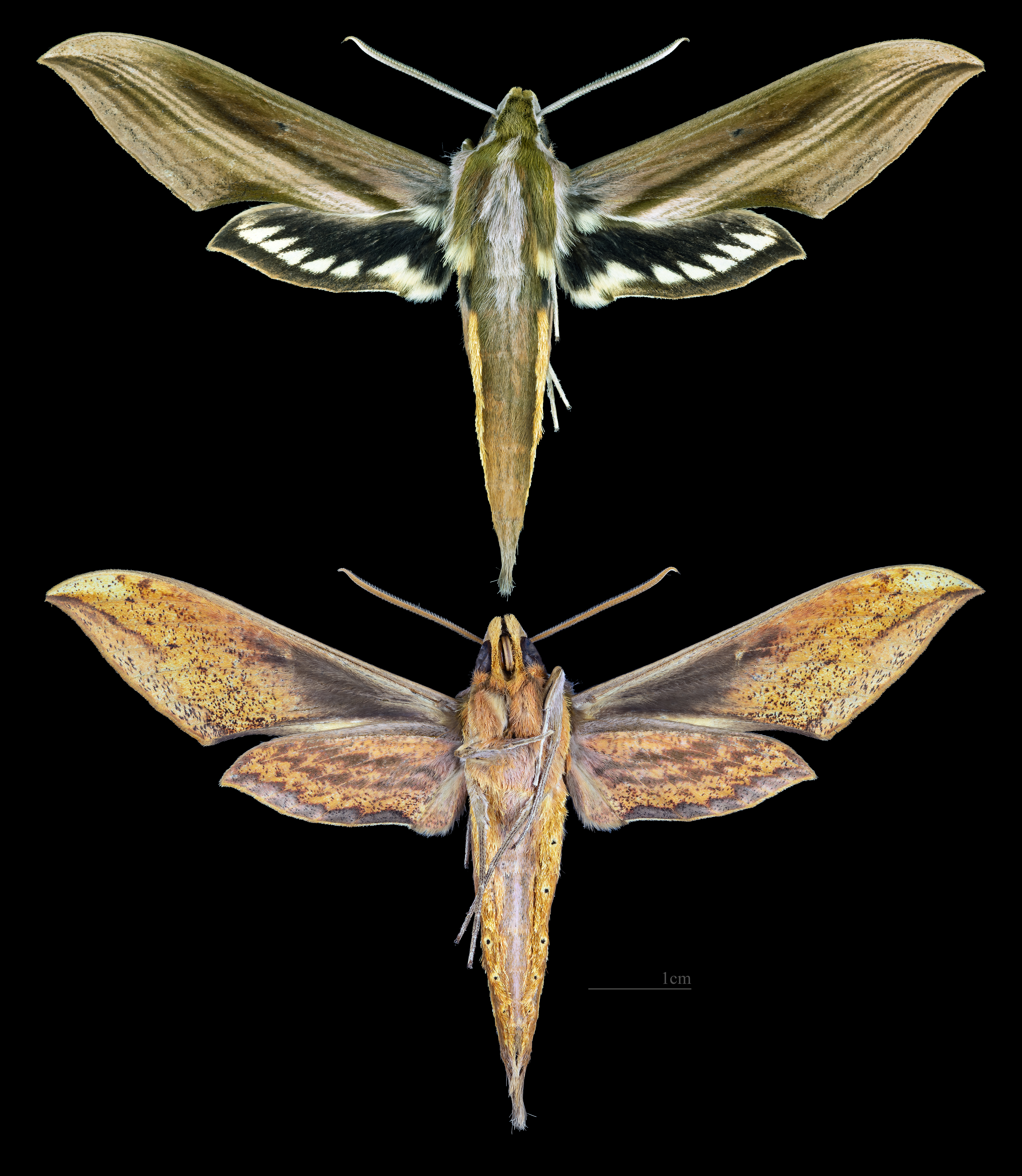
Xylophanes schreiteri
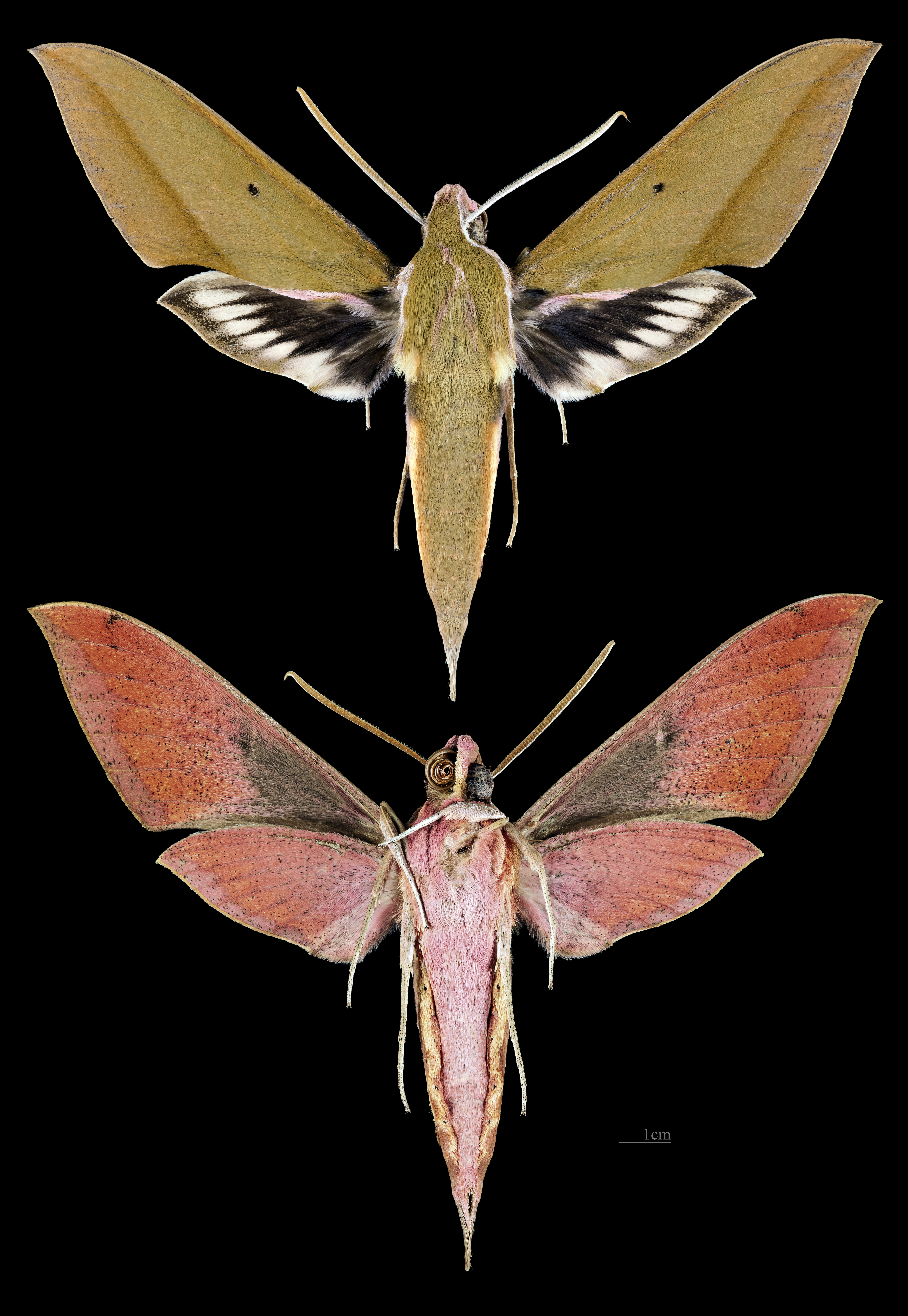
Xylophanes schwartzi
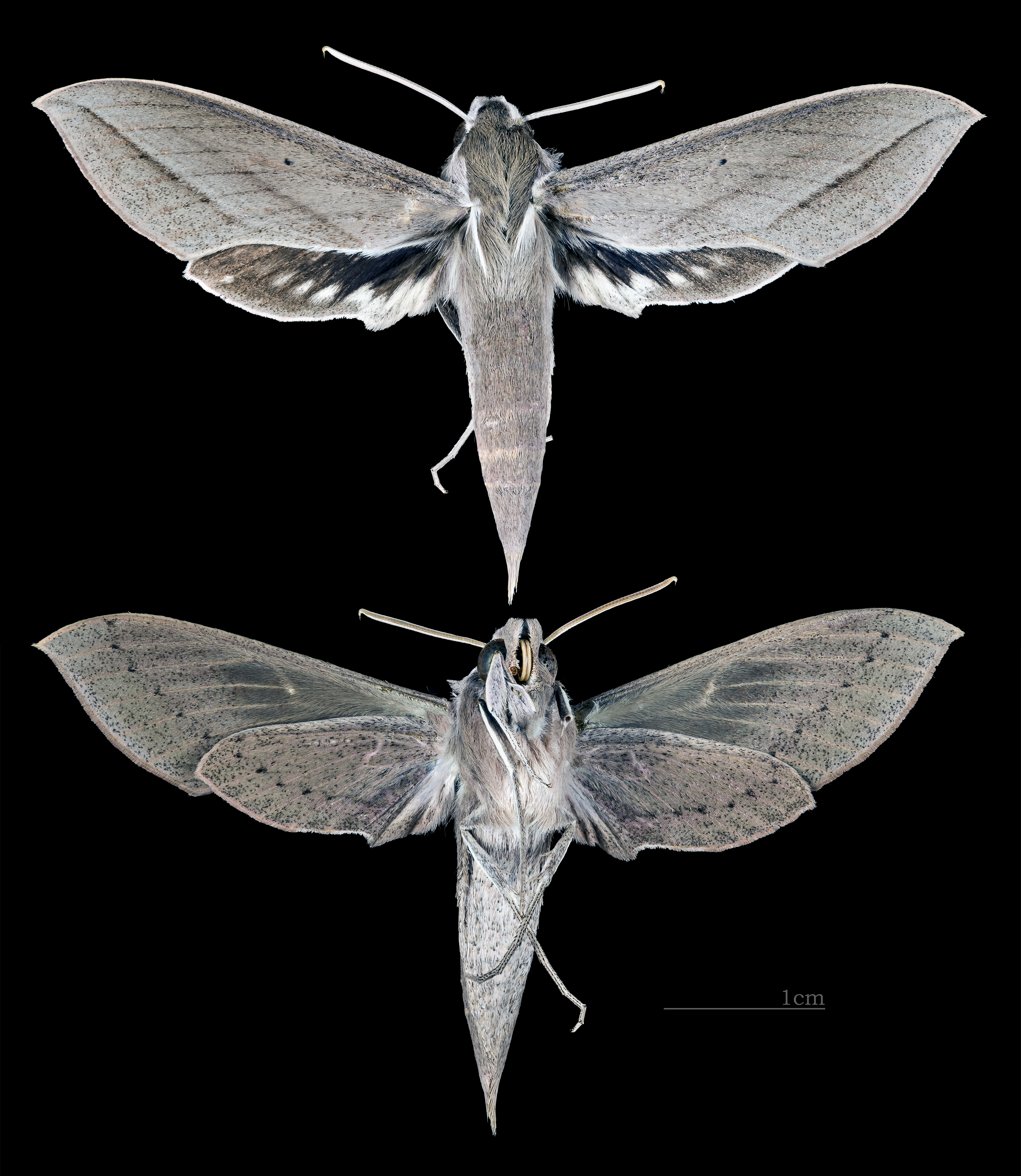
Xylophanes suana
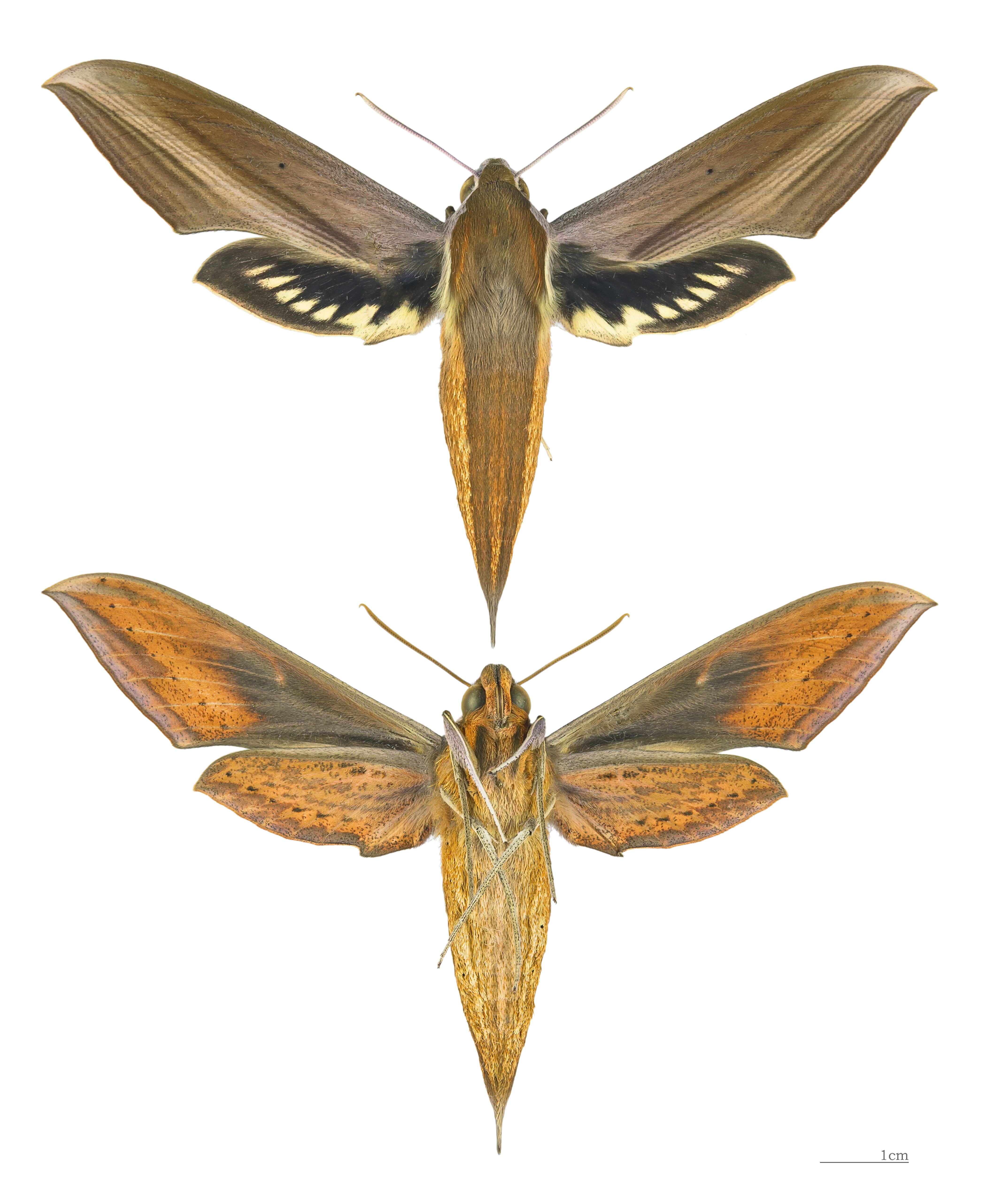
Xylophanes tersa
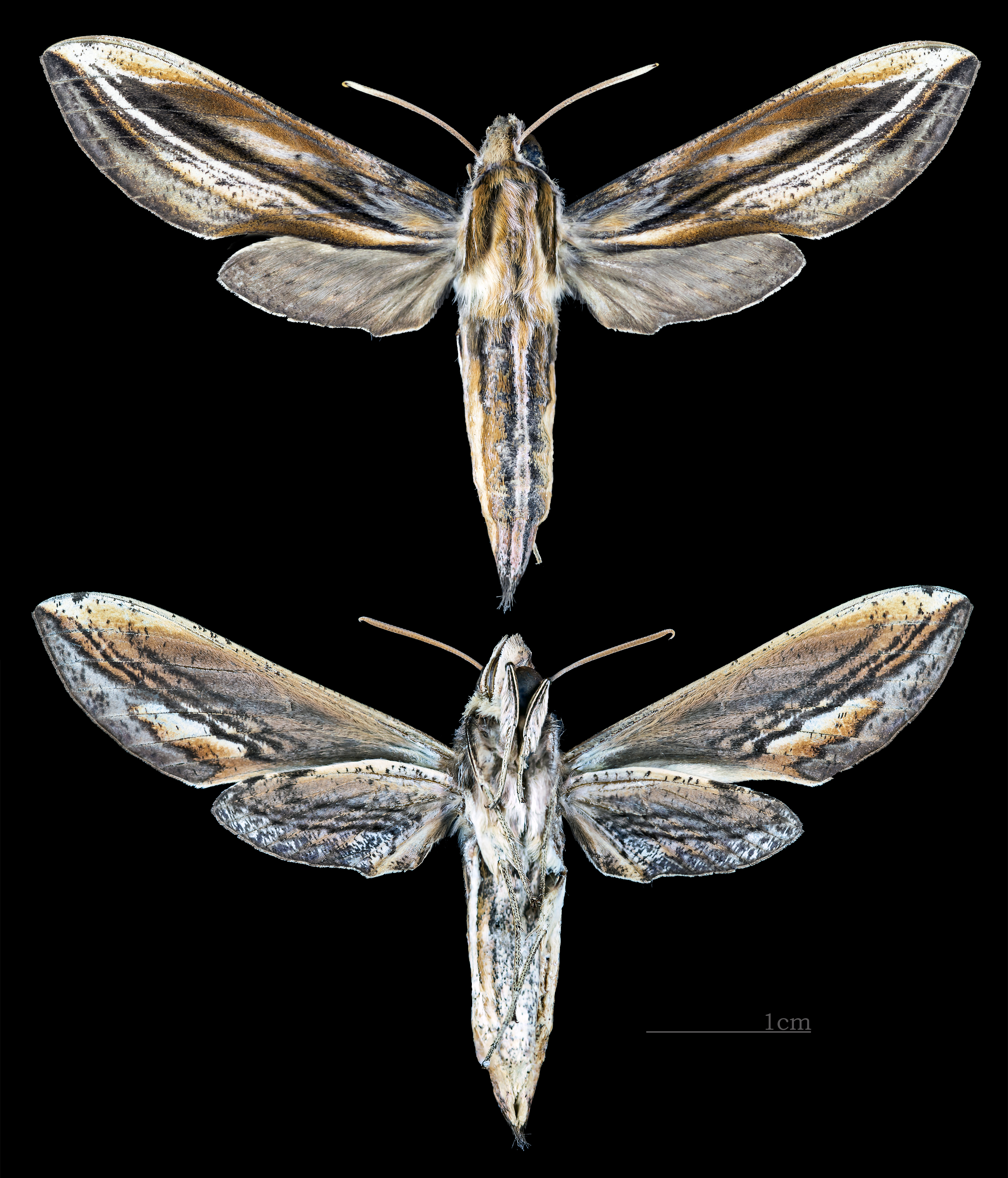
Xylophanes thyelia
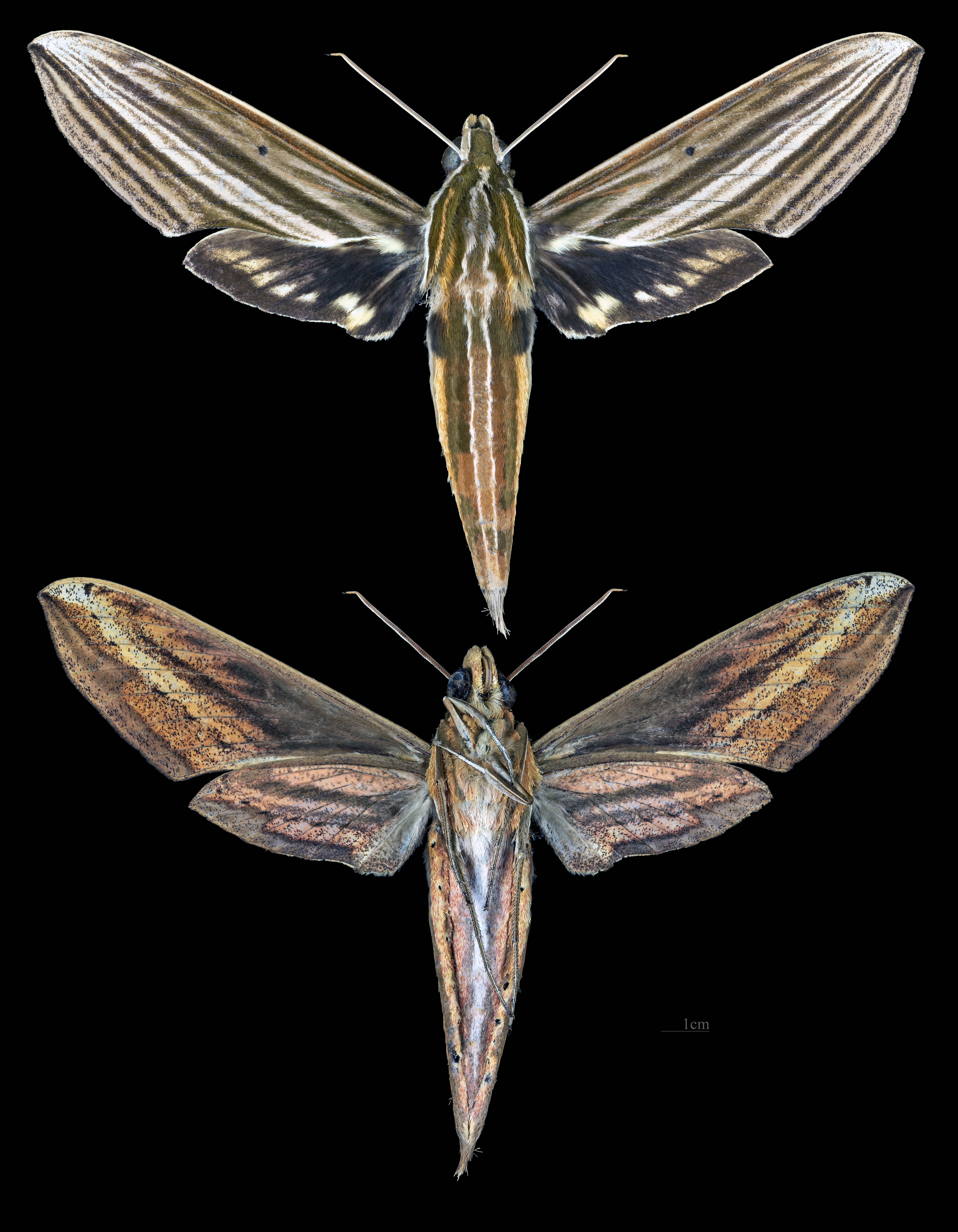
Xylophanes titana
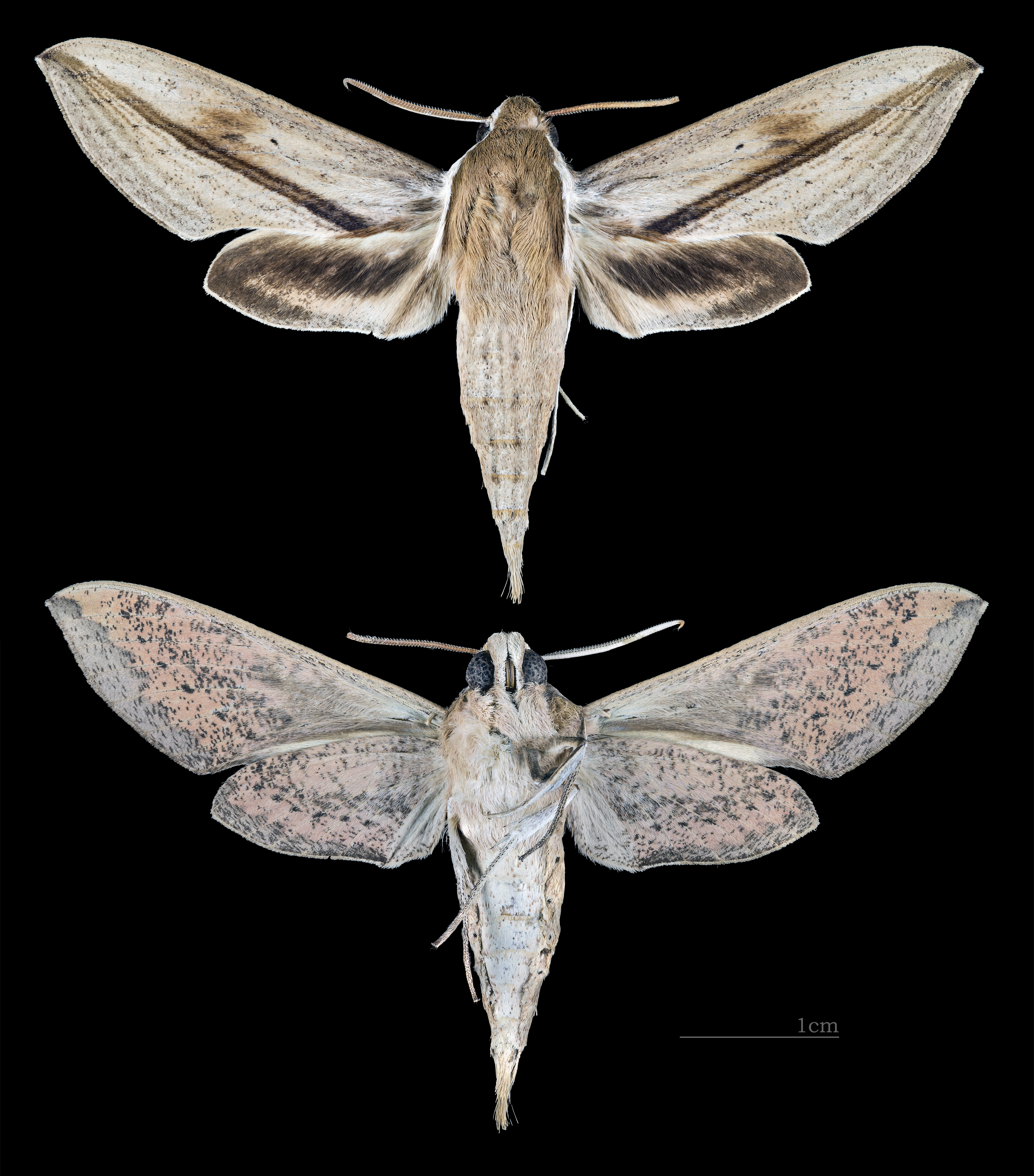
Xylophanes turbata
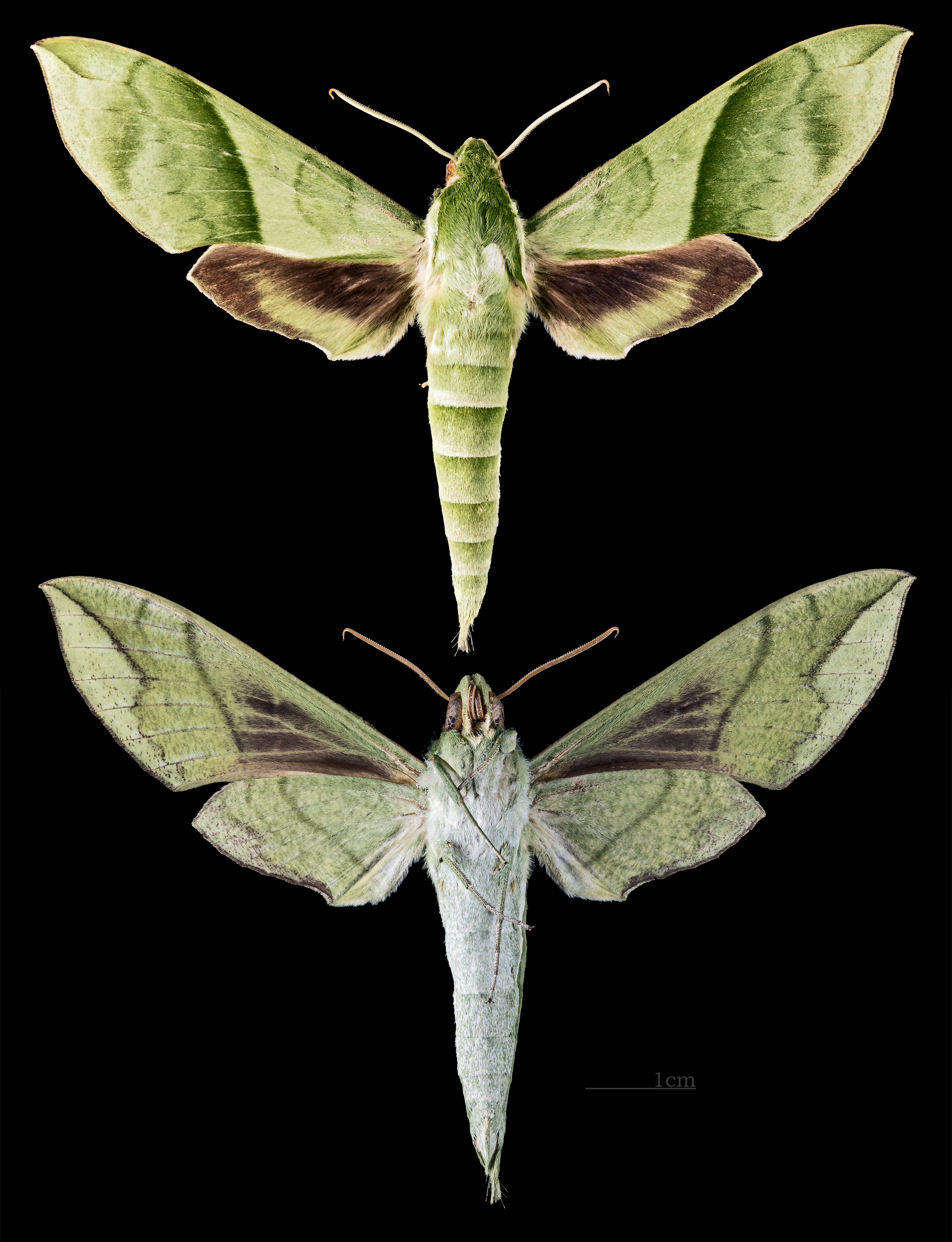
Xylophanes tyndarus
Xylophanes undata
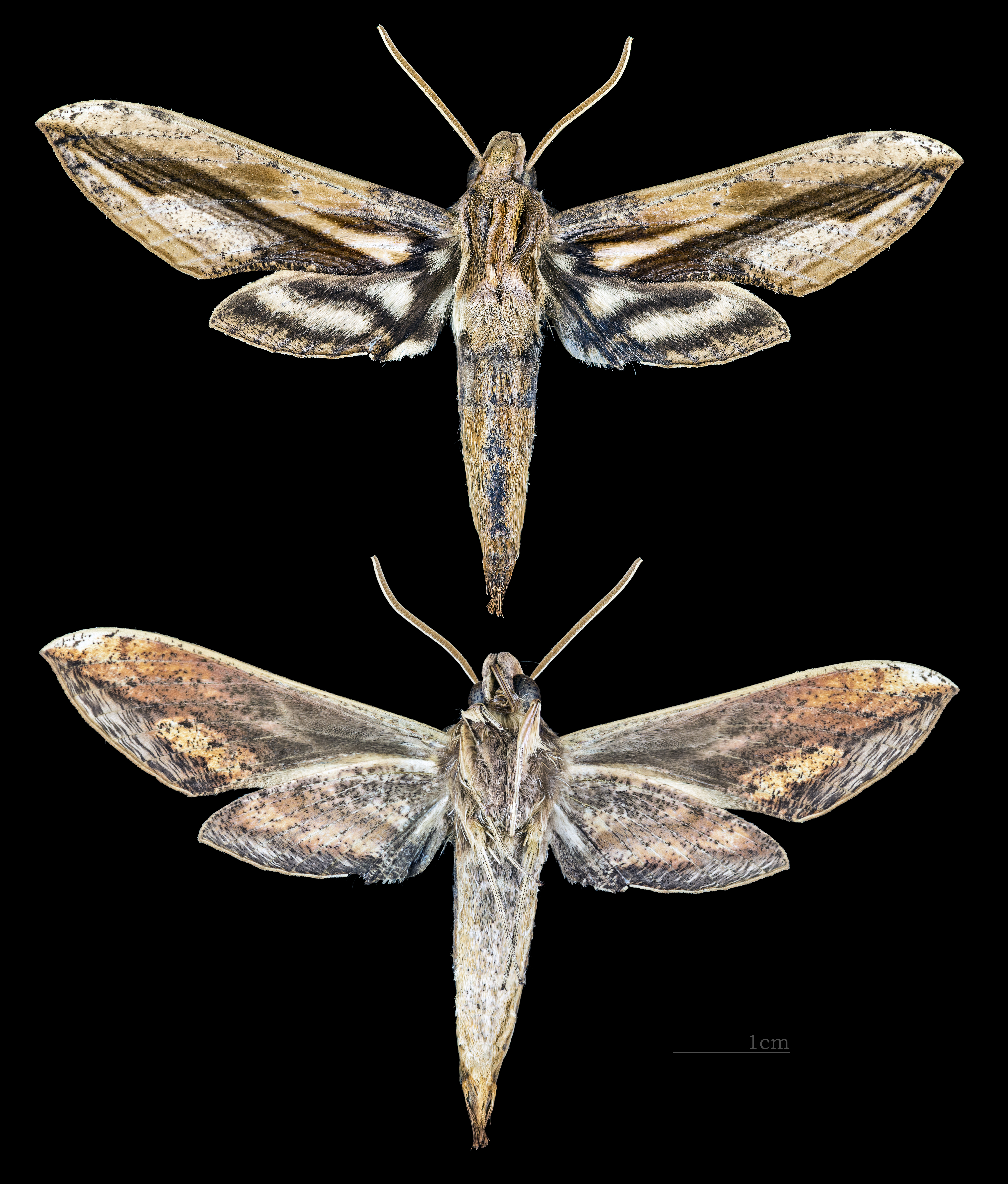
Xylophanes xylobotes
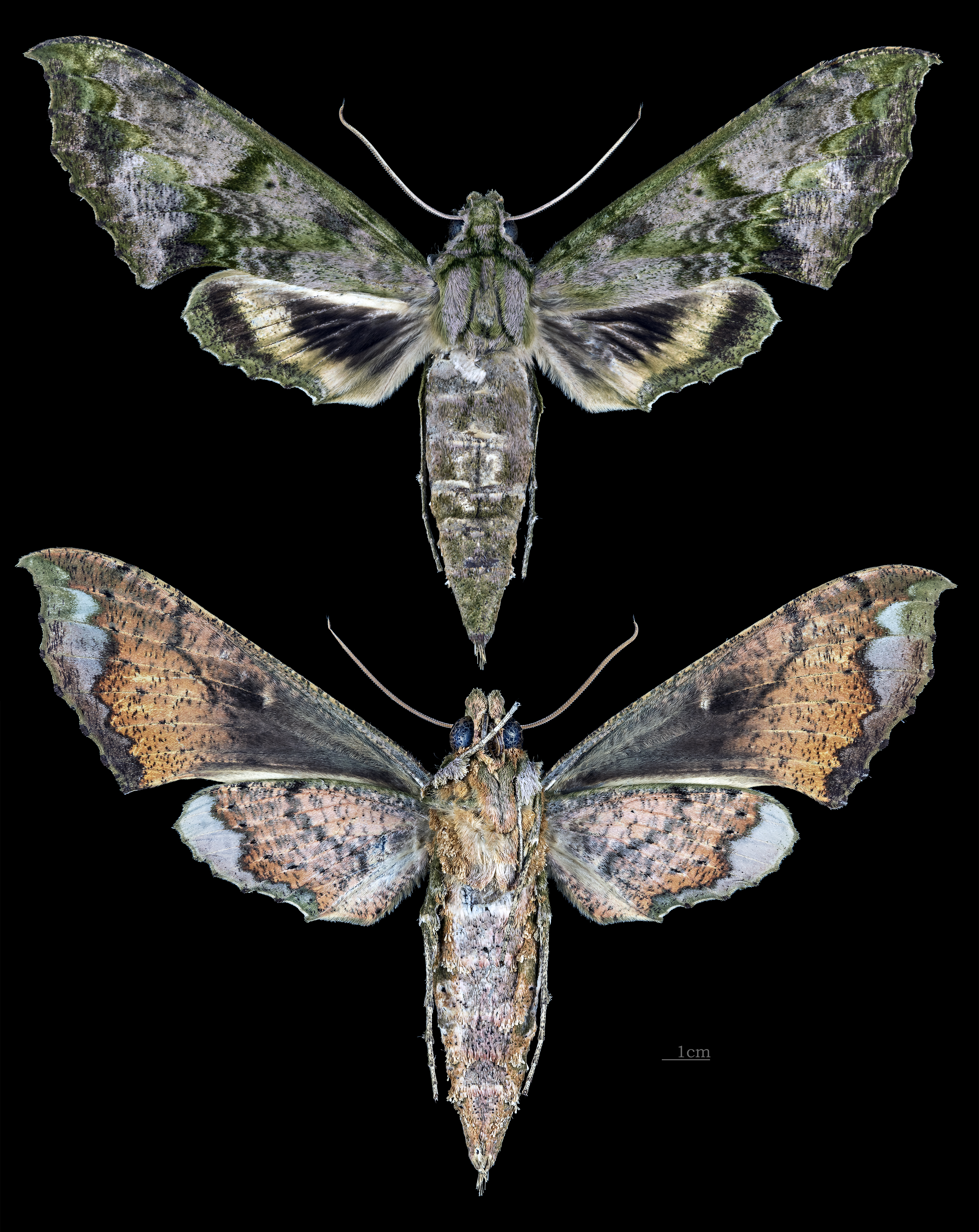
Xylophanes zurcheri